# Époque de Heian
Pour les articles homonymes, voir Heian.
794–1185
Entités précédentes :
- Époque de Nara

Entités suivantes :
- Époque de Kamakura
- Shogunat de Kamakura

L'époque de Heian (平安時代, Heian-jidai) est l'une des quatorze subdivisions traditionnelles de l'histoire du Japon. Cette période, précédée par l'époque de Nara, commence en 794 et s'achève en 1185 avec l'époque de Kamakura. L'ancienne capitale, Nara (Kansai), est abandonnée au profit de la création de Heian-kyō, future Kyoto (Kansai).
L'époque de Heian (mot qui signifie « paix » en japonais) est considérée comme l'apogée de la cour impériale japonaise, et est célébrée comme l'âge d'or de la culture et de l'art japonais, notamment la poésie japonaise, la littérature japonaise et la peinture dans le style japonais, yamato-e.

## Périodisation
L'époque de Heian fait suite à l'époque de Nara et commence en 794 après le déplacement de la capitale du Japon à Heian-kyō (littéralement « capitale de la paix », aujourd'hui Kyoto) par l'empereur Kanmu, 50e empereur du Japon, qui cherchait à fuir l'influence des puissants monastères de Nara. Cette période est considérée comme un sommet de la culture japonaise, toujours admirée par les générations ultérieures. Elle voit également la montée en puissance de la classe des bushis (guerriers), qui finit par prendre le pouvoir, mettant fin à la période Heian et commençant ainsi la période médiévale de l'histoire du Japon.

## De l'empereur Kanmu à la régence des Fujiwara

### Heian ancien (794-967)
Lorsque Kanmu déplace la capitale à Heian-kyō (Kyoto), qui demeure la capitale pour les mille années suivantes, il ne le fait pas seulement pour renforcer l'autorité impériale (en la soustrayant aux puissants monastères de Nara), il le fait également pour améliorer géopolitiquement le siège du gouvernement. En effet, Kyoto dispose d'un bon accès à la mer via la rivière Yodo qui débouche dans la baie d'Osaka et est également accessible par la route depuis les provinces de l'Est.
Le Heian ancien (794-967) est une prolongation de la culture de l'époque de Nara. La capitale Heian-kyō est basée sur le modèle de la capitale chinoise Chang'an, comme l'était Nara, mais sur une plus grande échelle. Malgré le déclin des réformes Taika-Taihō, le gouvernement impérial est vigoureux durant le Heian ancien. Le fait que Kanmu ait évité toute réforme drastique a diminué l'intensité des luttes politiques, et il est connu comme l'un des empereurs les plus puissants de l'histoire du Japon.
Les liens familiaux de Kanmu avec les immigrés coréens sont un fait avéré : sa propre mère est issue d'un clan d'immigrés coréens originaires du royaume de Baekje (Paekce). Le général chargé de la lutte contre les « barbares » du Nord, Sakanoue no Tamuramaro, est issu d'une famille d'immigrés coréens, les Aya, qui servent la cour depuis plusieurs générations. Enfin, les terres sur lesquelles devait être implantée la future capitale, Nagaoka, sont au cœur des domaines d'un autre clan d'immigrés, les Hata.
Bien que Kanmu ait abandonné la conscription universelle en 792, il continue de mener de grandes offensives militaires pour, à la fin d'une guerre de 38 ans, prendre le contrôle des Emishi, un peuple vivant dans l'Est et le Nord du Japon, et distinct des populations occupant les régions actuelles d'Aomori et de Hirosaki, et qui échappent toujours à l'État des Codes. Ces dernières sont proches des populations du Hokkaido avec lesquelles elles entretiennent des relations intenses. À la capitale, on les appelle Ezo. Après des victoires temporaires en 794, Kanmu nomme un nouveau commandant sous le titre de Seii Taishōgun (« Grand général pacificateur des barbares », souvent abrégé en Shogun). En 801, le shogun vainc les Emishi et étend les domaines impériaux jusqu'à l'extrémité orientale de Honshū. Cependant, la domination impériale sur les provinces est devenue très ténue. L'armée impériale fonctionne mal.
Après la mort de Kanmu en 806 et une guerre de succession entre ses fils, deux nouveaux organismes sont mis en place dans un effort pour ajuster la structure administrative Taika-Taihō. À travers le nouveau « Bureau privé de l'empereur », celui-ci peut émettre des édits administratifs plus directement et avec plus d'assurance qu'auparavant. La nouvelle Police métropolitaine remplace la Garde impériale, au rôle largement cérémoniel. Bien que ces deux organismes renforcent temporairement la position de l'empereur, ils sont bientôt, à côté d'autres structures d'origine chinoise, complètement dépassés par les réalités d'un pays en plein développement.
En 935-941, Taira no Masakado se soulève dans le Kantō ; c'est la première fois qu'un groupe de guerriers autonomes se manifeste.
De la même manière que les Soga avaient pris le contrôle du trône au VIe siècle, les Fujiwara du IXe siècle s'imposent par des mariages successifs avec la famille impériale, et un de leurs membres devient le premier dirigeant du Bureau privé de l'empereur. Un autre Fujiwara devient régent pour son petit-fils, un empereur encore mineur, un autre encore devient kanpaku, régent d'un empereur adulte. Avant la fin du IXe siècle, plusieurs empereurs avaient tenté sans succès de se débarrasser des Fujiwara. Durant un temps, cependant, au cours du règne de l'empereur Daigo (897-930), la régence des Fujiwara est suspendue, l'empereur régnant directement. Un peu plus tard, en 1068, l'empereur Go-Sanjō (1034-1073) règne alors qu'il n'a aucun lien avec les Fujiwara, mais il est aussi le premier empereur du Japon en 170 ans dont la mère n'est pas une femme du clan Fujiwara. Cependant, à la fin du IXe siècle, Fujiwara no Mototsune, lui-même régent (sesshō) de l'empereur, obtient la création d'une nouvelle fonction, « grand rapporteur » (kanpaku), qui décharge l'empereur du travail administratif lorsque celui-ci est adulte.

### Âge d'or de la culture japonaise

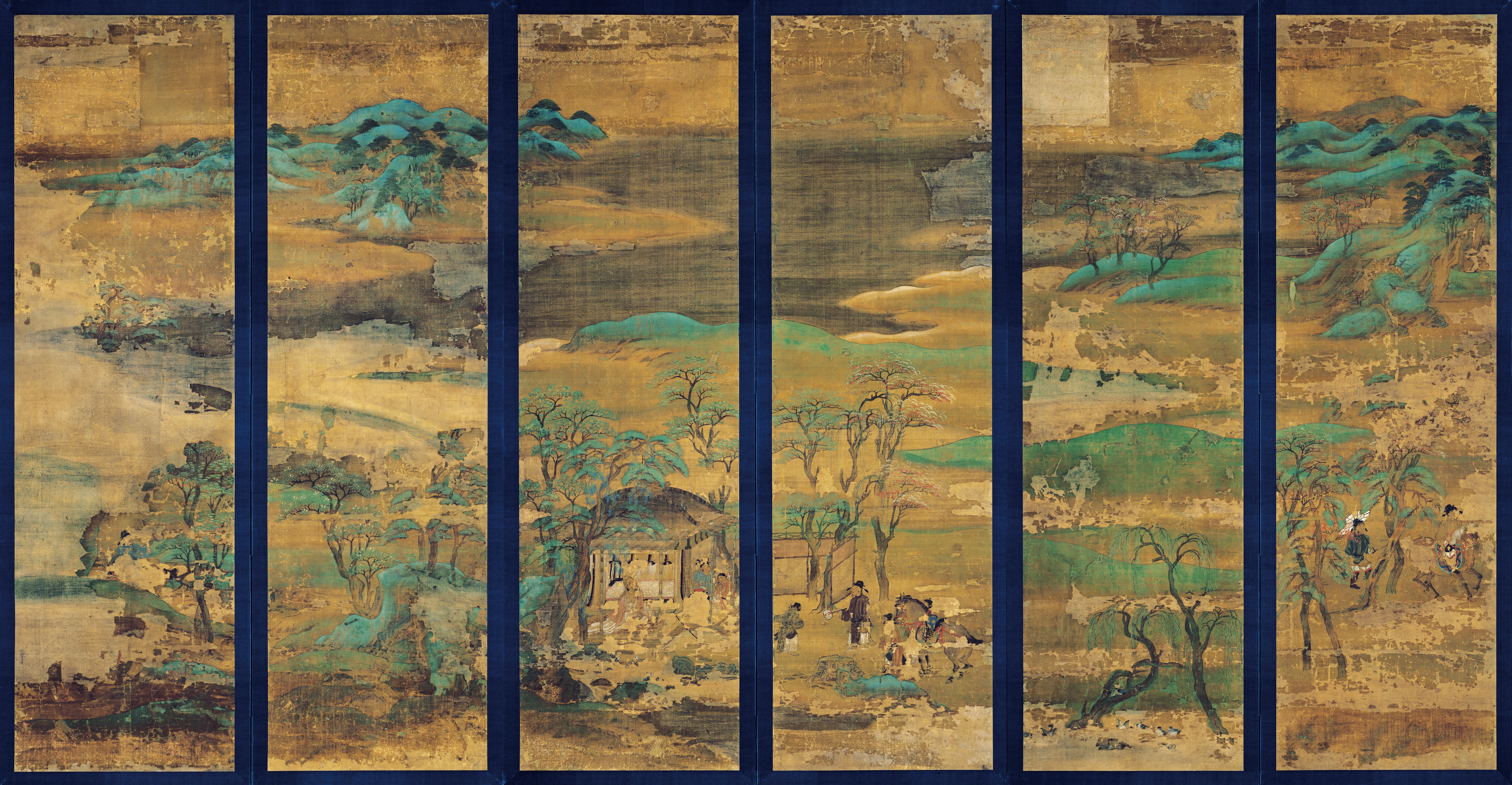
Senzui byōbu (« paravent à décor de paysage »), v. 1050-1100. Couleurs sur soie, six feuilles,, milieu de l'époque de Heian. Musée national de Kyoto (autrefois au Tō-ji).

L'influence chinoise chute de manière effective après la dernière mission impériale en Chine en 838. La dynastie Tang est alors en déclin, et le fait que les bouddhistes chinois soient sévèrement persécutés ruine le respect des Japonais pour les institutions chinoises d'alors. Le Japon commence à se replier sur lui-même. En 894, l'ambassadeur Sugawara no Michizane, lettré sinophile, s'oppose au projet de renouer les relations, prétextant l'instabilité à la fin des Tang. Il craint probablement aussi pour l'évolution de sa situation s'il s'absente de la cour. Cette décision et la poursuite de cet isolement pendant quatre siècles permettent l'épanouissement du caractère national. Après la phase d'imitation absolue de la culture chinoise au cours des époques d'Asuka et de Nara, l'élite adopte une attitude plus sélective voire critique à son égard et montre la volonté d'affirmer « l'esprit du Japon », le Yamato-damashii. Cet esprit se manifeste nettement dans les arts que pratique cette élite (littérature, calligraphie) ou qu'elle favorise (peinture, architecture, laque, etc.). C'est ce qui fait de cette époque un âge d'or de la culture japonaise.
Cet « âge d'or » ne concerne qu'une infime minorité de la population, les aristocrates, qui vivent en vase clos, à la capitale. Cette élite, à lire les journaux intimes et les romans, se montre complètement indifférente au sort des autres catégories sociales, sachant que les 99 % de la population, les paysans, ont à peine de quoi survivre et que les famines, qui les frappent, surviennent à tout propos.
Le chinois demeure la langue officielle de la cour impériale[réf. nécessaire] ; cependant, l'introduction des kana favorise le développement de la littérature japonaise. Les premières anthologies poétiques, les premiers récits historiques contemporains et les premiers romans paraissent à cette époque. Les plus célèbres sont les récits amoureux des Contes d'Ise et du Dit du Genji (XIe siècle). Les poèmes waka sont tous écrits en caractères japonais et non en chinois classique.
La peinture yamato-e, du nom de la région située entre Kyôto et Nara, pratiquée à l'époque de Heian, emploie des codes qui se démarquent de la peinture chinoise, en particulier pour la représentation des scènes d'intérieur, selon la perspective aux toits enlevés, et dans la stylisation des corps en habits de cour, des hommes comme des femmes. Ce sont ces peintures qui enluminent les textes des romans, sur les rouleaux horizontaux illustrés (emaki) tels que les rouleaux illustrés du Dit du Genji, et des poèmes, ou des contes, comme les contes d'Ise, sur des feuilles séparées. On la trouve également sur des paravents et des cloisons coulissantes, avec des représentations imaginaires de saisons (shiki-e), de paysages célèbres (meisho-e) et de fêtes (tsukinami-e). La fin de l'époque voit aussi apparaître les premiers portraits.

### Succès des Fujiwara et rébellions (967-1185)
Nominalement, l'empereur règne, mais, à partir de 866, le pouvoir passe entre les mains des régents Fujiwara. Au cours des IXe et Xe siècles, la plus grande partie de l'autorité est perdue en faveur des grandes familles, qui dénigrent le système de terres et de taxes d'inspiration chinoise imposé par le gouvernement de Kyōto. Le Japon de la période Heian connaît la stabilité, mais même si la succession au trône est assurée par l'hérédité dans la famille impériale, le pouvoir est à nouveau concentré, vers 1000, dans les mains d'une seule famille, le clan Fujiwara.
Les Fujiwara ne sont pas démis par l'empereur Daigo (897-930) et deviennent en fait plus puissants durant son règne. Le pouvoir central du Japon continue à décliner, et les Fujiwara, de même que d'autres grandes familles et des fondations religieuses, acquièrent un pouvoir politique encore plus grand au début du Xe siècle. Au début de l'ère Heian, les shōen (terres ou domaines exploitables donnés par l'empereur) avaient acquis un statut légal. Les grands établissements religieux avaient cherché les titres incontestables de leur perpétuité, leur permettant de lever des impôts, et de s'assurer l'immunité contre l'inspection, par le système de gouvernement des shōen, qu'ils contrôlaient. Ceux qui travaillent la terre trouvent avantageux de transférer le titre aux porteurs de shōen en échange d'un partage des récoltes. La population et les terres échappent de plus en plus au contrôle impérial et à ses taxes, retournant de facto aux conditions ayant précédé la réforme de Taika. Par ailleurs, les Fujiwara, et singulièrement la maison Sekkan, sont devenus, avec les charges qu'ils accumulent, les plus gros propriétaires fonciers de l'archipel.

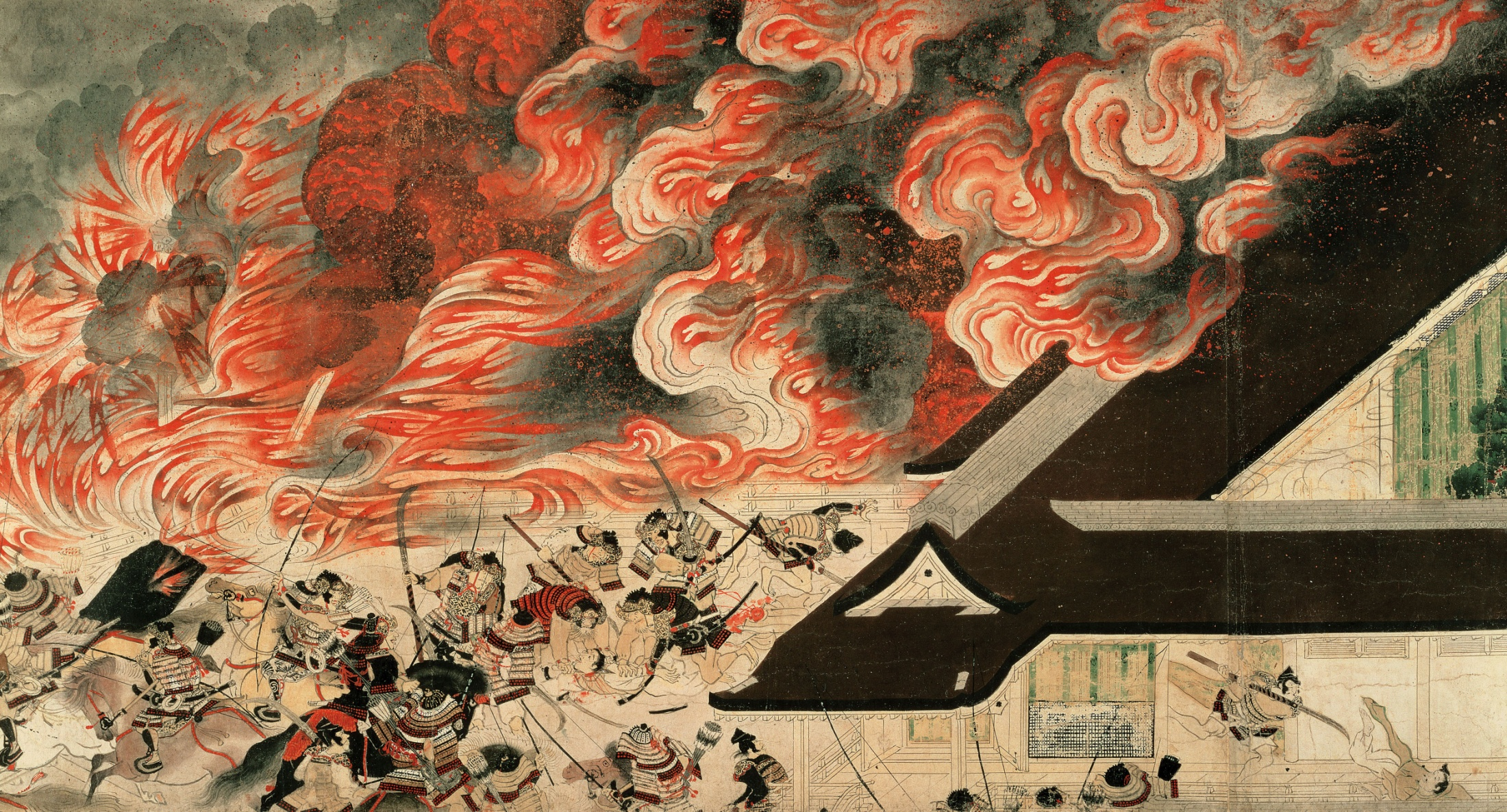
Scène de la guerre civile de l'ère Heiji, vers 1160, attaque nocturne sur le palais de Sanjō. Rouleau portatif (emaki) : époque de Kamakura, XIIIe siècle. Encre et couleurs sur papier, L. 6.99 m, H. 41.3 cm, détail. Musée des Beaux-Arts (Boston).

Durant les décennies suivant la mort de Daigo, les Fujiwara ont un contrôle absolu de la cour. En l'an mille, Fujiwara no Michinaga est capable de mettre sur le trône ou de déposer, à volonté, un empereur. Peu de pouvoir reste dans les mains des fonctionnaires traditionnels, et les affaires du gouvernement sont gérées par l'administration privée de la famille Fujiwara. Les Fujiwara sont devenus ce que l'historien George B. Sansom a appelé des « dictateurs héréditaires ».
L'influence de la classe guerrière à la cour est un résultat de la rébellion de Hōgen en 1156, et surtout de celle de Heiji en 1160. À cette époque, Taira no Kiyomori est nommé Daijō-daijin (Premier ministre) et forme le premier gouvernement samouraï de l'histoire. En 1180, remettant au goût du jour une pratique des Fujiwara, il place son petit-fils Antoku sur le trône pour régner par régence. Cet acte cause la guerre de Genpei, qui se termine cinq ans plus tard par l'élimination du clan Taira et l'arrivée au pouvoir de Minamoto no Yoritomo qui établit son bakufu à Kamakura, dans l'est du pays. Kamakura a été choisie car cette ville était assez éloignée de la capitale impériale, Kyōto, où les monastères et les nobles de la cour exerçaient une certaine influence. En y instaurant son bakufu, Minamoto no Yoritomo pouvait agir sur les affaires du pays sans opposition.

## Naissance des guerriers
Après l'effondrement du système de conscription militaire au VIIIe siècle, la cour créée un corps de kondei, une milice avec les fils de la noblesse de province sous l'autorité des gouverneurs. Les administrateurs demandent aussi aux paysans propriétaires, myōshu, de leur envoyer leurs fils afin de constituer des petits groupes de guerriers, bushi, aptes à se défendre. Cette organisation prend le nom de bushidan.
Pour protéger leurs possessions en province, les Fujiwara et d'autres familles nobles requièrent des gardes, une police et des soldats. La classe guerrière gagne ainsi progressivement de grands pouvoirs durant la période Heian. Dès 939, Taira no Masakado menace l'autorité du gouvernement central, dirigeant un soulèvement dans la province orientale de Hitachi, et presque simultanément, Fujiwara no Sumitomo se rebelle dans l'ouest. Cependant, la prise du pouvoir par les militaires est encore loin.

## Religion

### Développement du bouddhisme

Les principaux temples et sanctuaires de la région de Heian-kyō à la fin de l'époque de Heian.

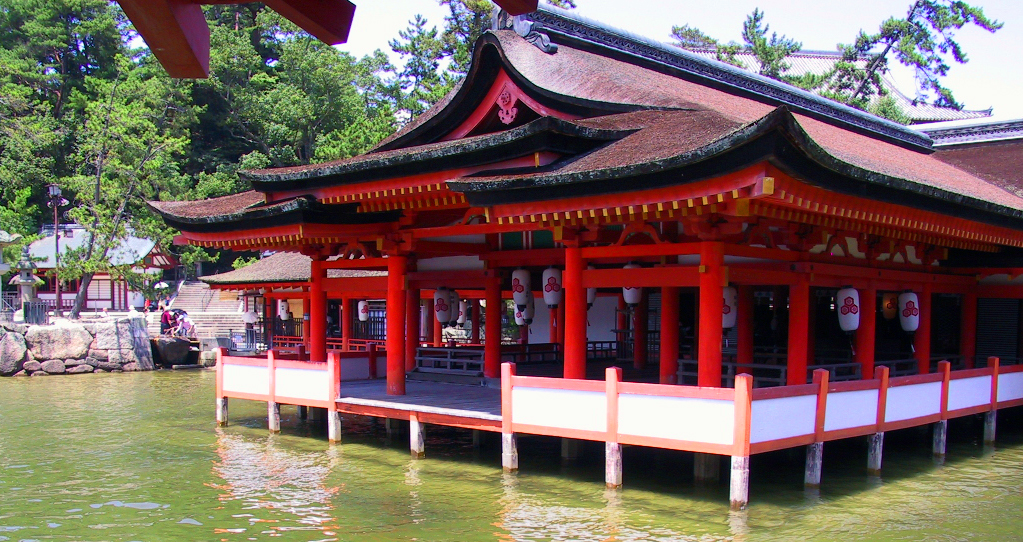
Le (1168), à marée haute. Monument d'architecture japonaise caractéristique de l'époque de Heian.

Le bouddhisme commence à se répandre au Japon au cours de l'ère Heian, principalement au travers de deux grandes écoles, la branche Tendai (« Terrasse céleste ») et la branche Shingon (« parole vraie »). Tendai est originaire de Chine et est basé sur le Sūtra du Lotus, l'un des plus importants textes du Bouddhisme mahāyāna. Shingon est une école japonaise ayant de proches affiliations avec les bouddhismes tantriques indien et tibétain, fondée par Kūkai. Dans les deux cas, le bouddhisme de Heian est plus attaché à la foi et à la mystique qu'à l'époque de Nara où il s'agissait plutôt d'une religion d'État. Il innove, dorénavant, en construisant des temples et des pagodes au fin fond des montagnes, comme le Murō-ji.
En 804, le moine Kūkai part étudier les sectes ésotériques en Chine et y reste deux ans. Il revient donc assez vite, si on compare son séjour à celui des étudiants qui y restaient souvent 20 ans aux VIIe et VIIIe siècles. L'attitude des Japonais vis-à-vis de la Chine a bien changé. D'ailleurs, Kūkai fonde une école originale, le Shingon (la Vraie parole), parfois tenue comme un syncrétisme entre le bouddhisme et la religion des kami. Un rôle important y est accordé aux incantations, aux ascèses comme l'ascèse de la méditation (nu sous une cascade) et aux prières. En 816, un grand monastère est fondé dans la montagne, sur le mont Kōya, et en 823, un autre à l'entrée de la capitale.
Saichō, un autre moine, se rend quant à lui en Chine en 804 mais revient rapidement. Après avoir pu manifester sa critique des six écoles traditionnelles de Nara, il fonde l'école Tendai, dont l'importance grandit au cours des siècles suivants. Il installe son siège dans le complexe monastique qu'il fonde, l'Enryaku-ji du mont Hiei. Ce mont (848 m) juste au-dessus de Kyoto est censé bloquer les mauvaises influences supposées venir du Nord-Est. Selon sa doctrine, le but de la religion est de sauver tous les hommes, esclaves compris. Il obtiendra l'appui de la cour (les Fujiwara), malgré l'opposition des moines de Nara. Son influence se mesure aussi dans la naissance et la montée en puissance des moines-guerriers sōhei.
Le bouddhisme, autrefois orienté vers la protection de l'État, commence à se préoccuper du sort des fidèles. Pour l'aristocratie, la religion cesse d'être une préoccupation purement politique pour devenir une quête personnelle. Ces nouvelles tendances apparaissent comme une « religion de l'aristocratie ».
Les courants de la Terre pure connaissent un essor à la fin de la période et au tout début de l'époque de Kamakura, grâce à l'action de plusieurs moines prédicateurs en rupture avec les temples « aristocratiques », en premier lieu Hōnen (1133-1212) et Shinran (1173-1263).
L'assemblée des moines est d'une très grande diversité. À côté des moines savants et des ascètes, un grand nombre de fils cadets des familles puissantes, des fonctionnaires malchanceux, etc. prennent l'habit de moine. Parmi les plus pauvres, chargés des travaux manuels, beaucoup sont capables de manier bâton, arc ou sabre et de défendre les intérêts des temples. Ces moines-guerriers, appelés souvent à cette époque akuso, deviennent un élément important de la société japonaise jusqu'à la fin du XVIe siècle.

### Shintô et bouddhisme
L'expansion du bouddhisme ne menace en rien de détruire les anciennes croyances, comme avait pu le craindre le clan Mononobe, chargé du culte des divinités à la cour au VIe siècle, et qui craignait alors, en conséquence, de perdre son pouvoir. Le bouddhisme a plutôt tendance à englober les anciennes croyances, sous la forme d'une théorie, le honji suijaku, le syncrétisme shintô-bouddhique.
Au cours des époques de Nara et de Heian, la multiplication des temples et leur dispersion reflète bien le nouveau rapport de la classe dirigeante avec le bouddhisme, mais ne concerne guère le petit peuple. La circulation des moines dans les campagnes finit cependant par diffuser l'idée que les kami sont un stade intermédiaire entre l'humanité et le Bouddha et qu'ils peuvent être aussi sauvés, tout comme les divinités hindoues en Inde. On voit donc se construire des « palais de kami », les jingū-ji, dans lesquels des moines bouddhistes organisent la récitation de soutras devant les divinités indigènes. Cette interpénétration des deux pratiques est singulièrement différente du rapport que le christianisme a entretenu avec les pratiques indigènes, mais ici, la monarchie japonaise qui protège le bouddhisme se représente son origine comme liée à l'univers des kami.

## Agriculture
Le Japon est alors, en bien des régions, presque vide, les communications malaisées, coupées par les montagnes et les forêts. L'Est et le Nord, peu mis en valeur, disposent de pâturages pour l'élevage des chevaux. Les rizières irriguées ne forment que quelques îlots organisés en parcelles régulières enregistrées par l'administration. Leur production reste faible et aléatoire. Après les impôts, en riz, et les semences, la population, sans être totalement privée de consommer du riz, peut survivre grâce à ses cultures sèches, dans des petits jardins privés. La charge la plus lourde est celle du tribut (cho) : tissus, céramiques, nattes, bois, sel, peaux, produits d'alimentation, etc. Enfin, les paysans doivent des corvées (zoyo) sur réquisition des administrateurs. Ceux-ci se doivent de faire accroitre le rendement des taxes dans un pays soumis aux sécheresses, insectes, typhons, épidémies. Dans chacune des soixante provinces, un gouverneur, venu de la capitale, et deux à cinq fonctionnaires sous sa direction inspectent la campagne, envoient des rapports et font parvenir les produits attendus à la capitale. Entre eux et la population, des fonctionnaires suivent les registres de la population et ceux de la gestion du riz public. Ils sont choisis localement car sachant écrire et appartenant à des familles connues. Si, globalement, le peuple est misérable, il existe cependant des familles mieux loties que d'autres, certaines pouvant, même, engager des travailleurs salariés.
Le terme daimyō ne signifie pas encore « grand seigneur » mais ce sens trouve son fondement à cette époque, où myô ou myôden (littéralement « lot de rizières fiscales dénommées ») correspond à une unité fiscale de terre qui évolue avec la société. Le chef de maisonnée paysanne, le myoshu, qui en a la charge peut, dans les couches moyennes de province, bénéficier des accroissement de production liés à la diffusion des outils en fer. Les plus aisés passent des contrats avec les autorités : ils s'engagent à faire rentrer les redevances en échange d'un droit de possession de la terre ; ils deviennent « chefs de myô ». Le myô comprend des rizières, des champs secs, des habitations avec leurs jardins. Lorsque ces propriétés sont assez importantes, on parle de « grands myo » : daimyo. Ces chefs, myoshu, peuvent alors avoir une main-d'œuvre et même des métayers, les kosakunin.
Les fouilles montrent que les habitations sont largement de type semi-enterrées, de 13 à 18 m2, pour 5 à 6 personnes. Des bâtiments à plancher surélevé pourraient être des greniers. Chaque village doit avoir un chef de village qui pourrait se signaler par un regroupement de quelques maisons ou la présence d'une écritoire. Les fouilles indiquent la progression des instruments aratoires en fer dans l'est du pays.
La cour a émis au fil du temps de nombreuses recommandations, comme la culture du blé, de l'orge, du millet et du sarrasin, et le fait de faire sécher le riz sur des sortes de suspensoirs. L'administration et les notables ont veillé à l'extension et à l'entretien des réseaux d'irrigation.

## Économie
Bien que l'époque de Heian soit indubitablement une période de paix inhabituellement longue, elle a affaibli l'économie du Japon et conduit à la pauvreté presque tous ses habitants. Les aristocrates bénéficiant de la culture Heian (les Yokibito, ce qui signifie le « Bon Peuple ») ne représentent qu'environ 5 000 personnes sur une population de cinq millions d'habitants.
Le système shōen a permis l'accaparement de la richesse par une élite aristocratique. L'excédent économique peut être mis en relation avec toute la richesse culturelle de cette période et ses innovations. Les principaux temples bouddhistes de Heian-kyō et de Nara ont également fait usage du système shōen. L'établissement de succursales rurales et l'intégration de certains sanctuaires shintoïstes dans ces réseaux de temples reflètent un plus grand « dynamisme organisationnel » propre à cette époque.
L'une des raisons qui permettent aux samouraïs de prendre le pouvoir est que la noblesse dirigeante prouve son incompétence dans la gestion du Japon et de ses provinces. Aux alentours de l'an mil, le gouvernement se trouve incapable de produire de l'argent et la monnaie disparaît peu à peu. L'absence d'une monnaie d'échange solide est implicitement illustrée dans les romans de l'époque, montrant par exemple des messagers récompensés par des objets utiles tels qu'un kimono de soie, plutôt que de percevoir un salaire. Les dirigeants Fujiwara s'avèrent également incapables de maintenir des forces de police efficaces, ce qui laisse les voleurs libres de fondre sur les voyageurs. Ceci est à nouveau implicitement illustré dans les romans au travers de la frayeur que le voyage de nuit inspire aux personnages principaux.

## Urbanisme et architecture
Lorsqu'apparaissent, à la fin de la période des kofun, les premiers ensembles réservés à une élite locale, entourés d'une enceinte, ces bâtiments ne sont pas disposés selon un principe qui se manifesterait dans la composition du plan de l'ensemble. Il s'agit plutôt d'un ensemble distribué de manière hiérarchisée sur une grande surface en fonction des activités des groupes de parentés. Ensuite, au cours de la période d'Asuka, le pouvoir est localisé dans un palais, composé sur le modèle chinois, ou, plus exactement, dans un ensemble de bâtiments organisés au sein de deux enceintes hiérarchisées, et disposés sur l'axe de symétrie qui conduit au bâtiment réservé au souverain, celui-ci étant quasi inaccessible aux membres étrangers à la famille du souverain.
Au cours de la période d'Asuka, la première capitale, celle de Fujiwara en 694, n'est qu'une capitale provisoire. Le déplacement de ces capitales est jugé nécessaire si le site est souillé par un décès, une révolte, un assassinat ou une épidémie. Le temps manque, chaque fois, pour l'élaboration d'un plan réfléchi. Le plan de Heijō-kyō a été composé sur des axes orthogonaux et sur une grille en damier ; l'axe médian passe par le palais, situé le plus au nord, façade plein sud. Pour concevoir ce plan, les spécialistes se sont référés au modèle chinois de la capitale des Tang, Chang'an. Ce modèle a été, logiquement, retenu à cette époque où l'empire chinois, restauré dans son unité, servait de référence pour ses voisins.
Le plan de la nouvelle capitale, Heian-kyō, reprend celui de Heijo-kyo, mais en bien plus grand : 4,5 km d'est en ouest et 5,3 km du nord au sud, soit plus du triple de Heijo-kyo. Au nord, le plan du palais reprend la composition du palais de l'époque d'Asuka. Une enceinte, percée de portes, abrite d'abord une première cour avec deux édifices en vis-à-vis, puis, dans une seconde cour, les 12 bâtiments réservés à l'administration. Cette cour est dominée par un bâtiment, le Daigoku-den, qui est une salle d'audience où siège le couple des souverains lors des cérémonies. La nouveauté vient des corridors latéraux qui relient cette salle aux murs d'enceinte en créant un U. De tels corridors ou galeries couvertes entre les bâtiments se retrouvent dorénavant dans les demeures privées, dans le style connu comme shindenzukuri, à la fin de l'époque Heian. Le goût pour l'architecture autochtone, avec cet exemple des grands pieux pour soutenir ces galeries couvertes, se retrouve dans l'architecture bouddhique du Byōdō-in (hōōdō, conçu comme le palais d'Amida), conférant une grande légèreté au style majestueux et un peu lourd, emprunté jusque là à la Chine. Au Byodo-in, le plan de la salle du Phénix, dédiée à Amida, sert de référence au XIIe siècle comme l'Anrakuju-in, édifié par l'empereur Toba. À cette époque, de nombreux temples à Amida, plus modestes, sont construits, dont la salle d'Amida au Hōkai-ji de Kyoto, vers 1226, qui possède de ce fait une galerie, mais ici, elle fait le tour du bâtiment de plan carré. Le toit à quatre pentes isocèles correspond au type « en forme de joyau » ; il est couvert en bardeaux d'écorces de cyprès.
Datant du tout début de l'époque de Heian, la petite pagode du Murō-ji est parfaitement intégrée dans la nature, dans une toute petite clairière. Elle participe d'un ensemble (devenu sanctuaire mikkyō de l'école shingon) dispersé dans un paysage de montagne, loin de tout, choisi initialement par un moine qui tournait le dos à la corruption répandue dans les temples de la capitale. Ce type de lieu correspond au dogme mikkyō propagé par des ascètes de l'école shingon mais c'était aussi, auparavant, des lieux consacrés aux dieux shintō. La coexistence fut, souvent, jugée profitable aux deux religions.
À la fin de l'époque, le plus ancien sanctuaire shintō de style nagare. Le honden de l'Ujigami-jinja date du XIIe siècle : « Il est composé de trois édifices placés côte à côte, chacun en style nagare réalisé sur le plan d'une salle d'un entrecolonnement. L'ensemble a été couvert, à époque de Kamakura, par un grand toit commun. » Le sanctuaire d'Itsukushima, sur une île et les pieds dans l'eau au rythme des marées, jouit d'une renommée mondiale. Les constructions anciennes, dans le style de l'époque de la fin des Fujiwara, vers 1168, ont été détruites par des incendies. L'aspect actuel remonte à 1241. Le toit du honden (salle principale) est caractéristique : il possède des courbes gracieuses couvertes en bardeaux d'écorces de cyprès.

Urbanisme et architecture
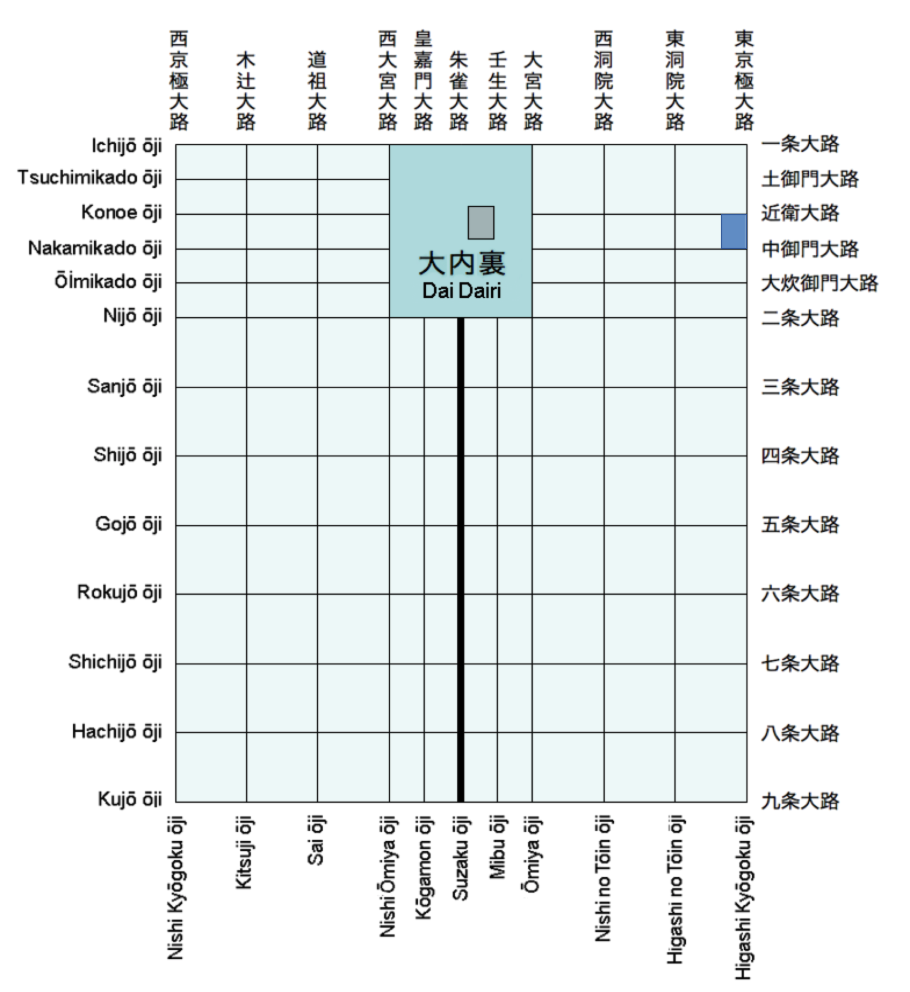
Carte schématique de Heian-Kyō montrant l'emplacement du palais ainsi que le palais temporaire, dans le palais Impérial de Kyōto.
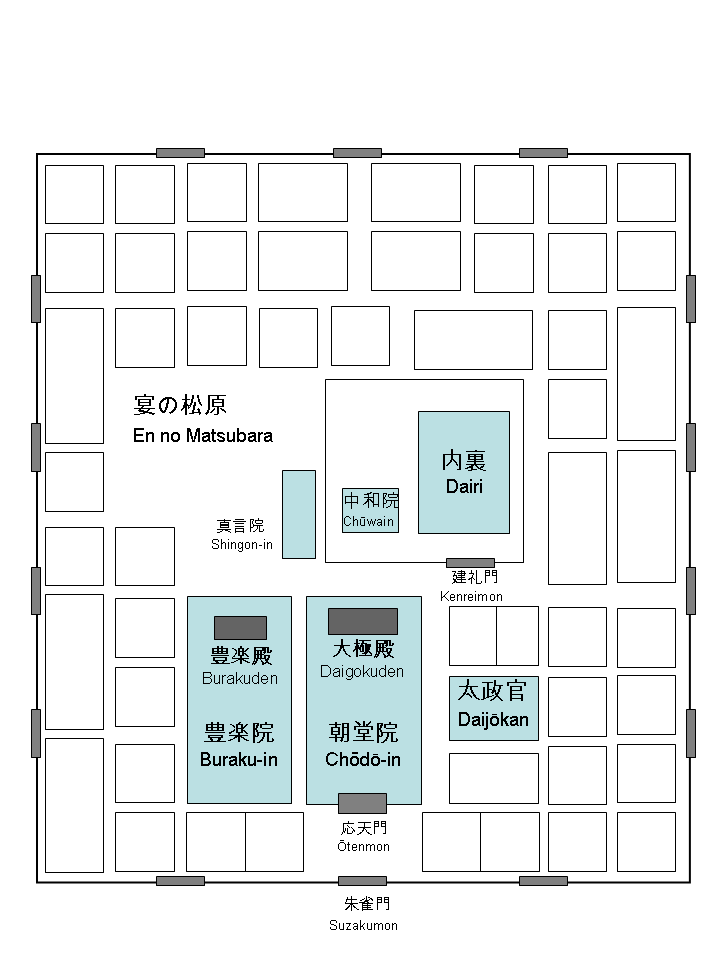
Plan schématique du Grand Palais (disparu).
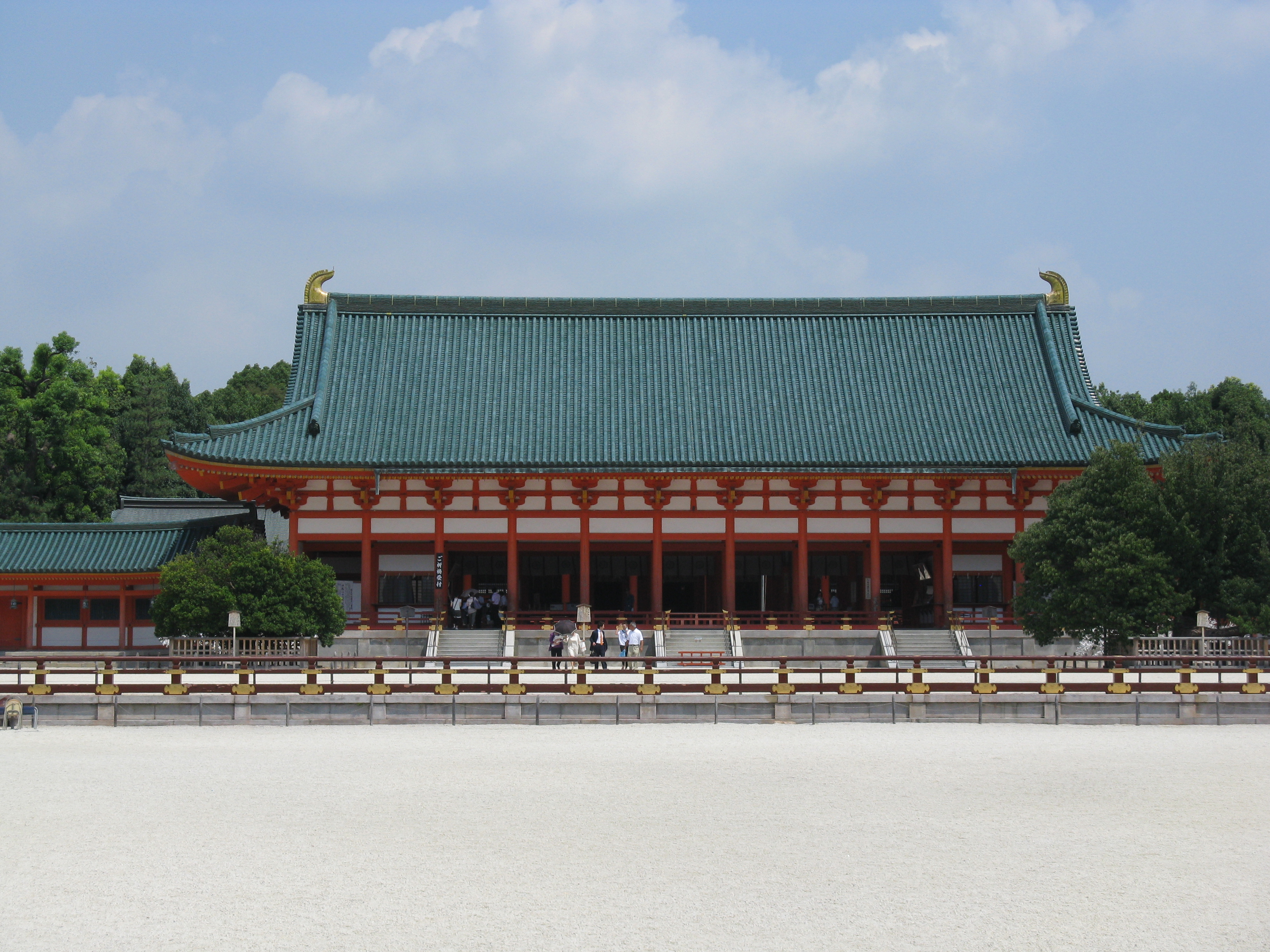
Reconstruction moderne (1895) du Daigoku-den (v. 794) du palais de Kanmu tennō, au sanctuaire Heian-jingū ; Kyōto, 2011.
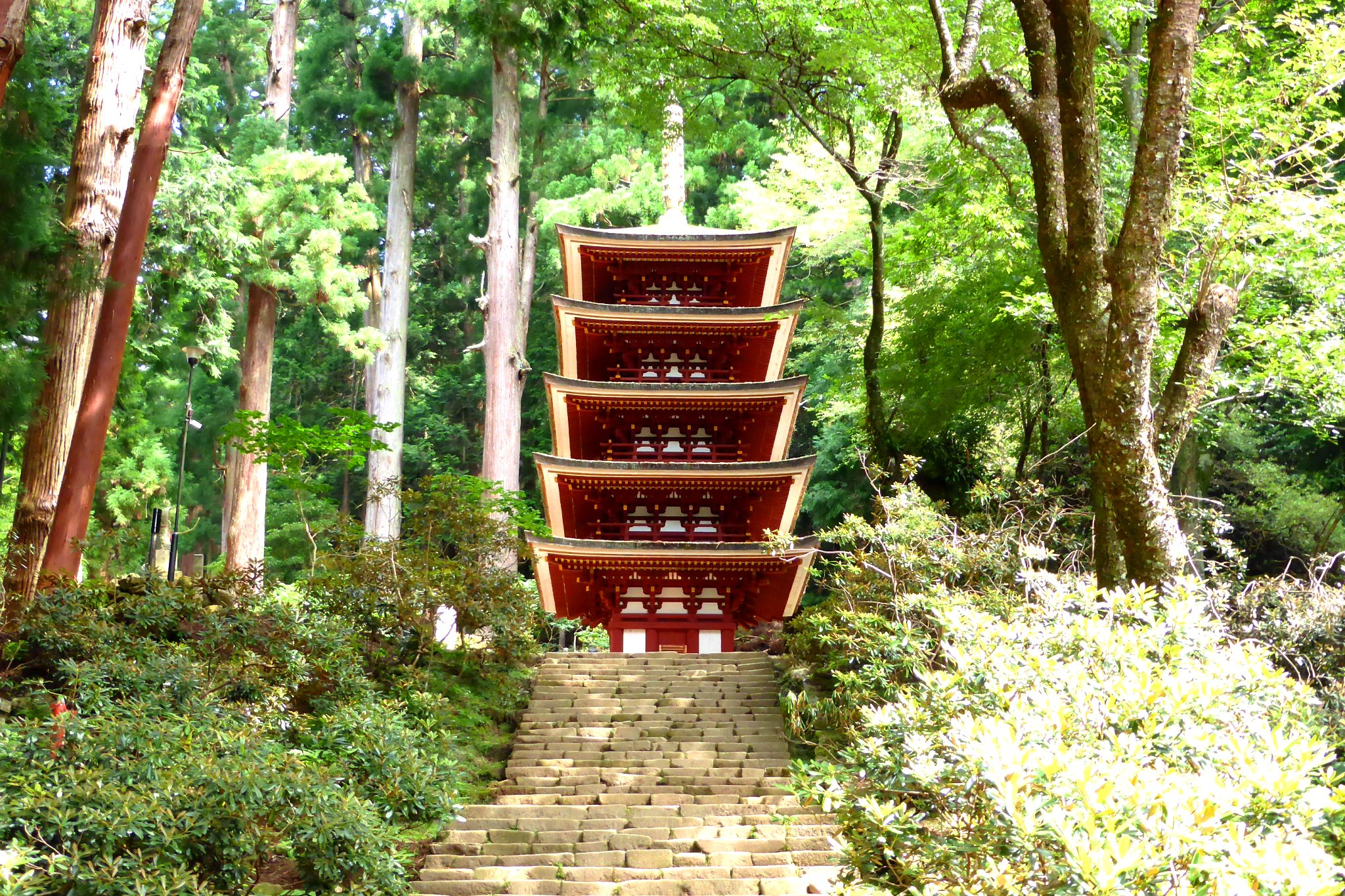
Pagode à cinq étages du Murō-ji (H. 16 m), Nara. Fin VIIIe–début IXe siècle.
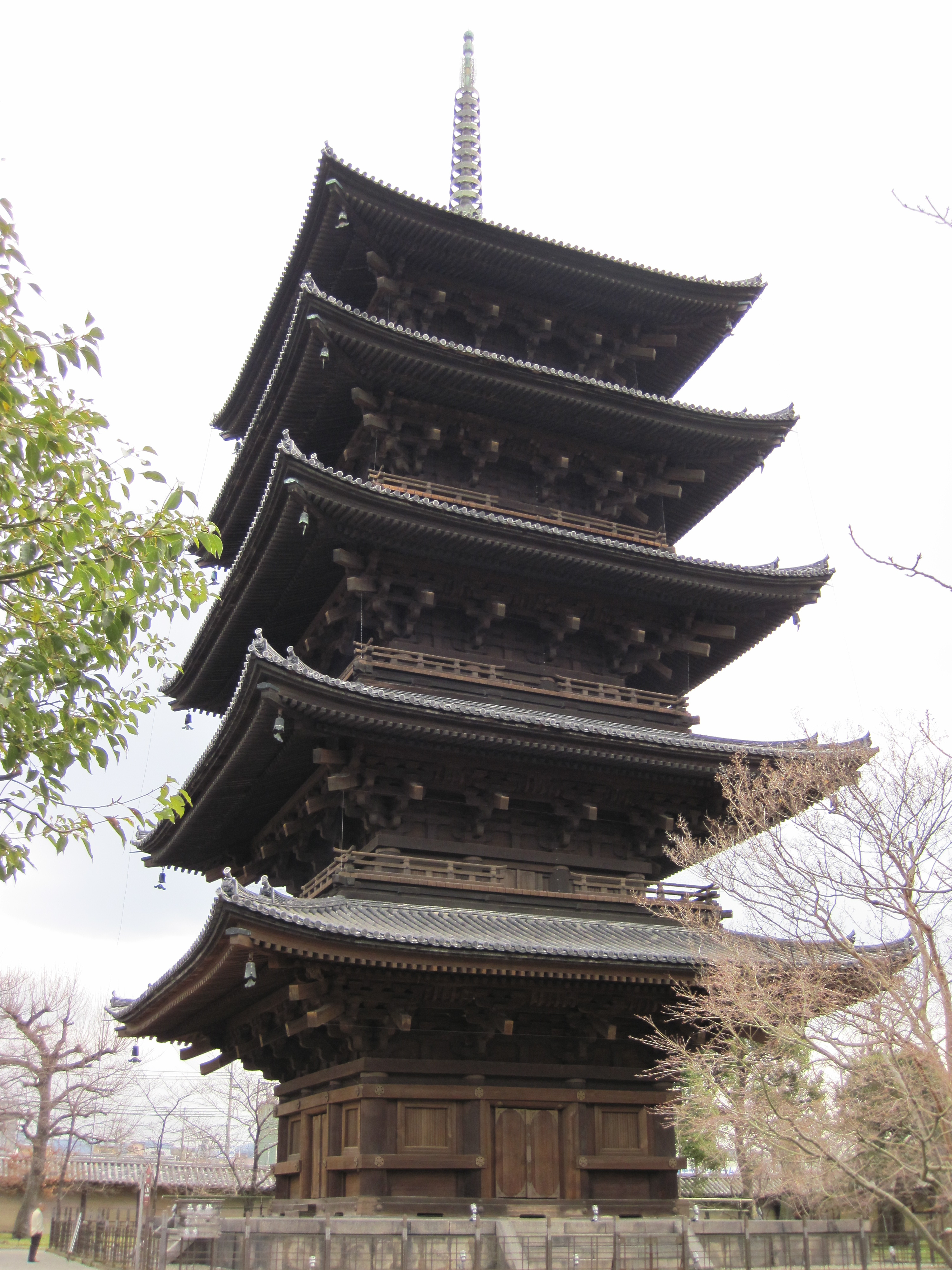
Tō-ji (Kyō-ō-gokoku-ji). Pagode du temple bouddhiste de l'école shingon. 796, puis reconstruite en 1644 sur le modèle de 826. Kyōto.
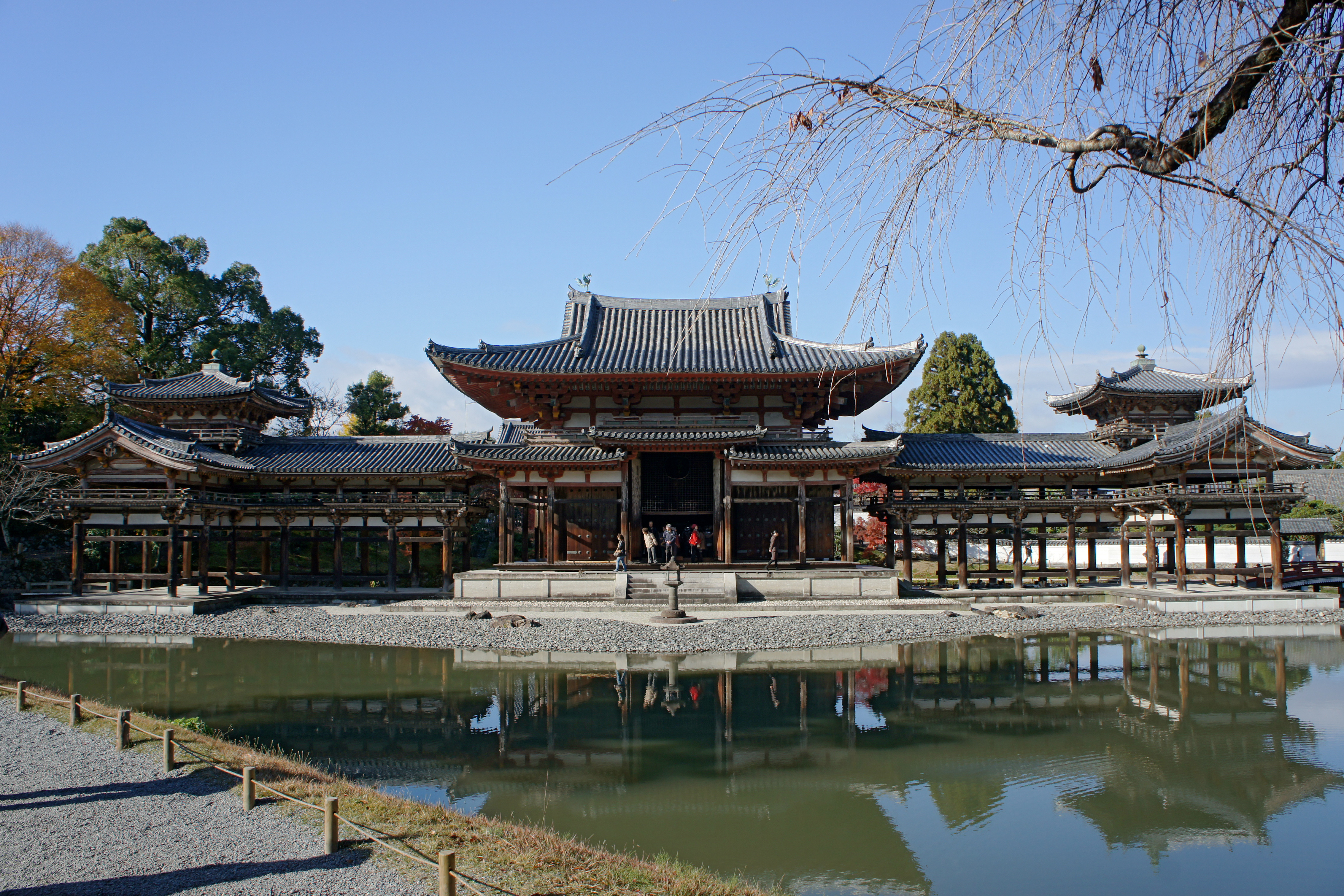
Pavillon du Phoenix du Byōdō-in. 1052. Uji (Kyōto).
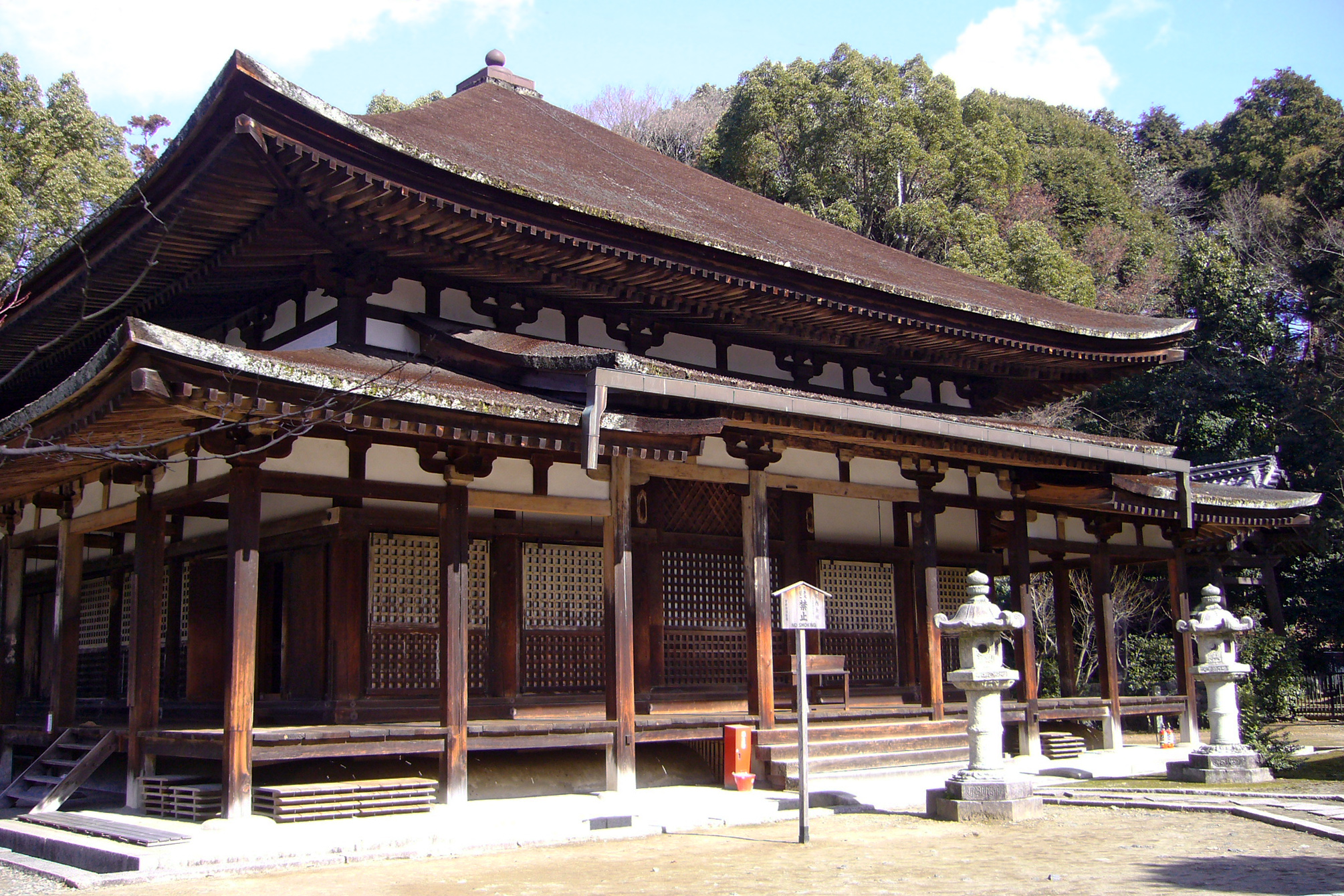
Salle d'Amida du Hōkai-ji, Kyoto. Vers 1226[40].
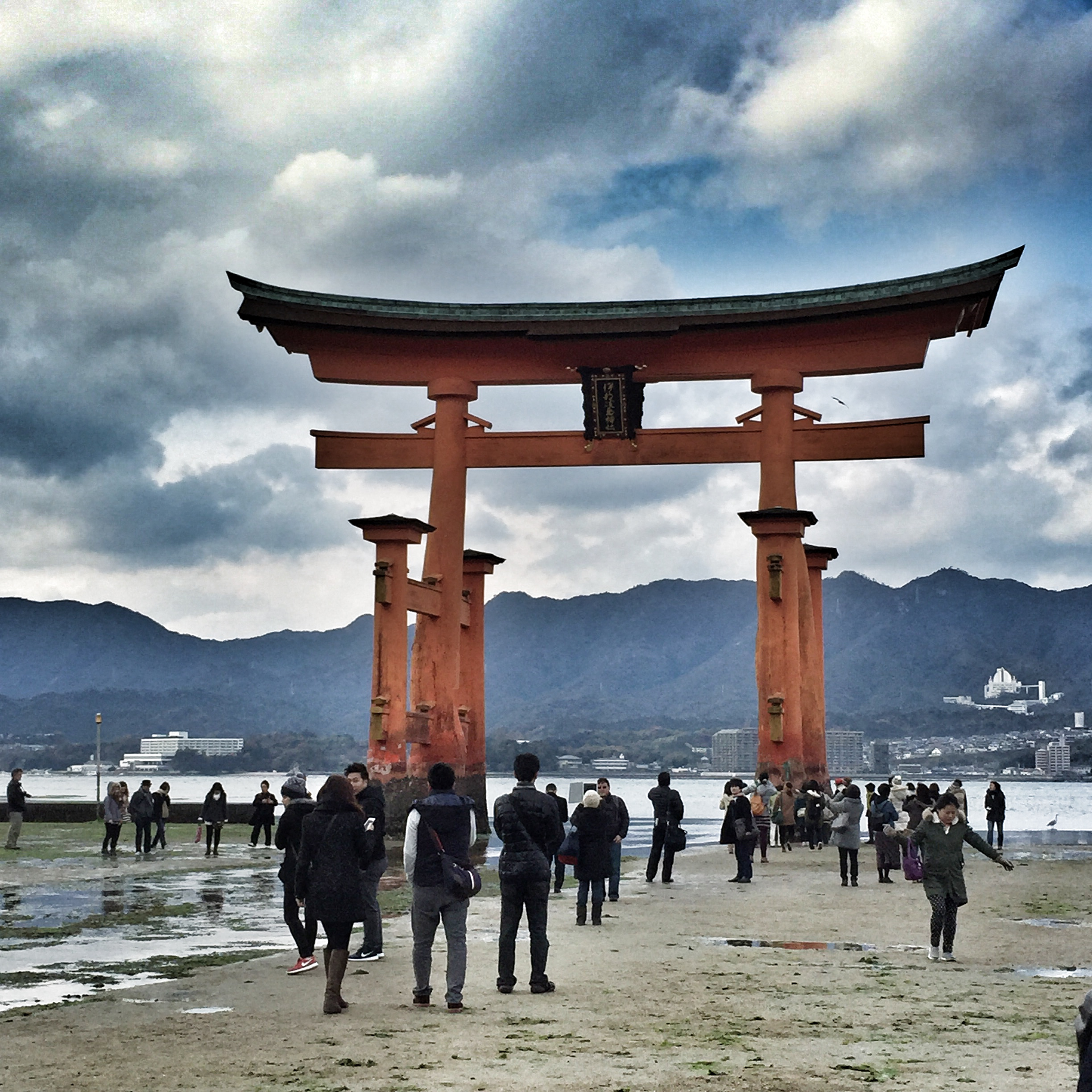
Grand torii du Sanctuaire d'Itsukushima. Style datant de la fin de l'époque des Fujiwara. Reconstruction 1875.
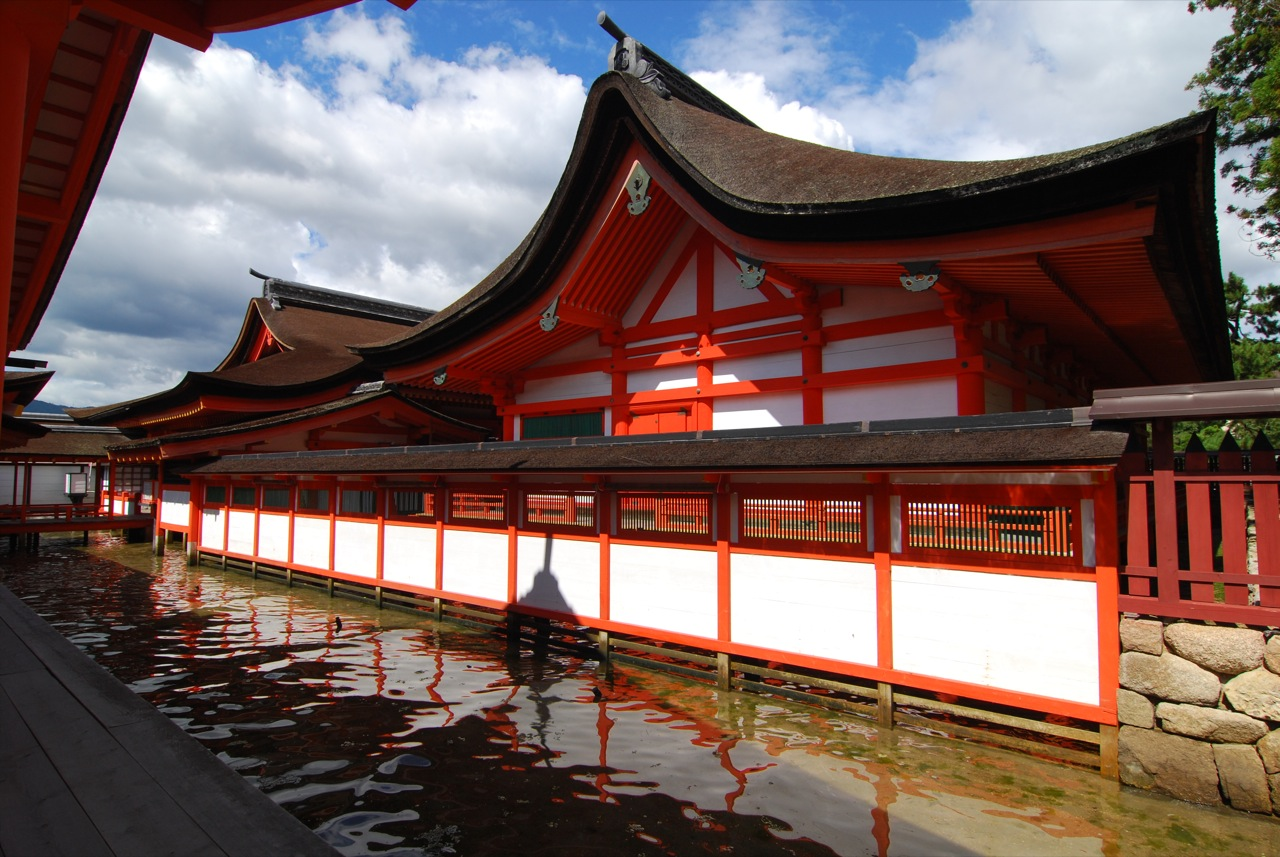
Sanctuaire shintō d'Itsukushima : 1er plan salle principale, honden, puis salle de prière haiden.

## Arts

### Littérature et poésie

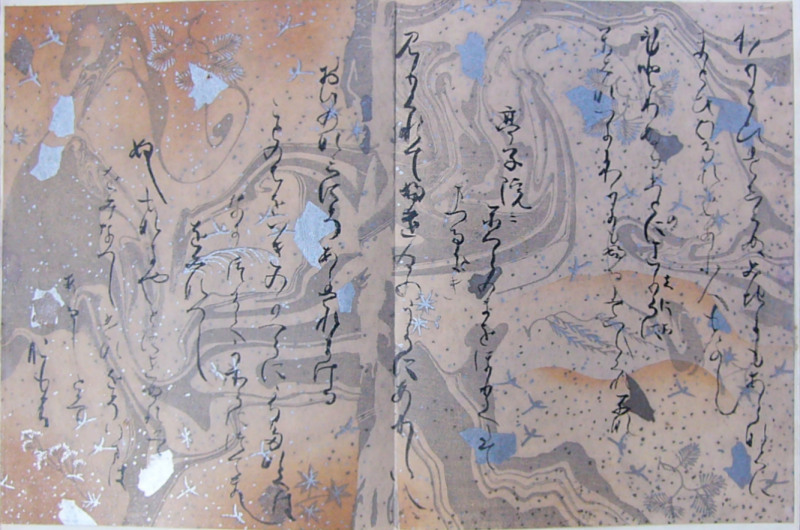
Deux pages des poèmes choisis, de Ōshikōshi no Mitsune (act. 898-922). H. 20 cm. Argent, or, couleurs et encre sur papier orné.
L'une des collections des œuvres des trente-six maîtres poètes. Nishi-Hongan-ji, Kyoto. Vers 1100.

Bien que le chinois demeure la langue officielle de la cour impériale, l'introduction des kana favorise le développement de la littérature japonaise de l'époque de Heian. Malgré l'arrivée de plusieurs nouveaux genres littéraires tels que le roman, le conte (monogatari (物語)) ou le journal intime, la littérature n'est répandue que parmi la cour et le clergé bouddhiste. La scène littéraire est alors largement dominée par les femmes. Les plus célèbres d'entre elles sont issues des milieux de l'aristocratie moyenne : Izumi Shikibu, considérée comme la plus grande des poètes de son temps, en est un exemple célèbre, issue de la famille Ôe, spécialisée dans les lettres, et de rang moyen.
Le Dit du Genji (Genji monogatari (源氏物語)) de Murasaki Shikibu est l'un des premiers romans en japonais. Les descriptions des us et coutumes de la cour impériale de Kyoto, écrites par la contemporaine et rivale de Murasaki Shikibu nommée Sei Shōnagon, sont compilées dans les Makura no sōshi (« Notes de chevet ») dans les années 990. Ce livre fait quant à lui partie du genre zuihitsu.
Parmi les plus grands poètes, souvent calligraphes eux-mêmes, on trouve : Ariwara no Narihira (825-880), la poétesse Ono no Komachi (ca. 825 - ca. 900, floruit ca. 833-857), Ki no Tsurayuki (872-945), Izumi Shikibu (900-?), le moine Saigyō Hōshi (1118-1190), Minamoto no Shunrai (1055-1129), Fujiwara no Mototoshi (1060-1142), Fujiwara no Shunzei (connu en tant que Fujiwara no Toshinari ou Shakua) (1114-1204) et la poétesse Fujiwara no Toshinari no Musume.
Le célèbre poème japonais connu sous le nom de Iroha est aussi écrit durant la période de Heian.
 Les paroles de l'actuel hymne national japonais, Kimi ga yo, sont écrites durant la période Heian.

### Poésie et calligraphie

Pages de calligraphie de l'époque Heian
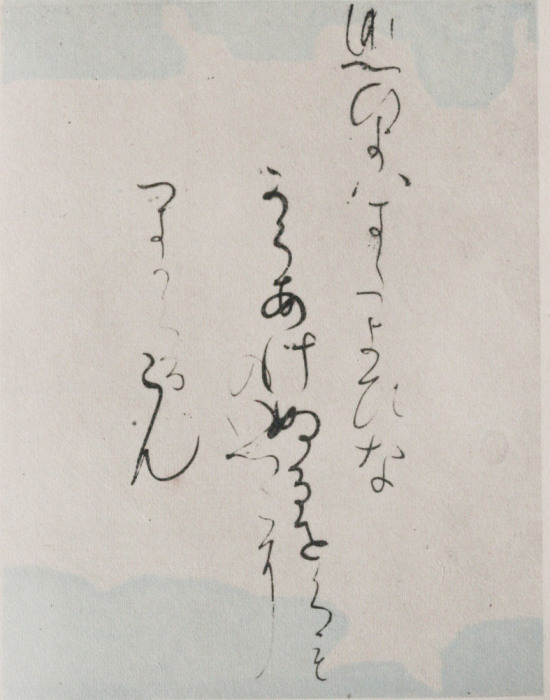
Masu-Shikishi : nom du recueil calligraphié[42], Kiyohara-Fukuyabu : poème, déb. Xe siècle. H 13,7 x L 11,8 cm. Encre sur papier coloré.
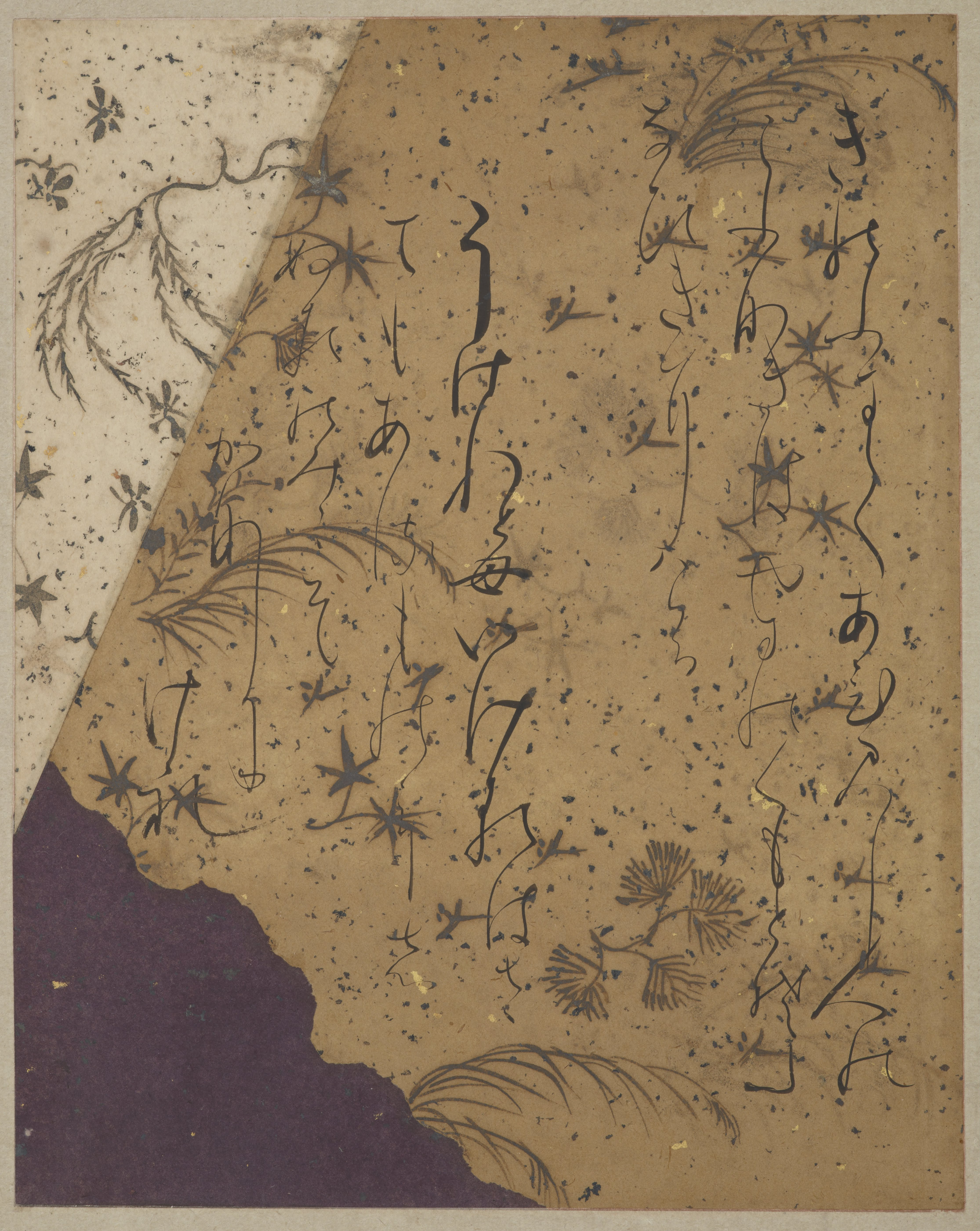
Attr. à Fujiwara no Sadanobu : calligraphie, déb. XIIe siècle. Encre, papiers teintés et peints : argent et or. 20 × 16 cm. Anthologie des Trente-six Poètes. Freer Gallery of Art.
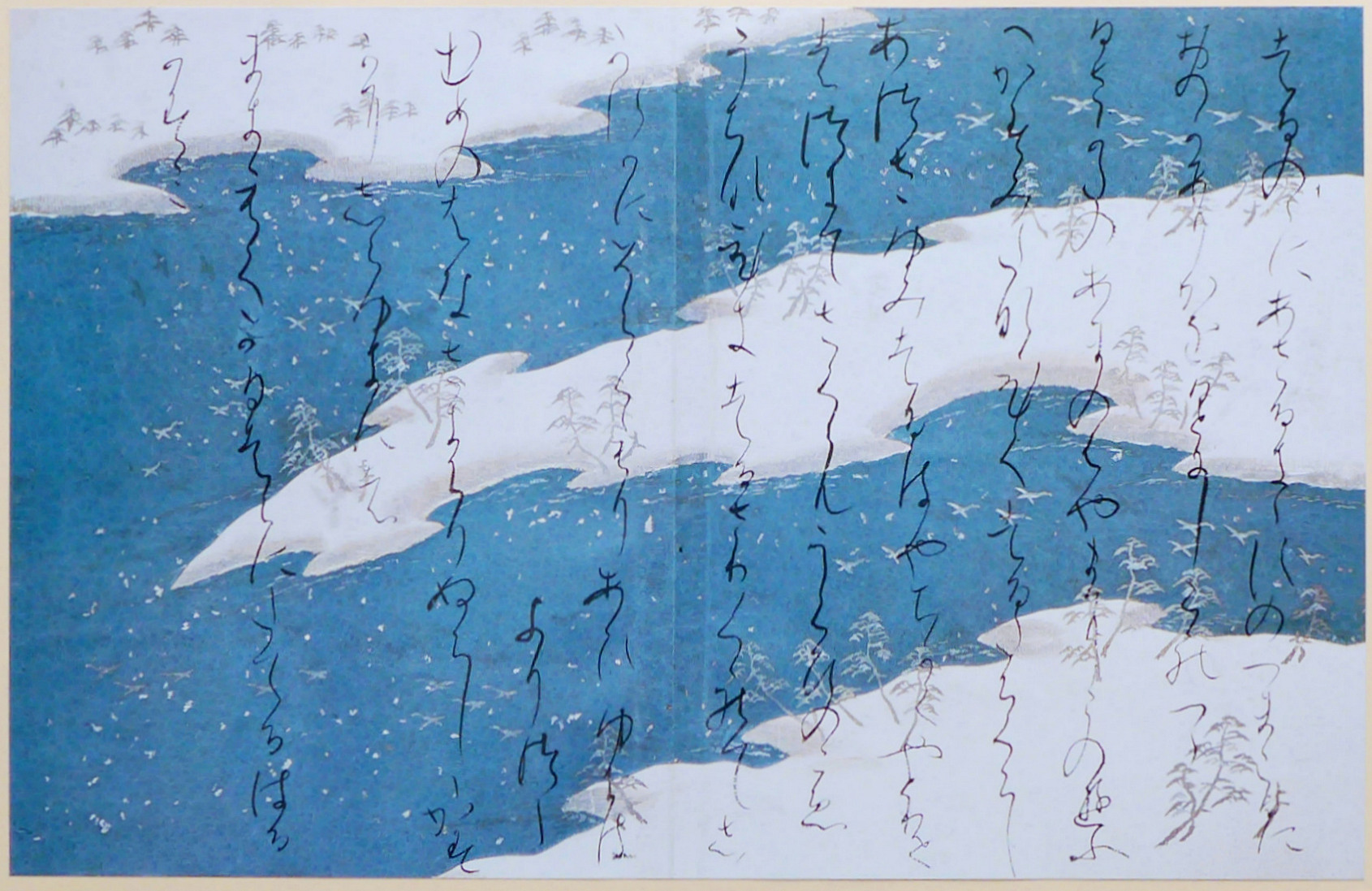
Yamabe Akahito : poème, VIIIe siècle. Argent, or, couleur et encre sur papier orné (peint), 20 × 32 cm. Anthologie des Trente-six Poètes[43]. Temple Nishi-Hongan-ji, Kyoto.
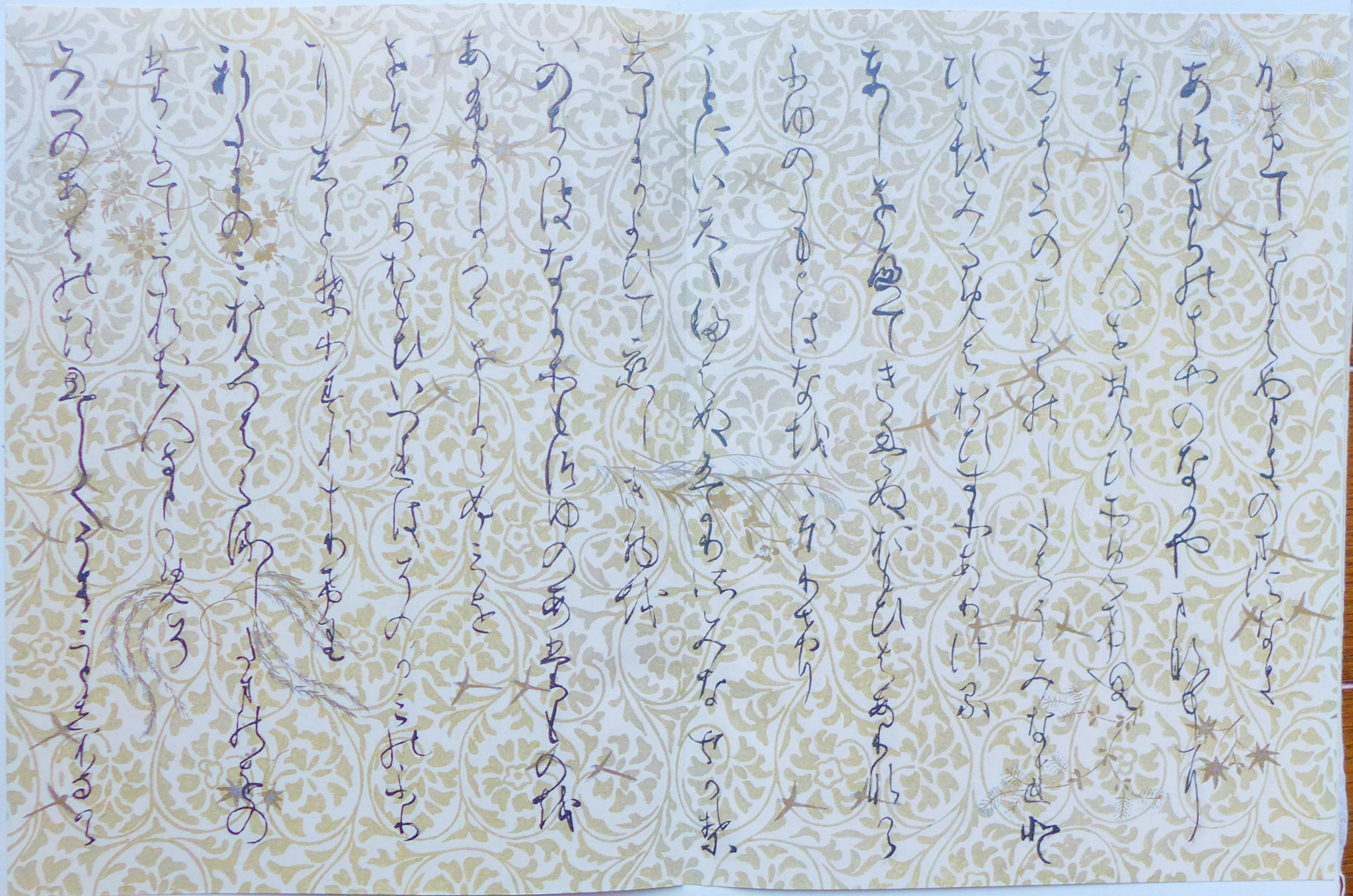
Ki no Tomonori : poème, 850?-904?. Argent, or, couleur et encre sur papier xylographié et peint, 20 × 32 cm. Anthologie des Trente-six Poètes. Temple Nishi-Hongan-ji, Kyoto.
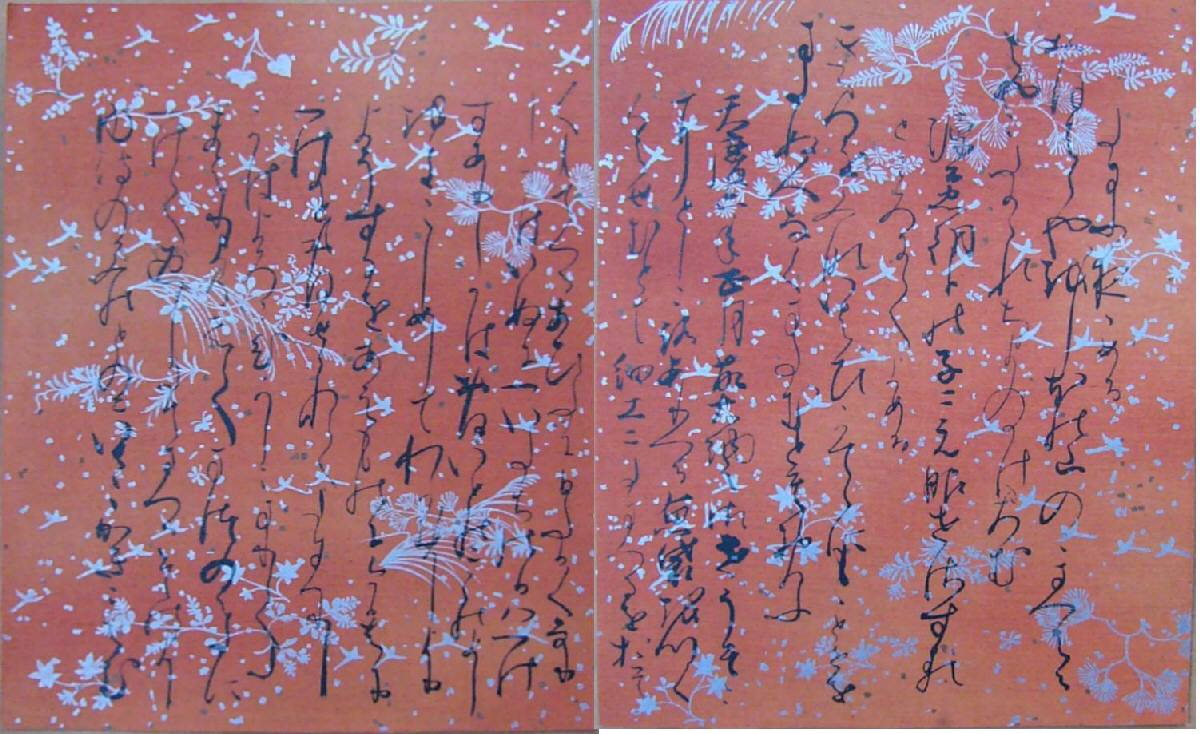
Ki Turayuki (v. 868-945) : poèmes. Argent et encre sur papier orné (peint), 20 × 32 cm. Anthologie des Trente-six Poètes. Temple Nishi-Hongan-ji, Kyoto.
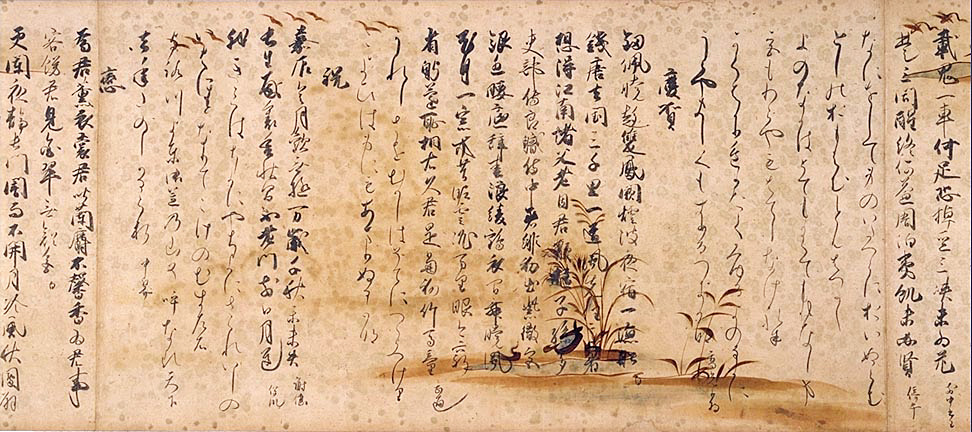
Fujiwara no Koreyuki (mort en 1175) : calligraphie. Recueil de poèmes sur papier à décor ashide-e[44], Rouleau, L 1 367,9 cm ; l. 27,9 cm. Daté 1160. Musée national de Kyoto.

L'art de la calligraphie japonaise était utilisé tant pour écrire que pour recopier et faire circuler. Il pouvait s'agir de poèmes, de romans, de journaux intimes et de lettres d'amour. Les codes régissant la vie de l'aristocratie à l'époque nécessitaient de communiquer, entre hommes et femmes, au moyen de lettres dont la calligraphie et la matérialité artistique avaient une fonction tout aussi essentielle que le contenu.
Une technique souvent employée, pour des poèmes, sur des frontispices, ou dans des lettres d'amour, consistait à employer « la peinture aux roseaux entremêlés », ashide-e. Les idéogrammes ou les caractères japonais sont alors mêlés à des éléments peints (au lavis d'or, ou en couleurs) qui servent de fond, lequel est posé sur un papier qui peut être teinté et parfois orné par des xylographies à la poudre d'or ou d'argent et, éventuellement, constellé de découpes de feuilles d'or ou d'argent. Seule la calligraphie se trace à l'encre, noire.
Une autre forme artistique nous est, aujourd'hui, impénétrable. Il s'agit de jeux semblables à nos rébus qui mélangent les mots, les lettres et les images, associés aux couleurs des papiers et à leurs décors. Les lettrées et leurs homologues masculins de l'époque étaient de grands amateurs de ces rébus, uta-e (« peinture poétique »). Chaque indice prenait sens au contact de l'ensemble, faisant référence à quelques détails littéraires précis, dans ce petit monde de l'aristocratie de Heian, qui avait la même culture en partage.

### Sculpture

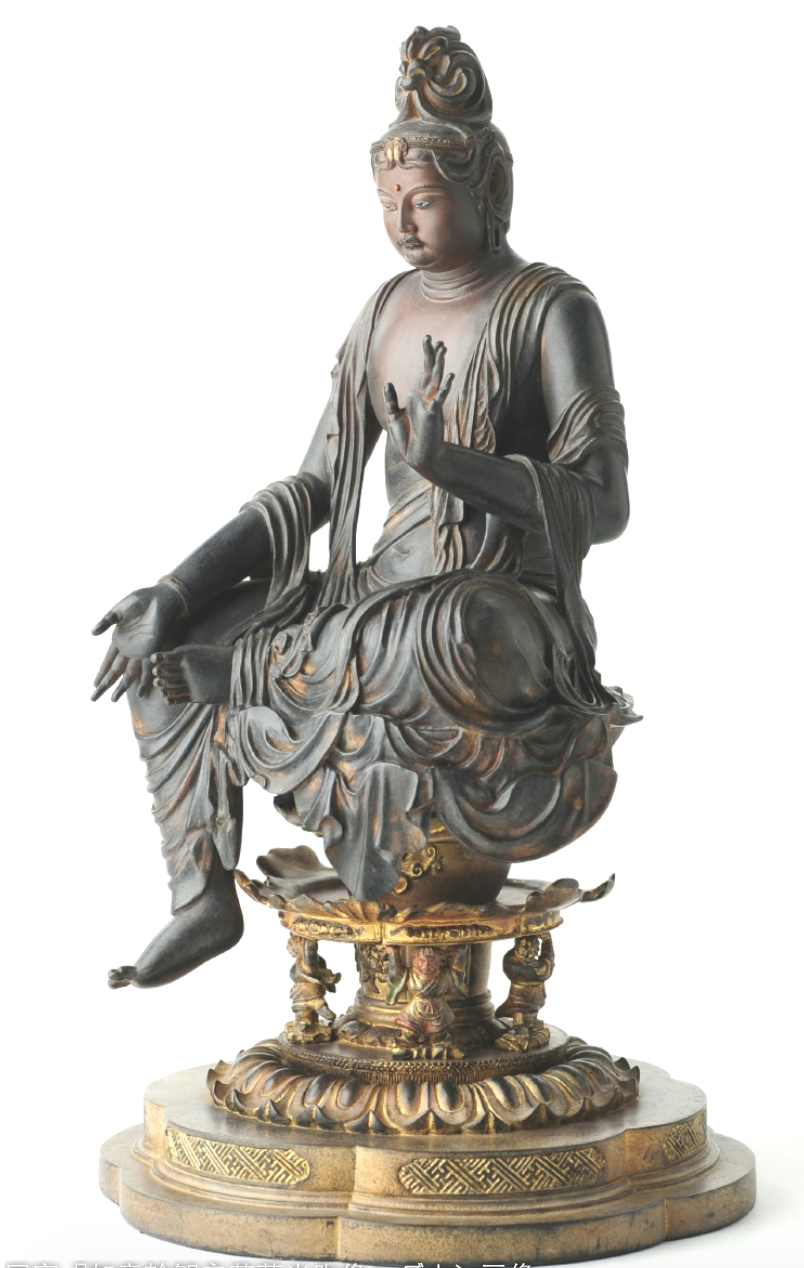
Bosatsu assis en délassement. Fin VIIIe siècle. Bois peint, H. 124 cm. Hobodaiin Gantokuji. Kyoto.
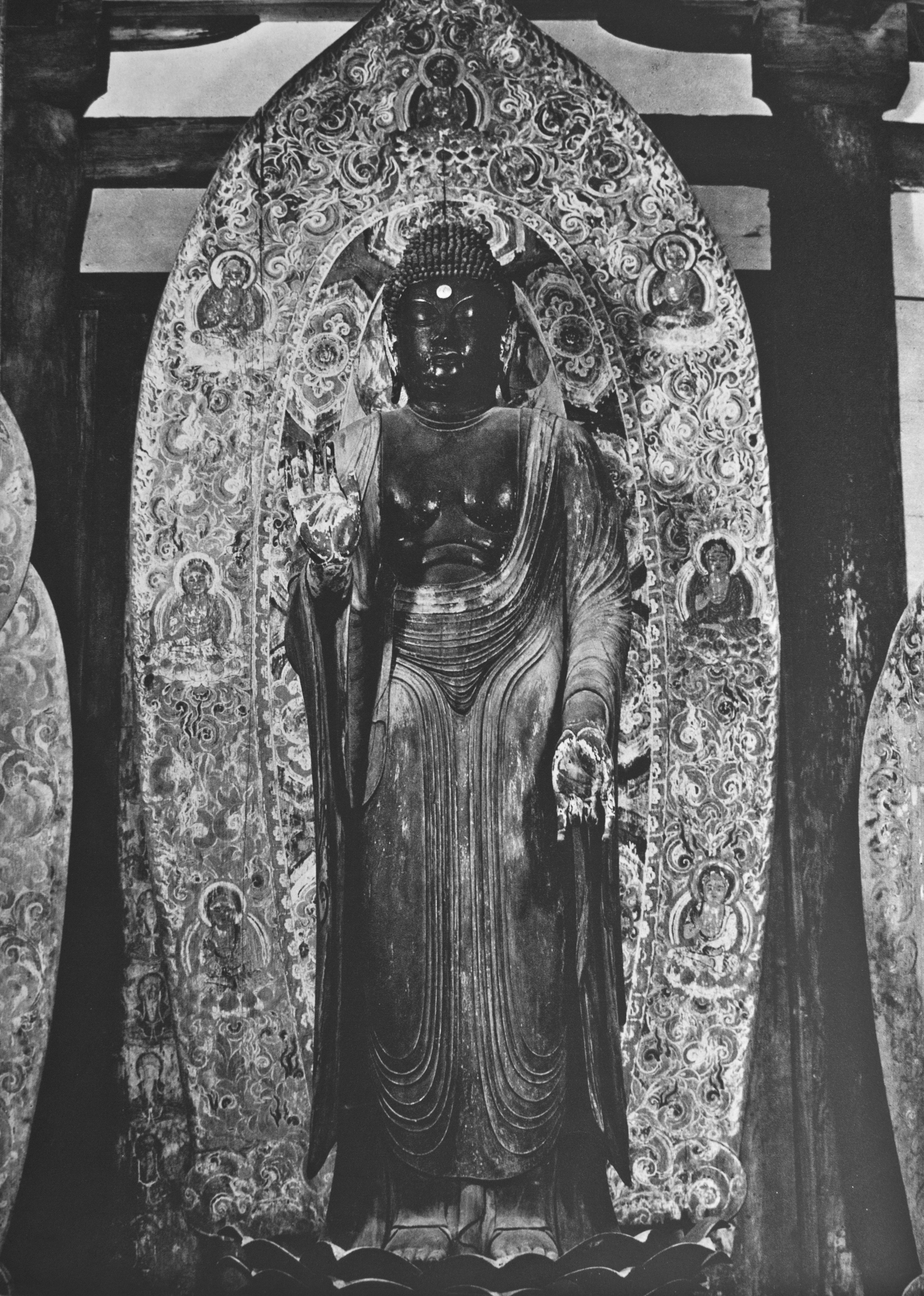
Yakushi Nyorai, dit Shaka Nyorai debout. Fin IXe siècle. Bois peint, H. 2,38 m. Murō-ji, Nara.
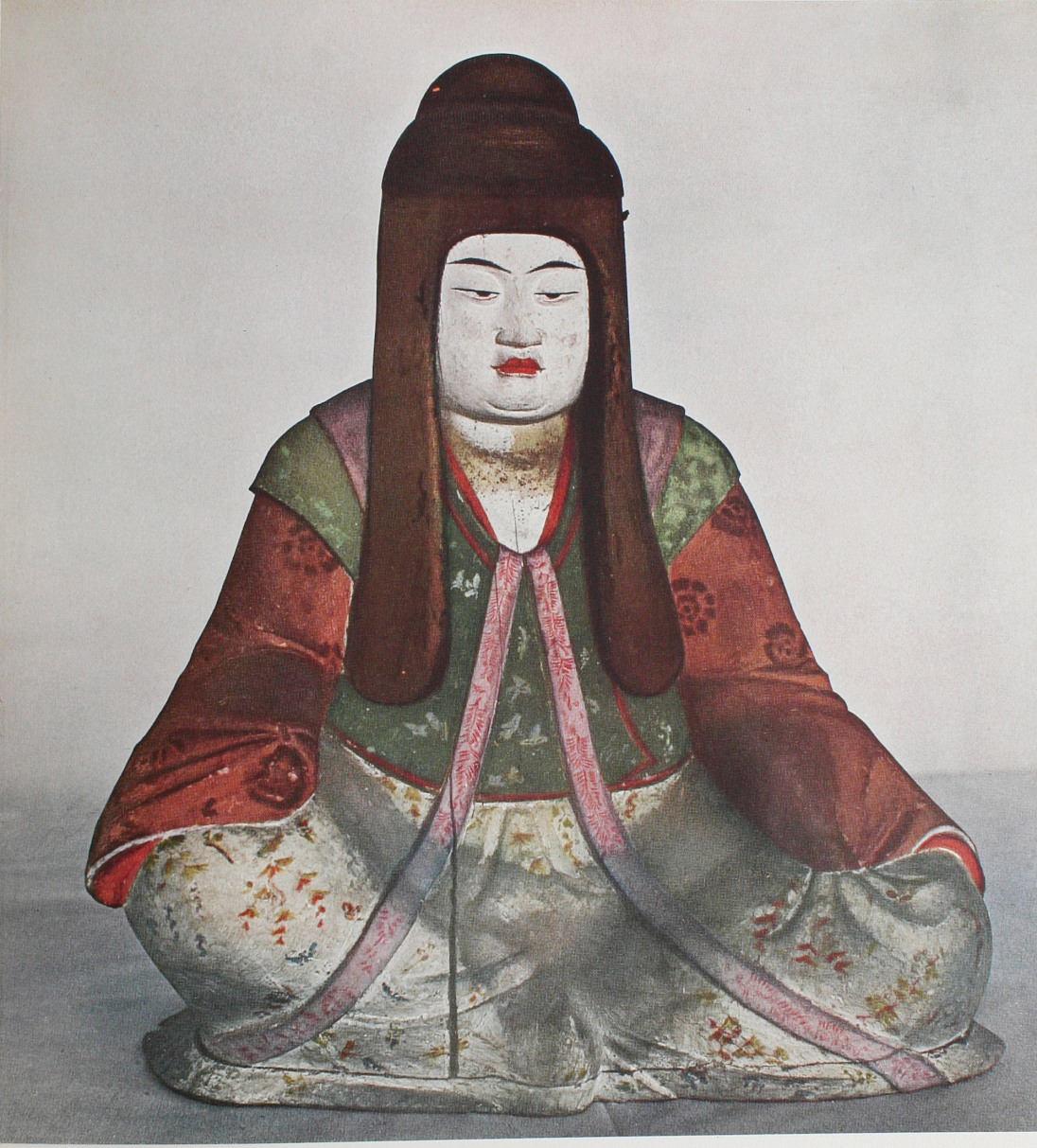
Princesse Nakatsu. Vers 889-898. Divinité shintō, bois peint. H. 36 cm. Yakushi-ji, Nara.
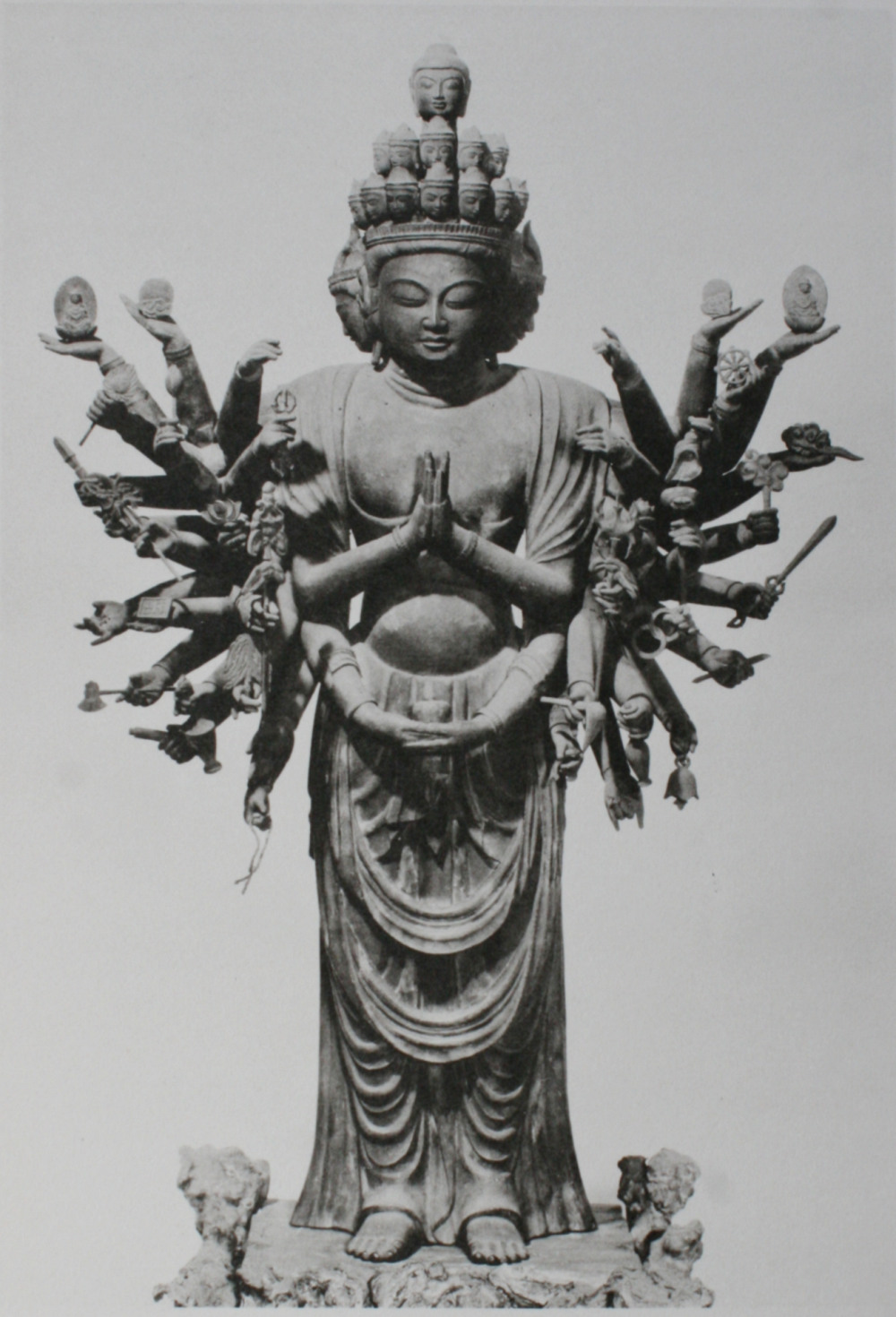
Kannon aux mille bras, debout. Vers 934. Bois coloré. H. 109,7 cm (43,2 in), Hosshō-ji, Kyoto.
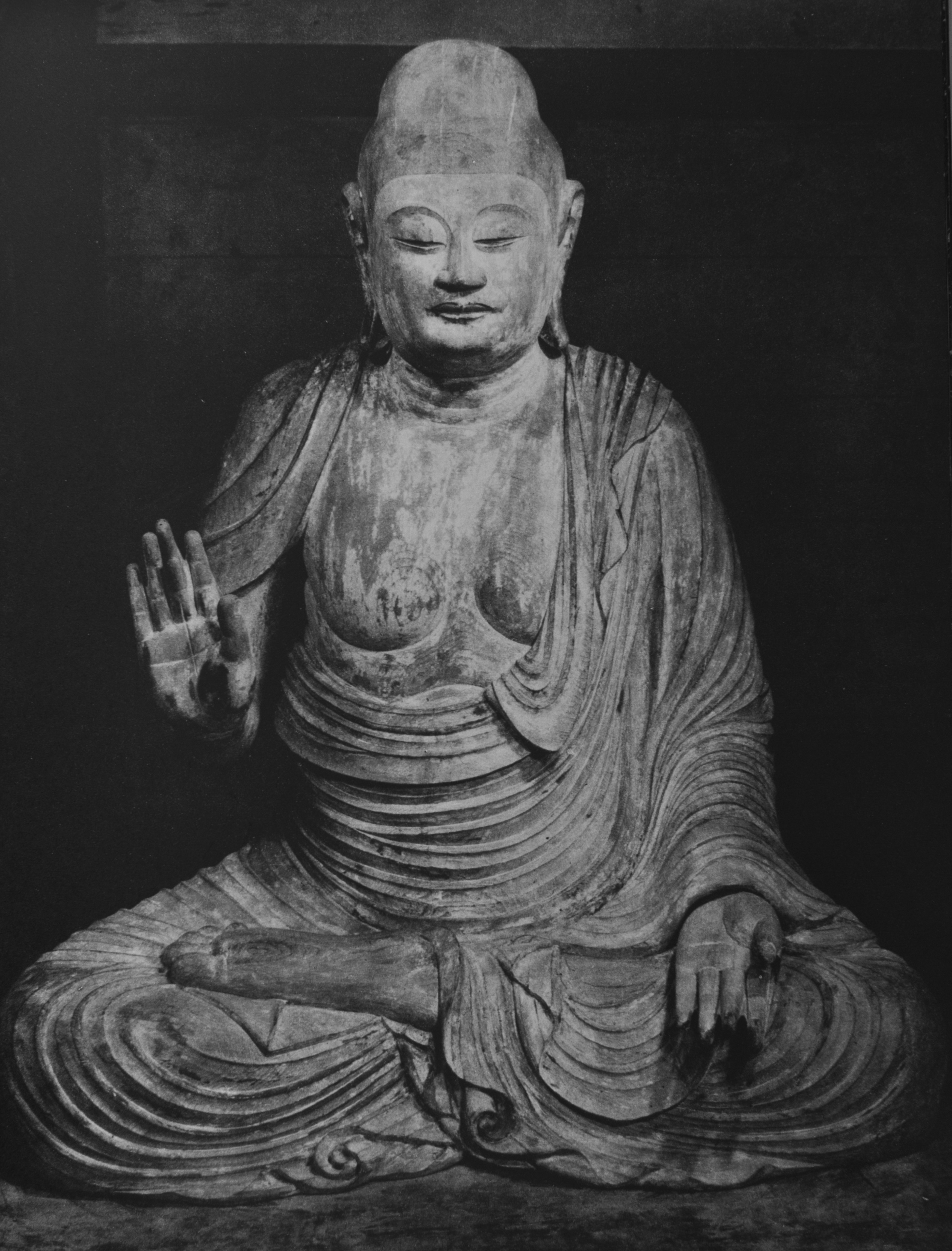
Shaka Nyorai assis, v. 850-900. Cyprès peint. H. 105 cm. Murō-ji. Nara.
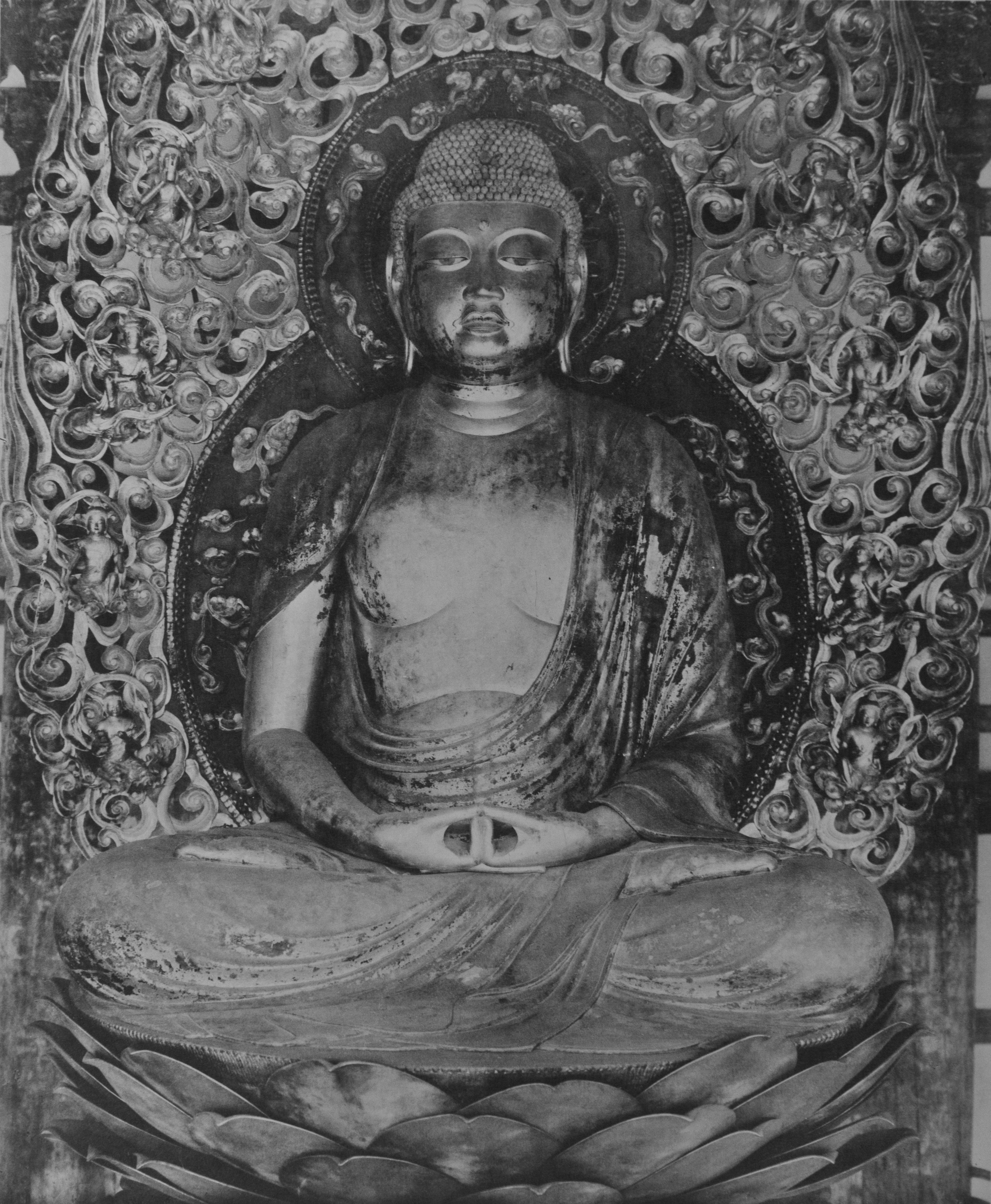
Amida Nyorai assis. Sculpté par Jōchō, 1053. Bois doré, H. 300 cm. Hōōdō du Byōdō-in, Uji (Kyoto).
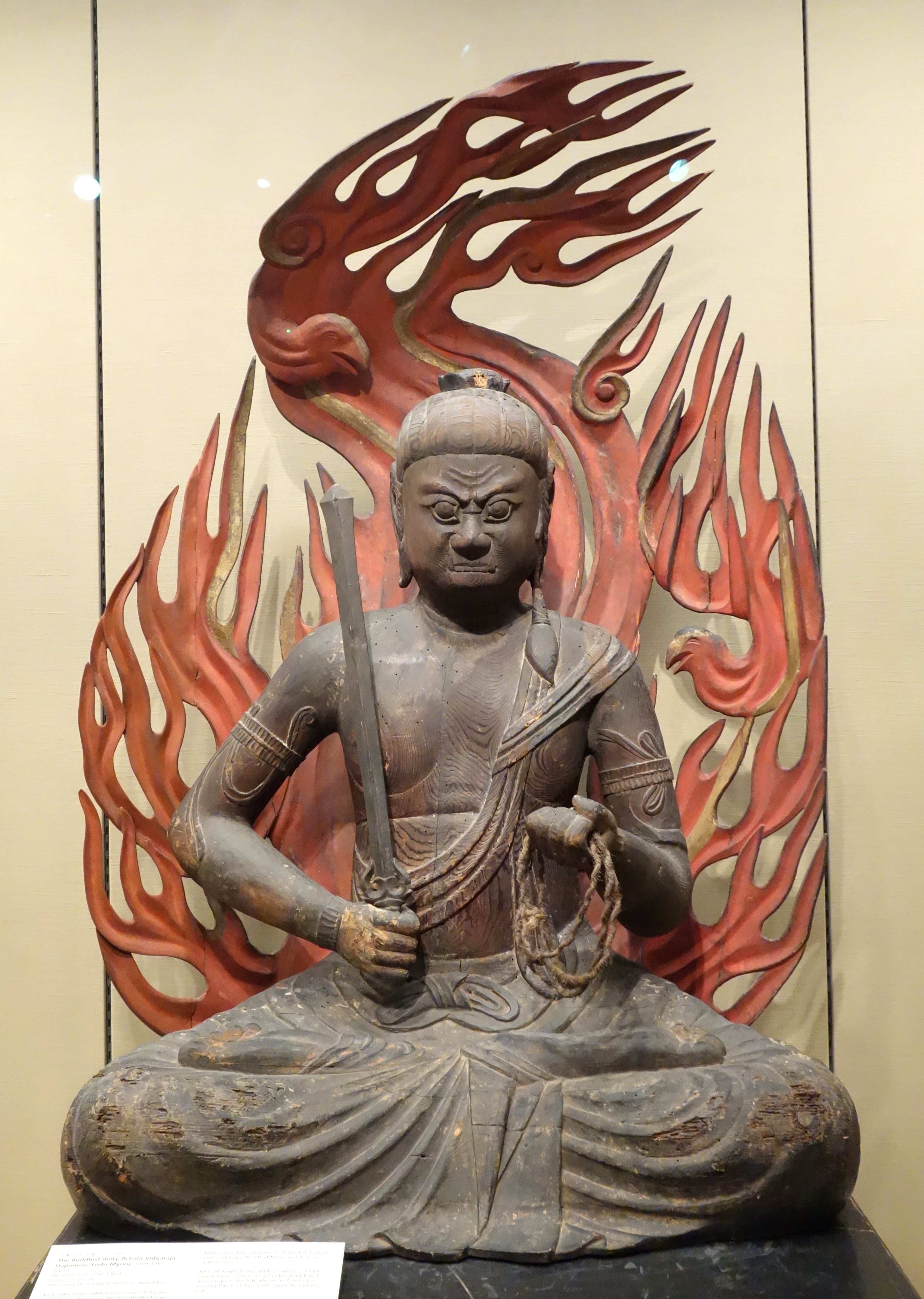
Acala Vidyaraja (Fudō Myōō). 1100-1185. Bois peint. Asian Art Museum of San Francisco.

En début de période, l'art des Tang sert encore de référence, mais le bois remplace la laque et la terre sèche qui demandaient certainement un trop grand investissement. L'image de Bouddha, la tête et le corps, est alors taillée dans un unique bloc de bois de kaya. De nombreuses lignes évoquent les vêtements, accompagnent le modelé du corps, suivant des modèles de la fin de la sculpture des Tang, en bois de santal ; c'est le cas de Bosatsu assis en délassement, du VIIIe siècle final – début IXe siècle (Hobodaiin Gantokuji, Kyoto). À la fin du même IXe siècle, le Buddha Yakushi Nyorai, en bois peint (Murō-ji, Nara), est toujours taillé dans un seul bloc, anciennement coloré, et possède une cavité, au dos. Les lignes du vêtement, symétriques, sont devenues purement décoratives et le corps est bien plus stylisé, suivant en cela une caractéristique propre à l'art japonais qui s'affirme à l'époque de Heian. La princesse Nakatsu, l'une des premières représentations de divinité shintō, datant de la fin du IXe siècle, semble sortie d'une peinture dans le style yamato-e : on y retrouve la même stylisation, jointe au goût pour les couleurs vives.
Au milieu du XIe siècle, l'art de la statuaire se transforme par l'inventivité du sculpteur Jōchō et de son atelier. Auparavant, au cours de l'époque de Nara, les grandes statues de bois étaient taillées dans un seul bloc. Or le bois « travaille », avec le temps, il se fend, voire éclate. Les charpentiers japonais réalisent tous les assemblages à l'aide de procédés différents et tout aussi nombreux que les assemblages traditionnels en Occident. Ce sculpteur, ayant remarqué que les cavités creusées à l'intérieur des sculptures réduisaient le risque que le bois fende, en a déduit un procédé de sculpture par assemblage de bois débités et sculptés séparément (yosegizukuri). Son chef-d'œuvre, la statue d'Amida assis, conservé dans la salle du Phénix du Byōdō-in, adopte, par ailleurs, un nouveau schéma qui a servi de modèle pour toute l'époque. Ce nouveau style, aux lignes peu nombreuses, moins naturaliste mais plus stylisé se distingue nettement de l'influence de la statuaire chinoise et affirme un style proprement japonais.

### Textes et images bouddhiques
Les textes officiels et les textes bouddhiques employaient les idéogrammes chinois.
Reflets de la présence de modèles chinois de l'époque des Tang, les deux Mandala Ryōkai peints à l'or et argent sur soie pourpre vers 830, les plus vieux du Japon, seraient la copie d'une œuvre rapportée de Chine par Kūkai, et correspondraient au Mahayana majoritaire en Chine à cette époque, le bouddhisme de la Terre pure.
L'époque a produit un nombre incalculable de textes bouddhiques. En effet, cette époque craignait l'arrivée prochaine du Mappō (ère de dégénérescence de la Loi bouddhique). Aussi les moines recommandaient-ils de recopier ou de faire recopier des passages ou la totalité du Sūtra du Lotus, éventuellement enluminé, texte qui, tout en exposant les enseignements de Bouddha (Shaka), promettait aussi au fidèle la protection divine. Le Sūtra du Lotus était au fondement des écoles Tendai et Nichiren au Japon.
À partir du XIe siècle, c'est dans l'entourage impérial et parmi les membres des Fujiwara que se développe un véritable art du sūtra. Comme pour les sûtra recopiés en Corée à cette époque, les sûtra du temple Jingo-ji sont calligraphiés et peints à la poudre d'or sur papier bleu indigo. Sur la page frontispice, au-dessus du Bouddha en train de prêcher, la montagne en forme d'aigle figure le mont Ryôju (Ryôju-sen) où siège le Bouddha Shaka.
Les sûtra du temple Shi Tennō-ji, d'Osaka, ont l'aspect de livres en forme d'éventails, décorés de calligraphies à l'encre. Mais ces calligraphies ont été apposées sur des scènes de la vie quotidienne imprimées à l'aide de planches en bois gravé (des xylographies) sur les éventails. Le décor comme motif placé sous le texte (shitae) caractérise les sûtra de la fin de l'époque de Heian et l'époque de Kamakura.

Divers textes et images
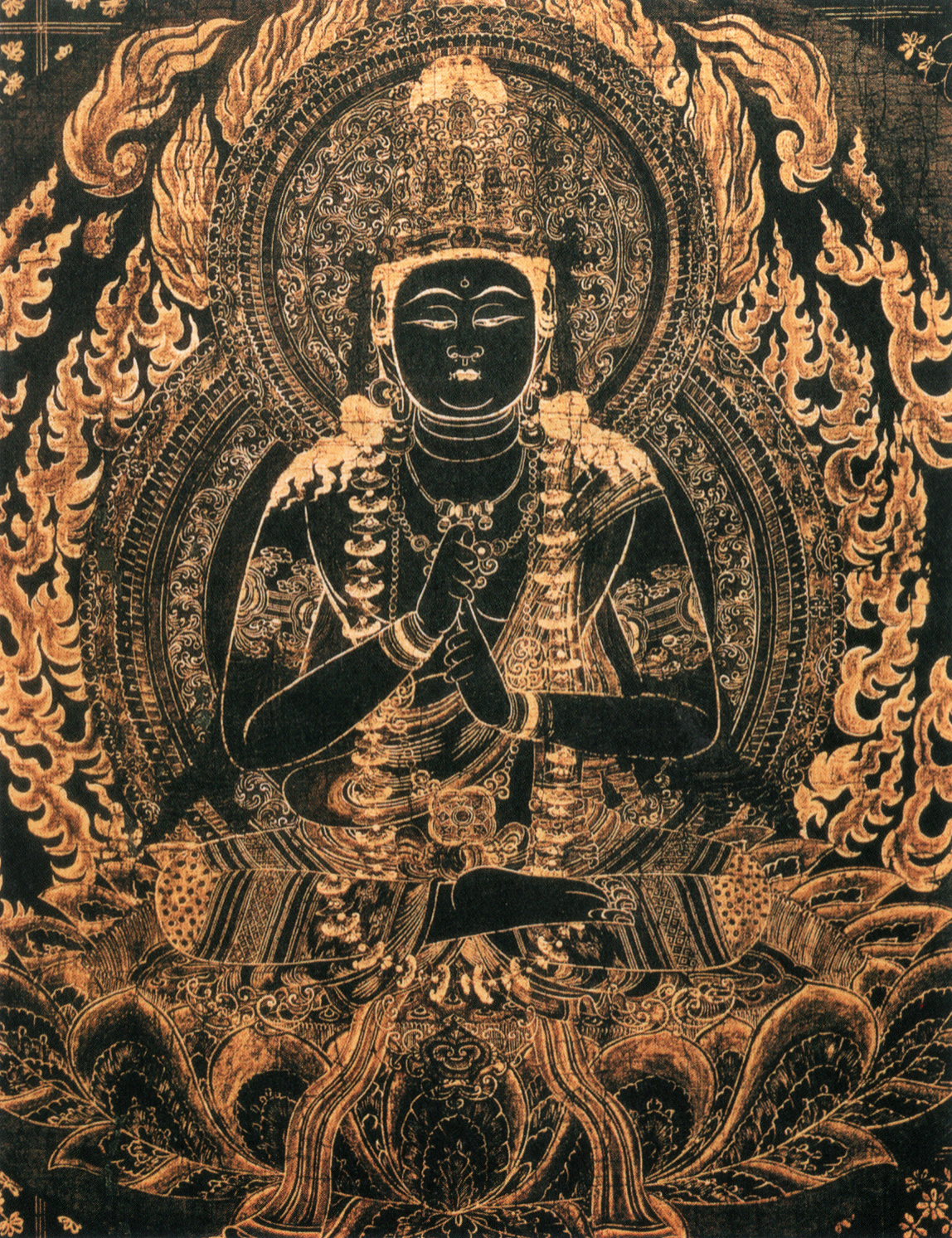
Mandala Ryōkai (d'une paire). Encre à la poudre d'or et d'argent, soie pourpre. H. 4,11 m. Vers 830. Jingo-ji, Kyōto.
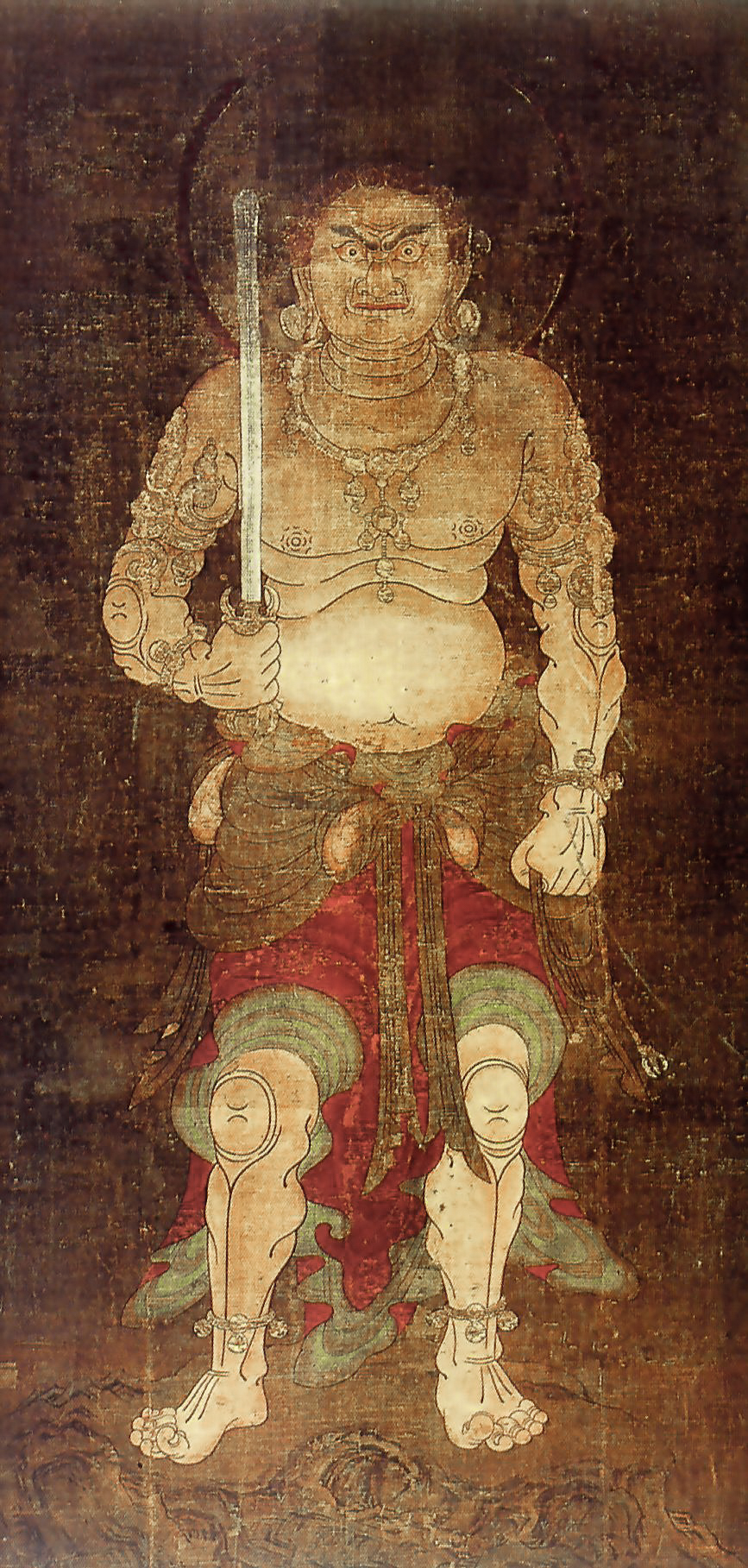
Acala (Fudō Myōō). XIIe siècle d'après le modèle de 838 d'Enchin. Peinture sur soie, H. 168 cm. Manshu-in, Kyōto.
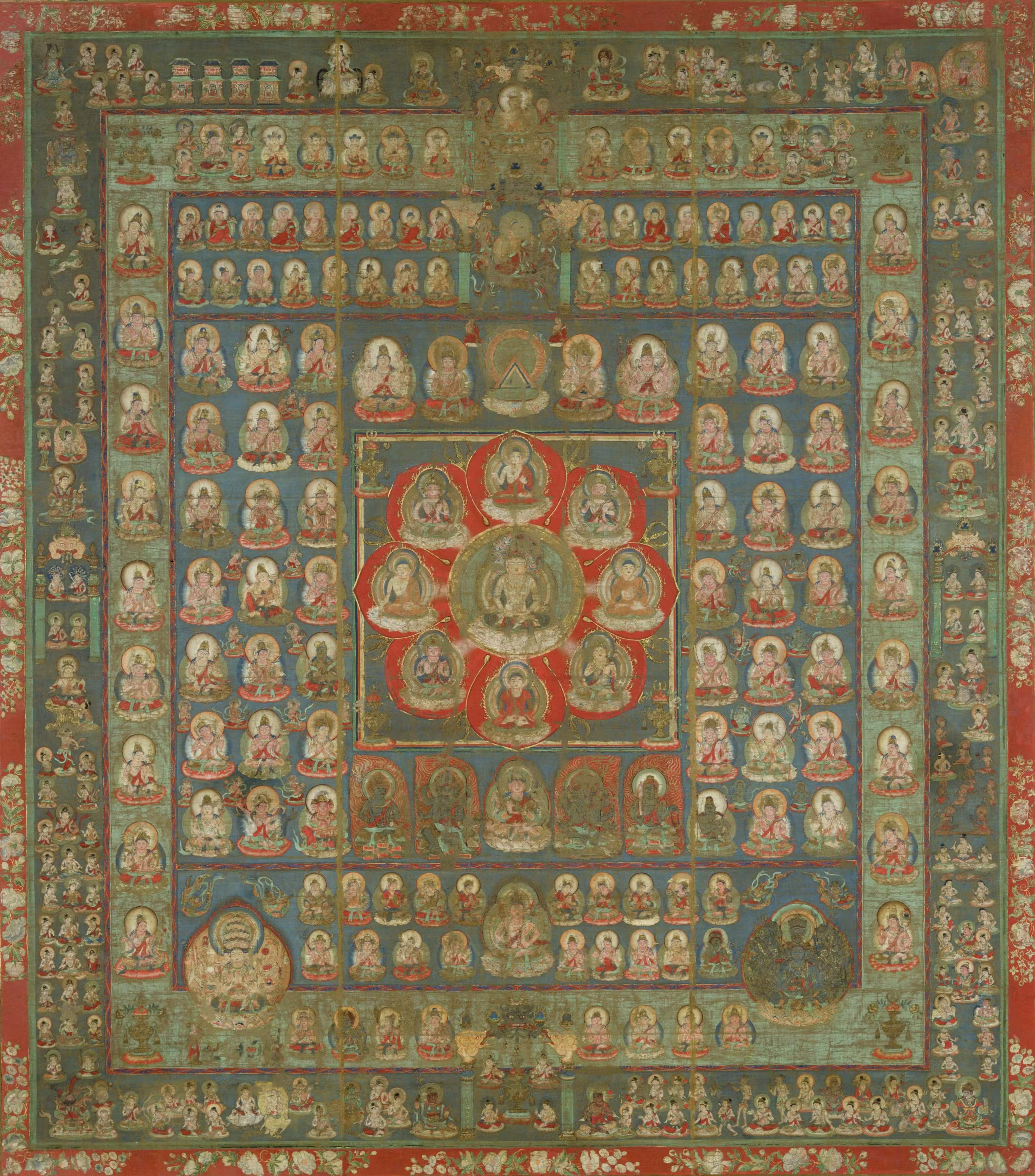
Mandara de la Matrice de la grande compassion, dit Mandara du Shingon.in, 899. Couleurs sur soie, 183 × 154 cm. Tō-ji, Kyōto[51].
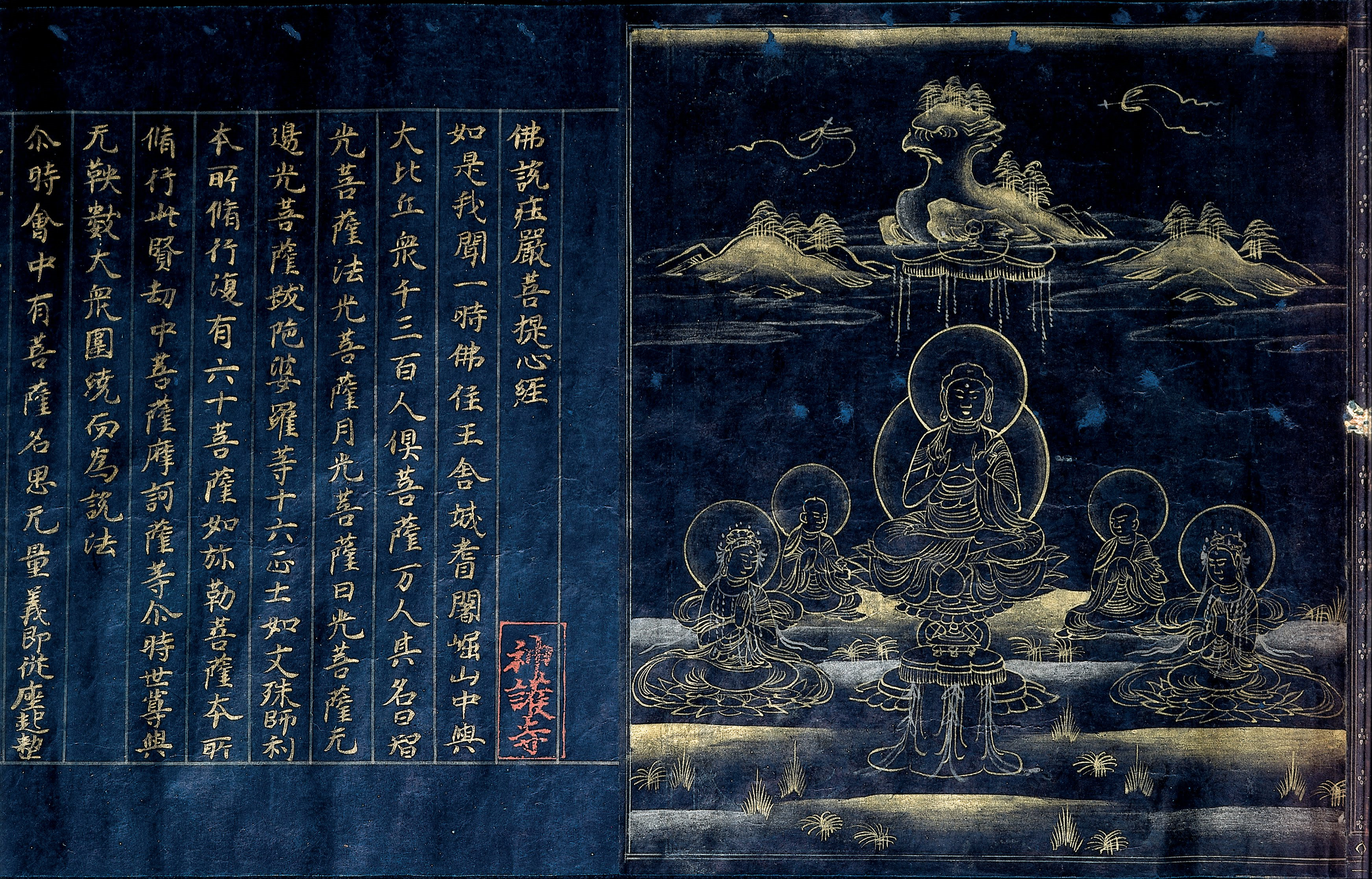
Frontispice du Sūtra du Lotus, du Jingo-ji. 1185. Or et argent sur papier teinté indigo, sceau du temple : en rouge. H. 25,7 cm. Cincinnati Art Museum.
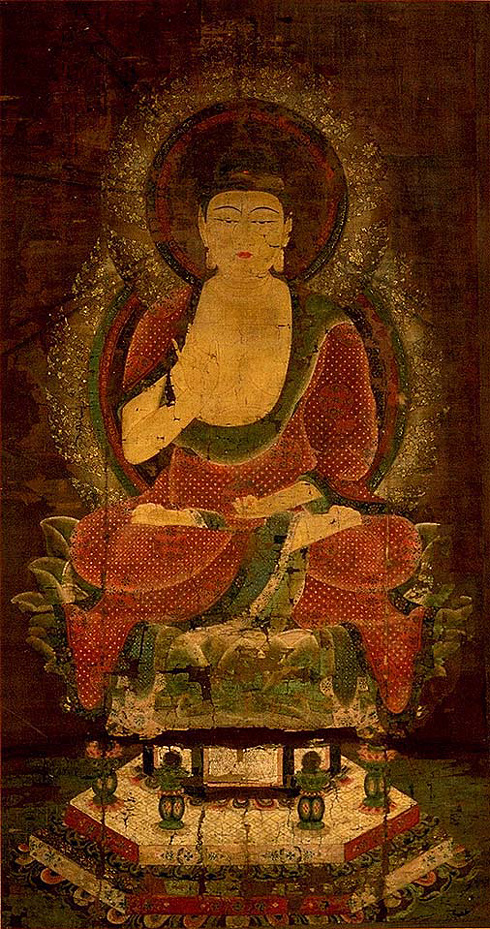
Bouddha Shaka. Couleurs et or sur soie, H. 160 cm. Première moitié du XIIe siècle. Kyoto, musée national.
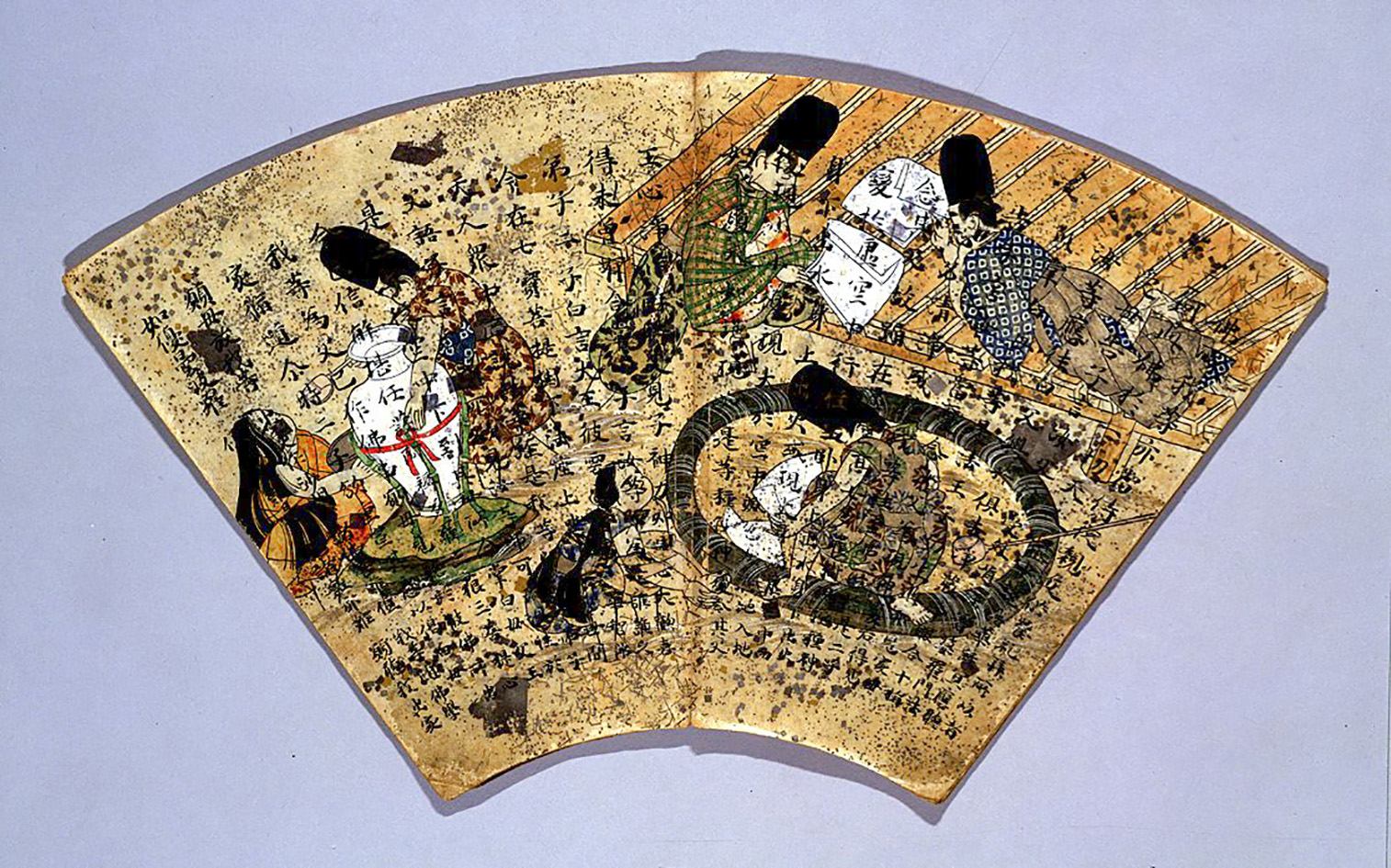
Sûtra du Lotus, livre en forme d'éventail, 22 pages. XIIe siècle. Gravure et couleurs sur papier, L. 25 cm. Musée national de Tōkyō.
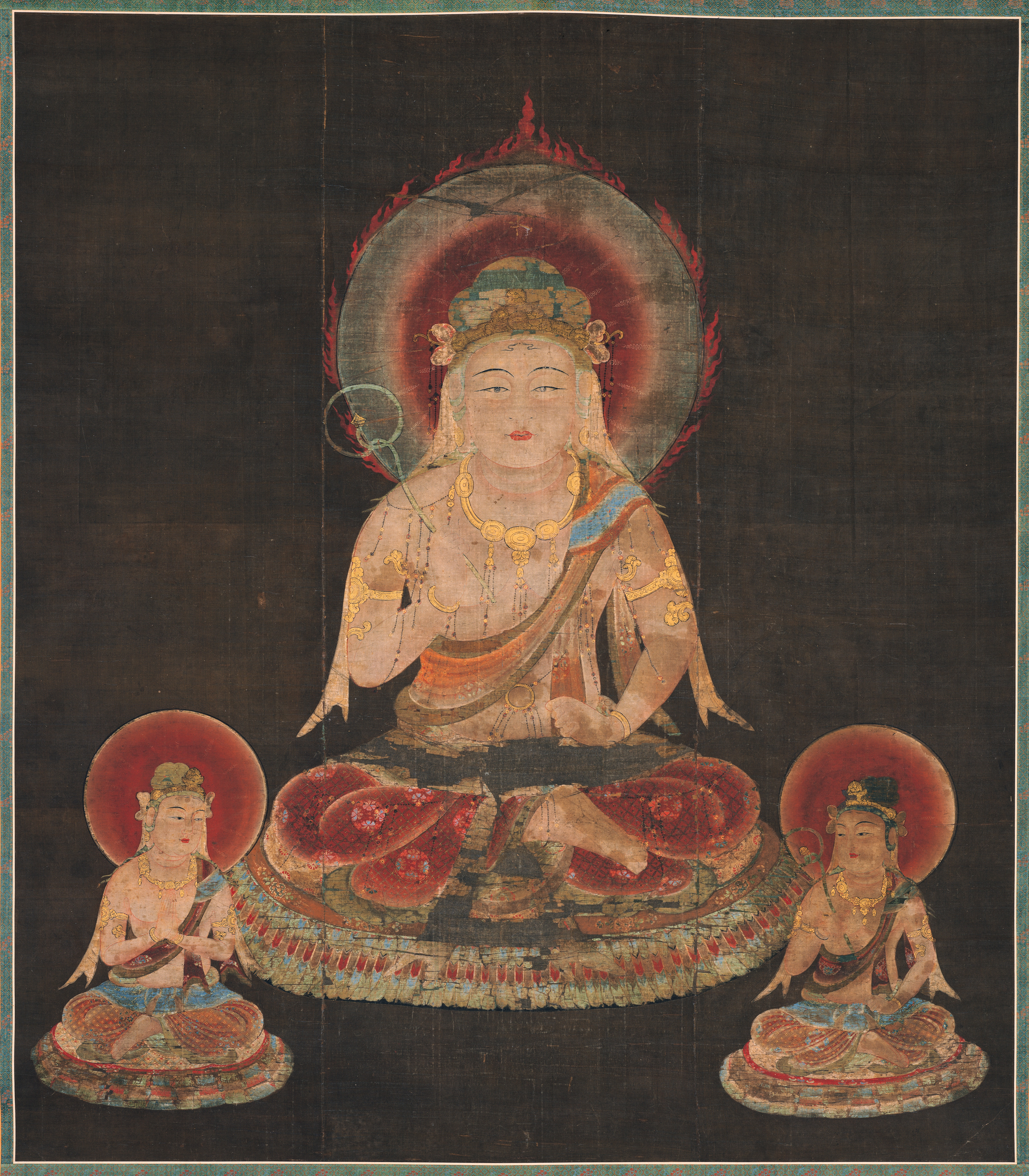
Suiten (Varuna). 1127. Couleurs sur soie, H. 144 cm. Musée national de Kyoto[52].

Acala (Fudō Myōō, divinité bouddhique du mikkyō), peint en 838, a un caractère effrayant, et son traitement, aux volumes heurtés et aux contrastes violents, le rapproche des Niō en terre séchée de l'époque de Nara.
La peinture bouddhique tend à s'adoucir, à la fin de la période, dans le choix des figures et dans leur présentation.
En effet, datant de la première moitié XIIe siècle, le « Shaka rouge » Shaka Nyorai, du musée national de Kyoto, émerge dans un halo de lumière dorée, en douceur, avec des transitions infinies par l'effet du kirikane : les petites formes lumineuses du halo, de la robe et du piédestal, innombrables, sont découpées dans la feuille d'or (comme pour la laque de même type) et appliquées sur la soie ; à cela s'ajoutent les courbes amples et l'expression calme du Bouddha.
Cet usage de l'or en peinture est dans la logique de son usage pour l'élite, que ce soit sur le papier pour la calligraphie, ou pour les paravents et les laques maki-e. L'or est ce qui distingue l'aristocratie du reste de la population et ce qui la met sur un pied d'égalité avec d'autres aristocraties, chinoises, coréennes, à cette époque.

### Peinture profane

Peintures profanes
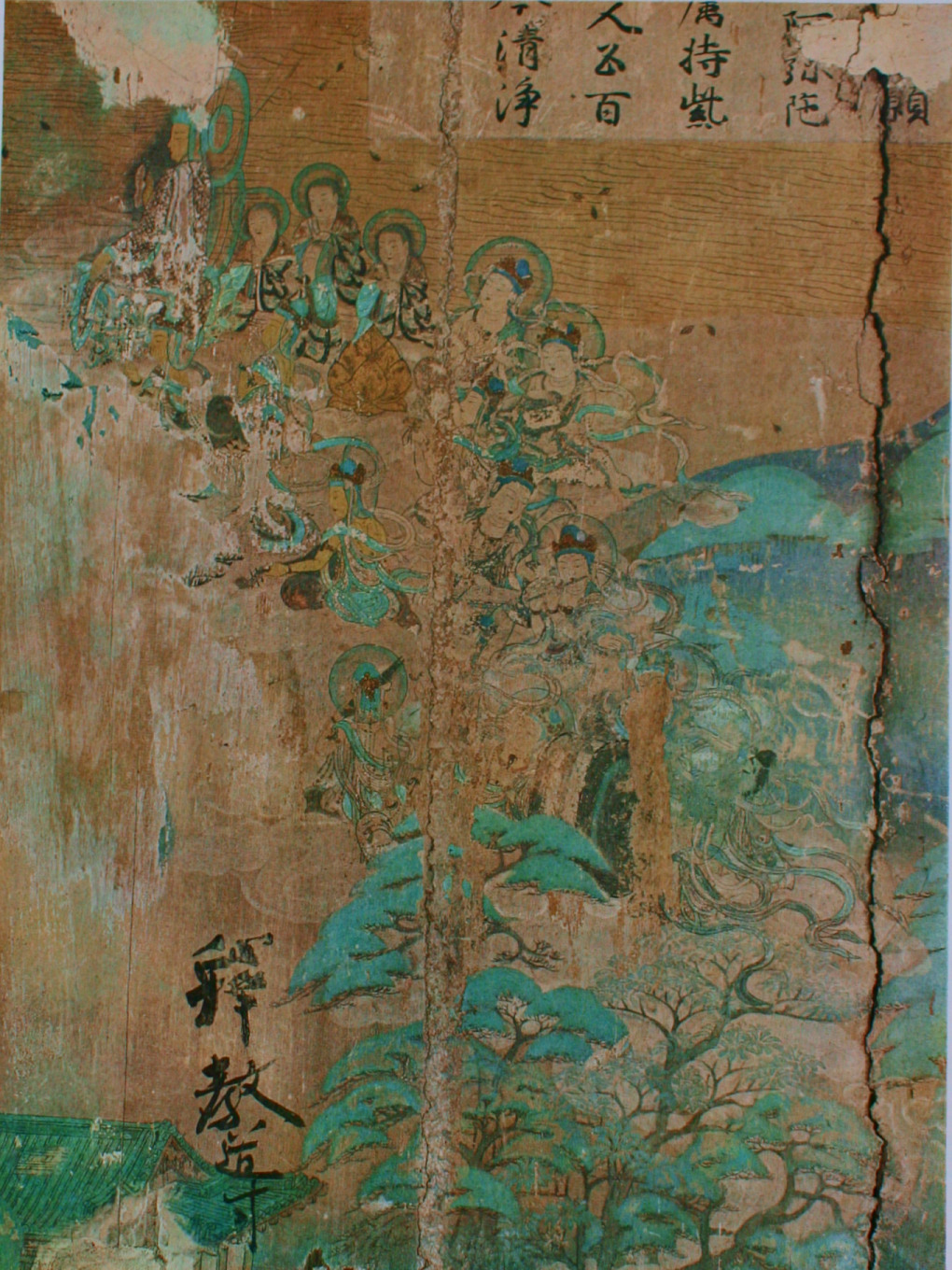
Descente d'Amida sur Terre. Détail, porte Nord, salle du Phénix, Byōdō-in, près de Kyōto. Peinture sur bois, vers 1053.
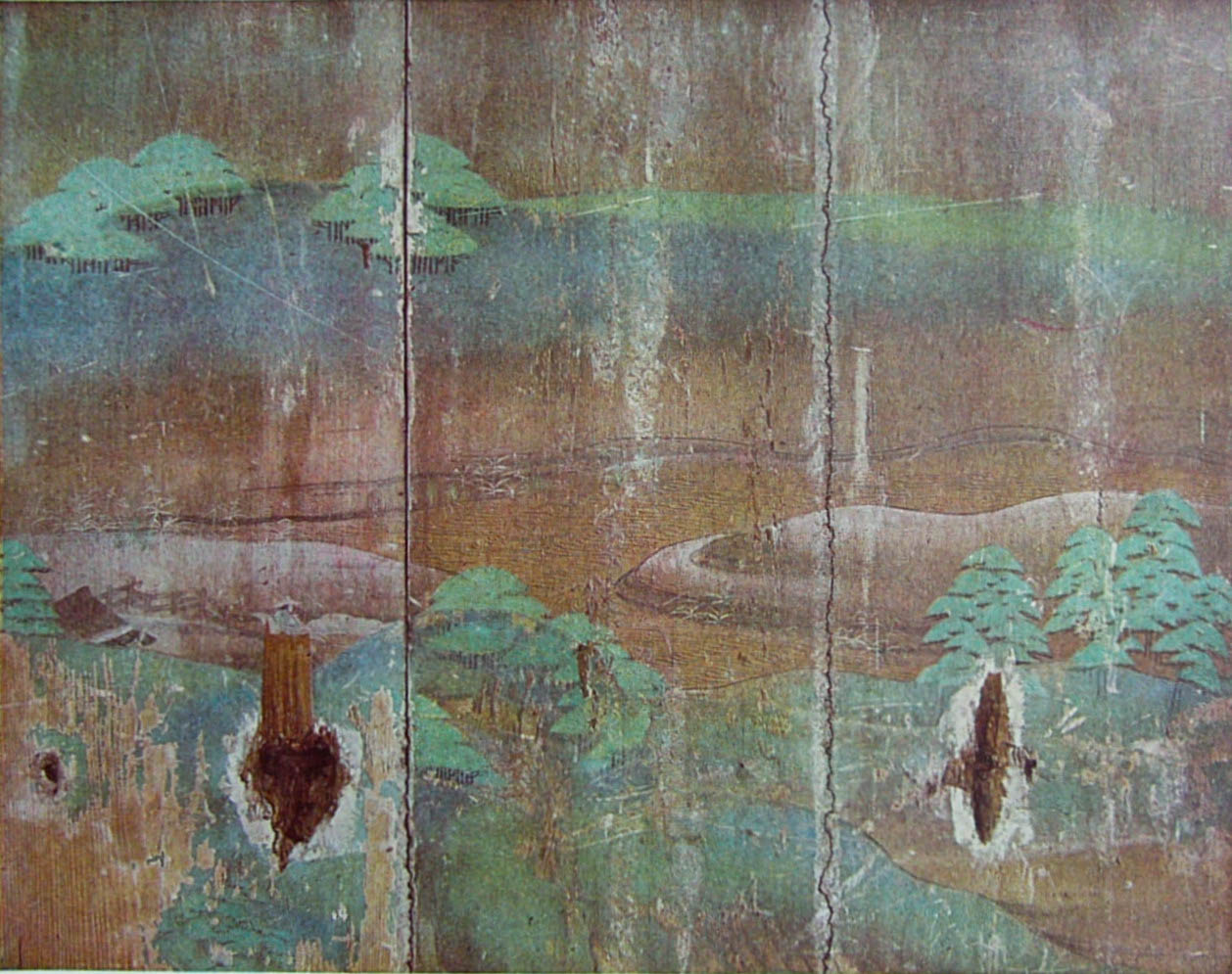
Paysage au début du printemps. Détail, porte Est, salle du Phénix, Byōdō-in, près de Kyōto. Peinture sur bois, vers 1053.
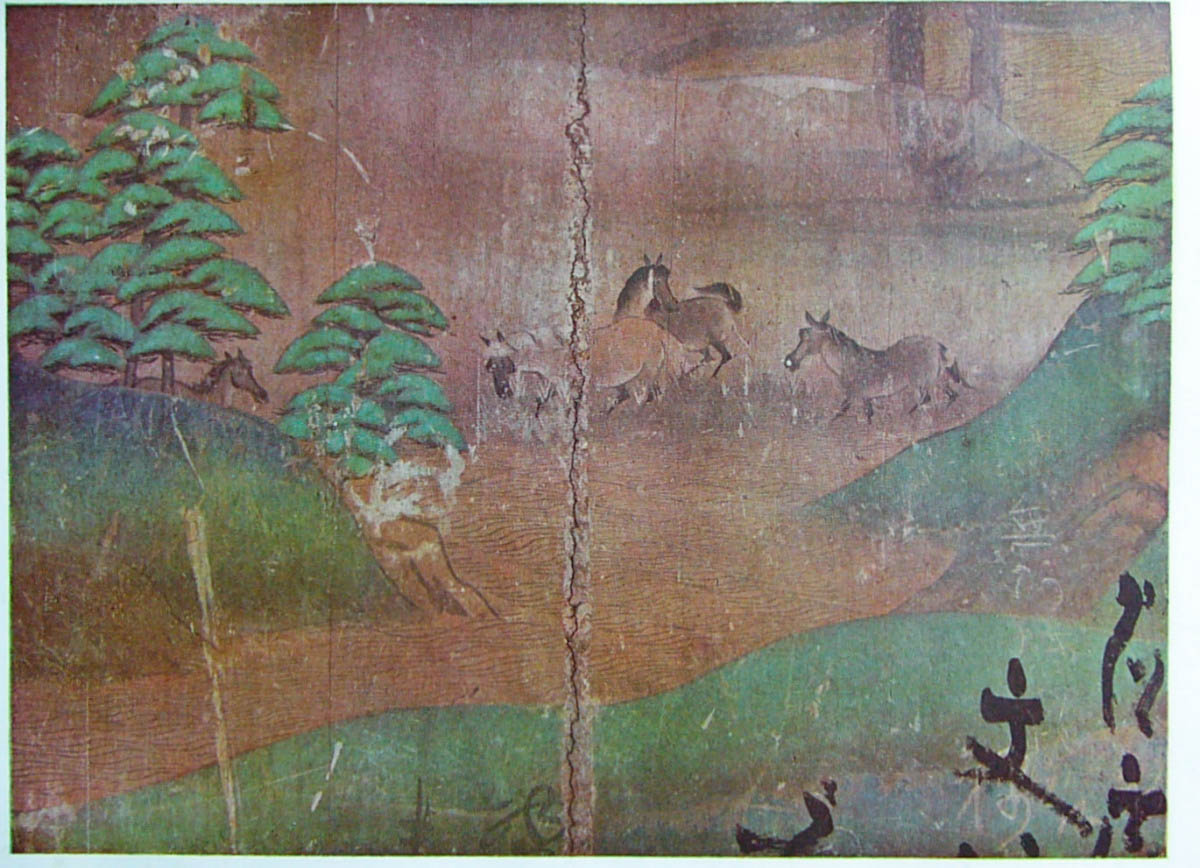
Paysage au début du printemps. Détail, porte Est, salle du Phénix, Byōdō-in, près de Kyōto. Peinture sur bois, vers 1053.
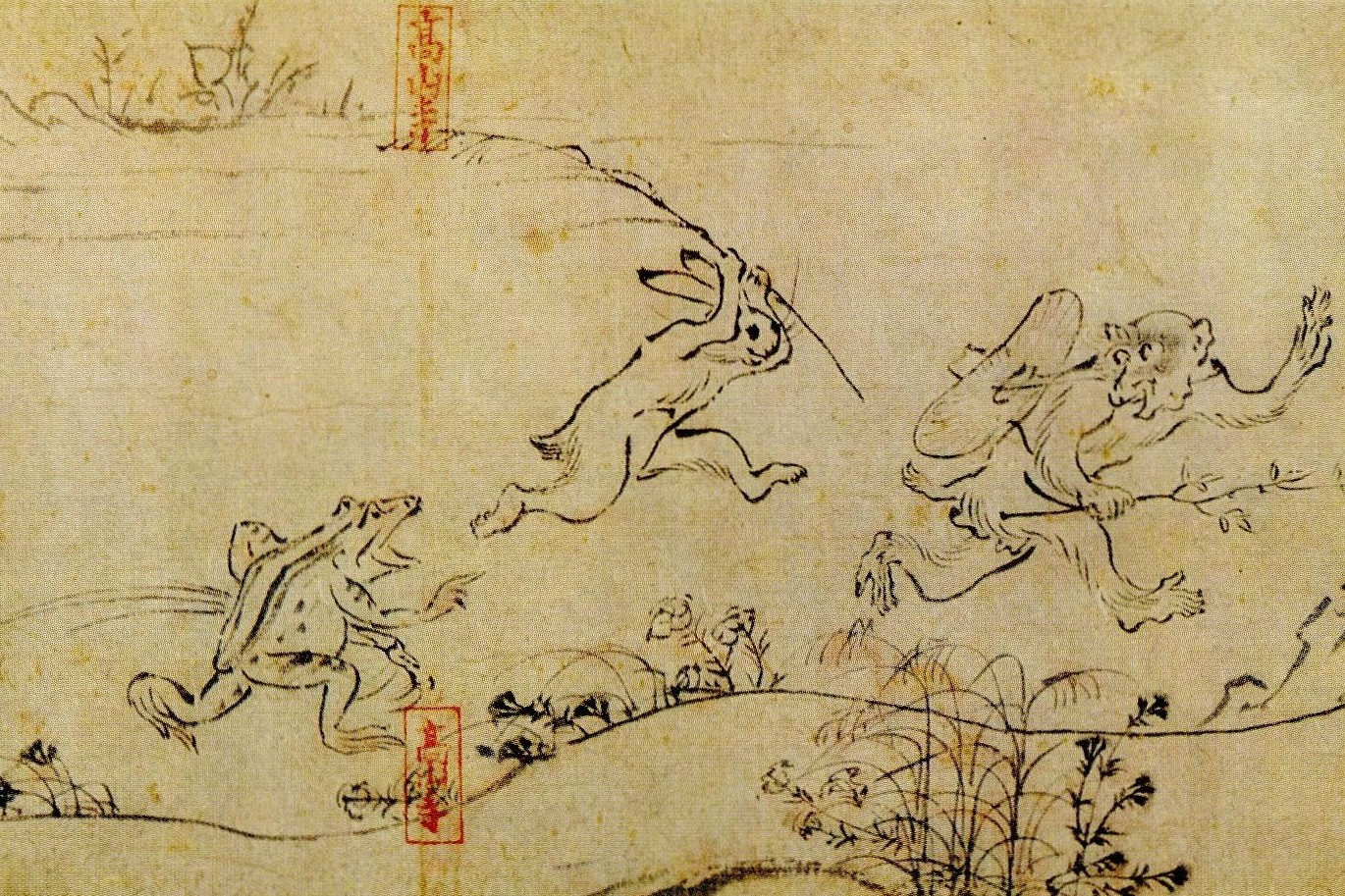
Rouleau des « Caricatures d'animaux » (détail). Emaki du 2e quart du XIIe siècle. Encre sur papier, H. 30 cm.
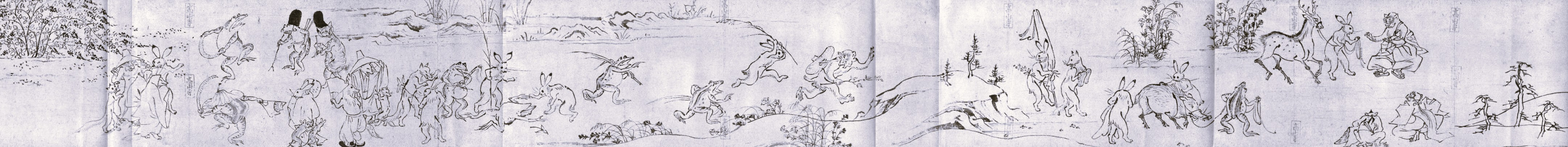
Idem : partie centrale du premier rouleau.
Rouleau enluminé des Enfers : L'Enfer du mortier de fer. Fin du XIIe siècle. Couleurs sur papier, 26 × 434 cm. Musée national de Nara.
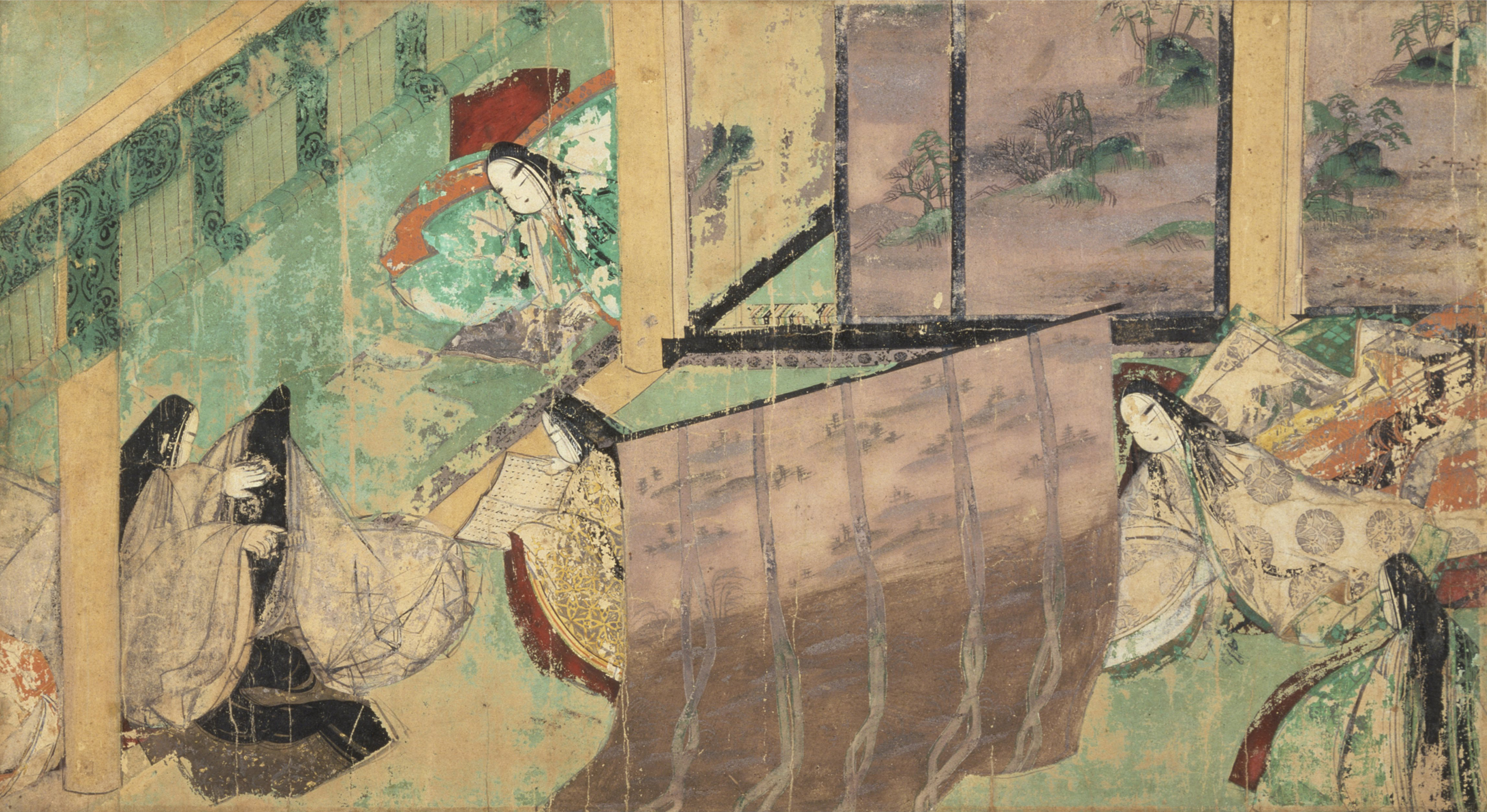
Détail d'un des rouleaux illustrés du Dit du Genji (emaki). Écrit au XIe siècle par Murasaki Shikibu. Peint vers 1130. H. 21,8 cm. Musée d'Art Tokugawa[54].
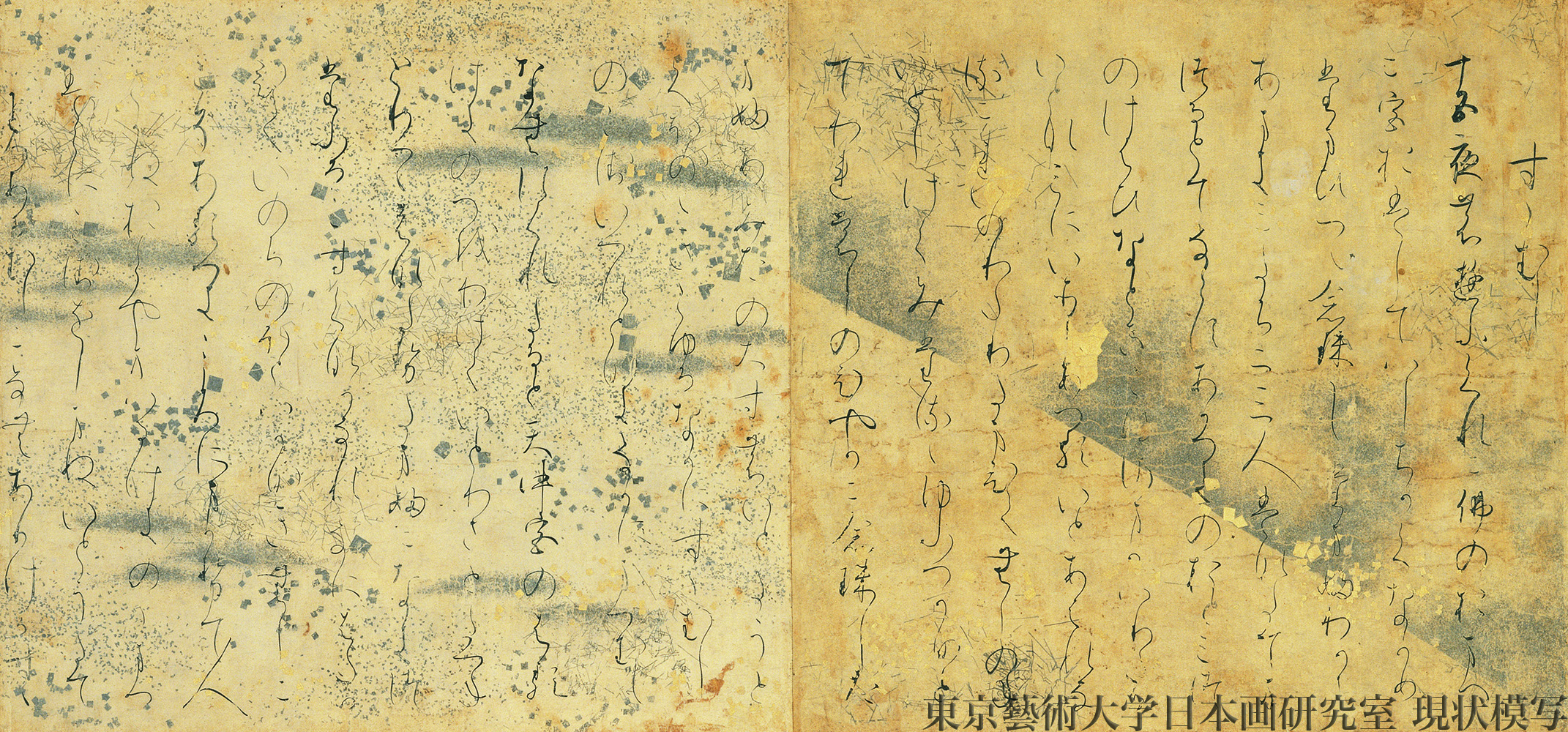
Fragment du même emaki peint vers 1130, du Dit du Genji. H. 21,8 cm. Papier à décor peint et or. Musée Gotoh[55].
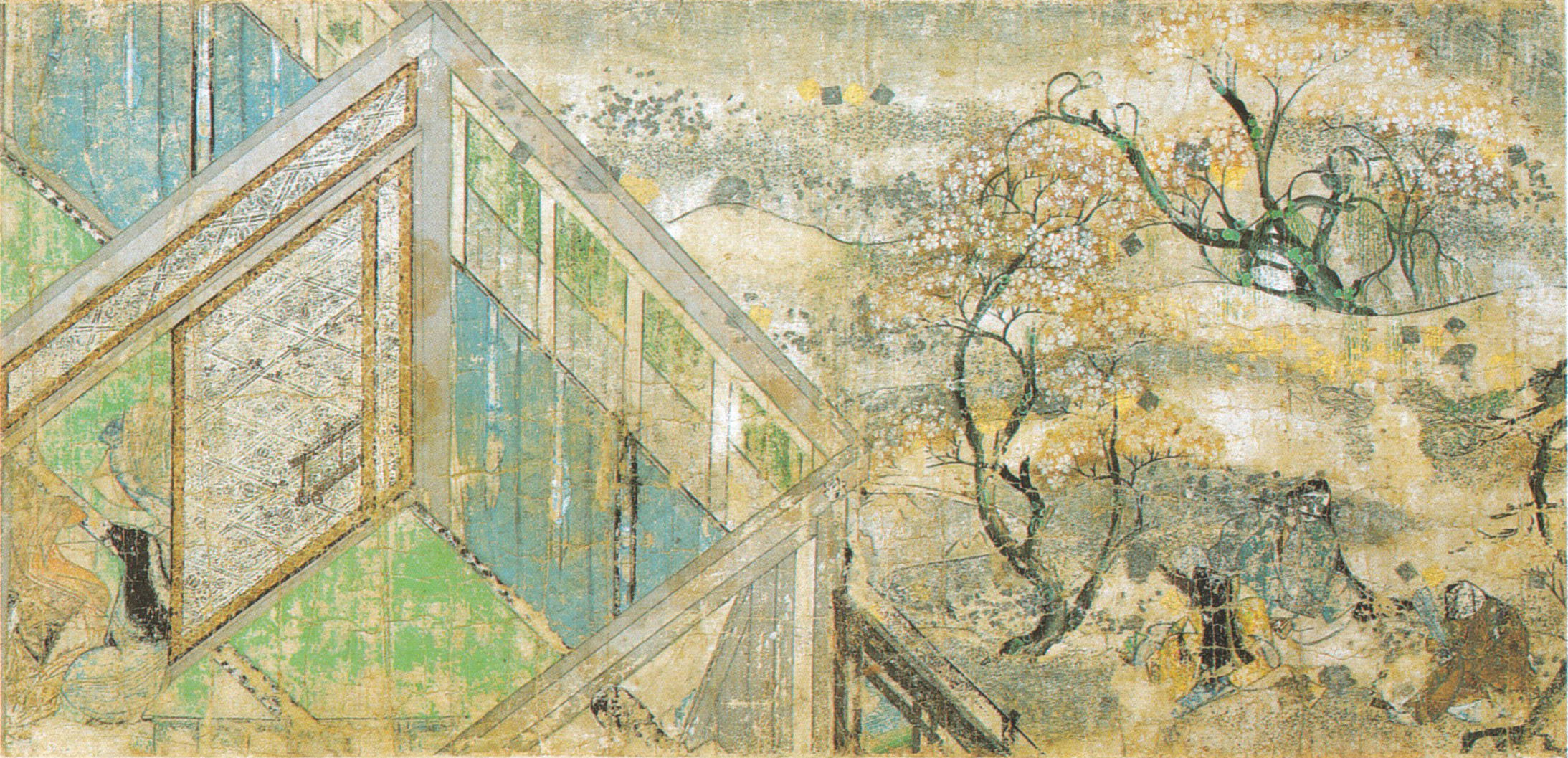
Rouleau enluminé du Roman de Nezame. Couleur, or, argent sur papier. H. 25,8 cm ; L. totale 508 cm. Fin du XIIe siècle. Yamato Bunkakan.
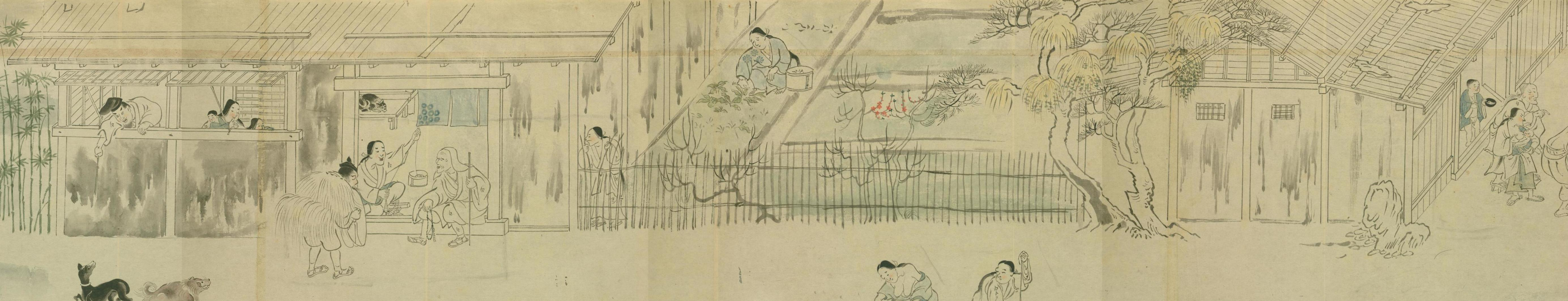
La vie d'une rue à l'époque. Copie des Rouleaux des légendes du mont Shigi. H 31,8 cm. Milieu du XIIe siècle.

Transition entre style chinois et peinture Yamato-e, la « Descente d'Amida sur Terre » est le sujet central des peintures de paysage de la salle du Phénix (Hōōdō) du Byōdō-in (1053). Celles-ci reflètent les premières manifestations de la sensibilité nippone pour la nature au fil des saisons, incorporée à l'iconographie bouddhique venue d'Inde et de Chine. Dans un esprit intermédiaire entre le modèle chinois et la peinture Yamato-e, le paysage sur paravent, connu sous le nom de Senzui byôbu, appartient à cette tendance dominante entre, environ, 1050 et 1100. C'est aussi l'un des plus anciens paravents japonais.
Les quatre rouleaux de la série des « Caricatures d'animaux » (milieu du XIIe siècle) sont incontestablement reconnus comme un chef-d'œuvre de la peinture japonaise : avec le sens de l'observation juste, le goût de la caricature, l'humour et la satire, et ces petites scènes qui s'enchainent, des dessins à l'encre sur papier restent un mystère pour les spécialises. Les rouleaux des légendes du mont Shigi partagent avec plusieurs autres à peu près le même ton, plein d'humour, mais il s'agit clairement chaque fois d'une narration dont le rythme des scènes sur le rouleau a été bien pensé, le déroulement entre les mains n'offrant qu'un espace visible d'environ 60-70 cm. Les scènes de genre sont toutes animées de caricatures vivantes, pleines d'énergie et d'expressions variées, et nous renseignent sur tous les aspects de la vie de cette société, depuis la campagne au XIIe siècle jusqu'à l'intérieur du palais impérial, autour de la chambre du souverain. Les Rouleaux des êtres affamés (ou « fantômes affamés ») et les Rouleaux des enfers, du XIIe siècle, partagent avec ceux qui précèdent la même puissance créative, cette fois-ci avec un aspect fantastique mais sans aucun sérieux : tous ces monstres ne font vraiment peur qu'à eux-mêmes, et le bon peuple les ignore ou semble compatissant, parfois, comme dans cette scène où une femme, à la fontaine, semble verser de l'eau pour les pauvres fantômes assoiffés, hideux et ridicules. Cependant, dans l'histoire, ces fantômes sont invisibles aux humains, la femme ne sait donc pas qu'elle désaltère des monstres, mais ils sont bien visibles, par contre, sur le papier.
Les romans illustrés étaient soigneusement recopiés et circulaient à la capitale. On ne possède plus que 20 peintures et 28 sections de textes de cette époque. Sous leur forme originale, les e-maki alternent image et texte. Si le rouleau fait environ 22 cm de haut, une image aura environ 40 cm de long sur les 60 cm. déroulés, donc avec du texte. Le papier lui-même est souvent décoré d'or et d'argent et le texte apparait en caractères kana. Peinture, calligraphie et papier décoré sont considérés à égalité comme pour tout ce qui relève des arts à l'époque des Fujiwara. La perspective aux toits enlevés offre la meilleure vue pour des scènes d'intérieur ouvertes sur l'environnement naturel extérieur. Les figures semblent peu expressives et interchangeables, les conventions graphiques n'offrant guère de possibilité de variation ou d'écart, mais les lectrices et lecteurs savaient parfaitement identifier les scènes issues du texte, les protagonistes et ce qui les animaient.
L'école Kose a prospéré dans cette production de rouleaux illustrés (emaki) et d'images narratives (sõshi-e).

### Laque, bronze, céramique

Laques, bronzes et céramiques
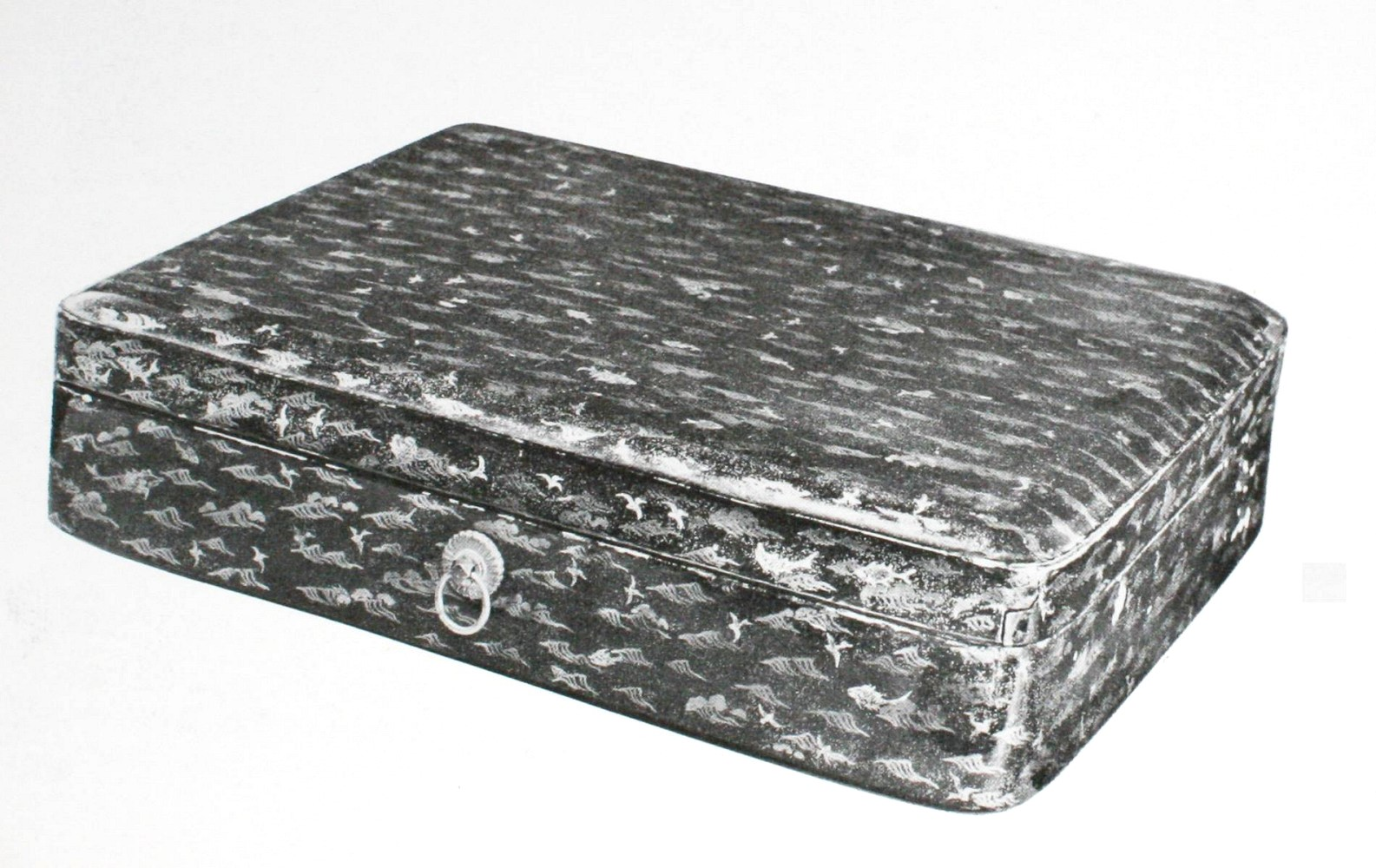
Boîte[62], v. 900. Décor en maki-e : animaux marins (poissons, oiseaux, tortues) en or, et vagues en argent. L. 39 cm. Kyoto, Tō-ji.
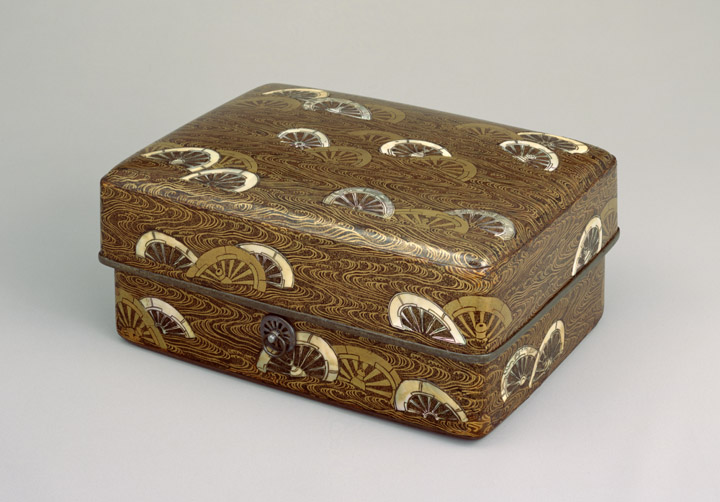
Coffret à décor de roues plongées dans l'eau. XIIe siècle. Bois laqué noir maki-e, laque doré et nacre. L. 22,4 cm, H. 13,3 cm. Musée national, Tokyo[63].
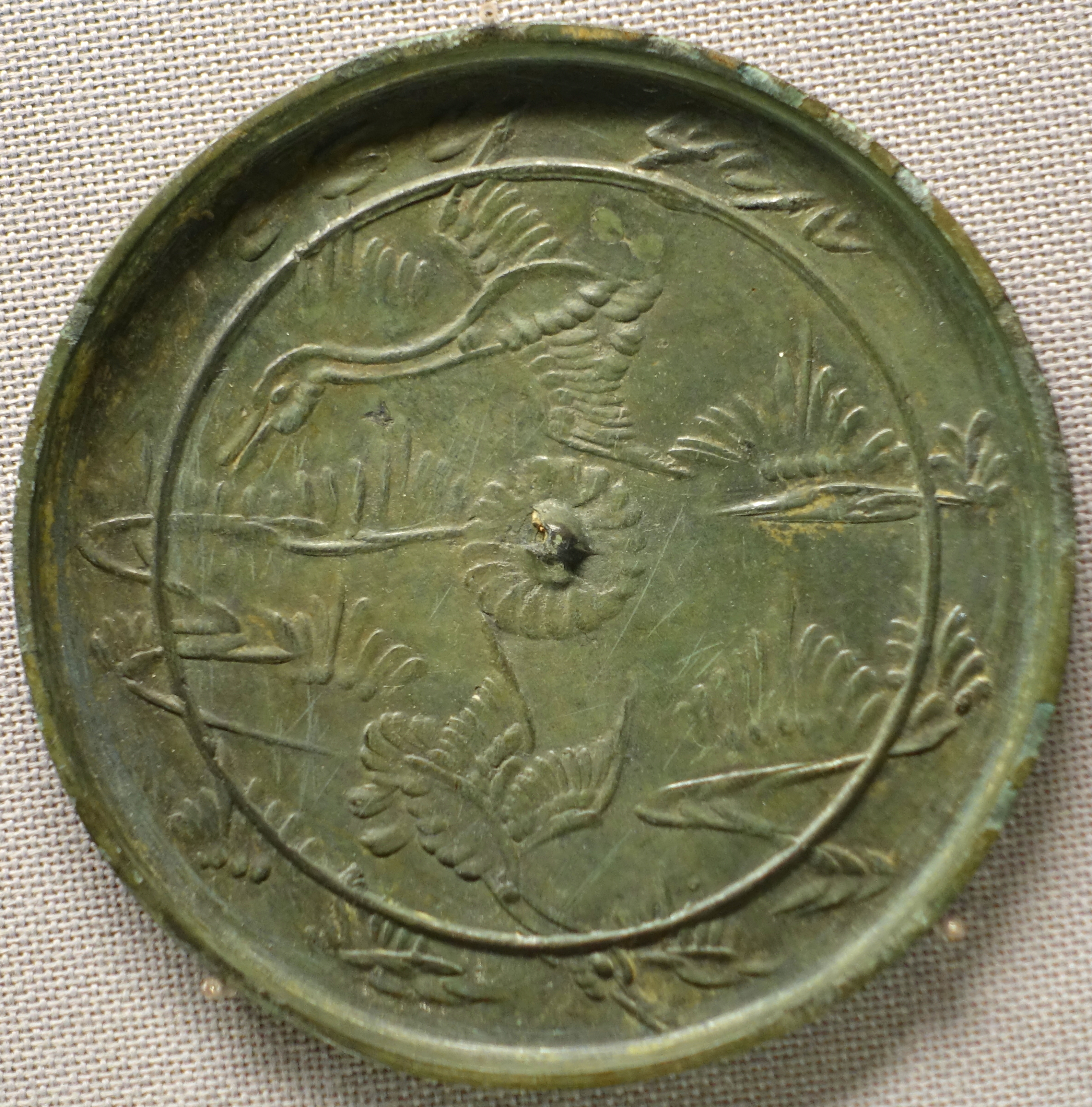
Miroir aux oies volantes et plantes aquatiques. Tumulus du Sakurado Sutra (Gifu). 1100. Bronze. Musée national de Tokyo.
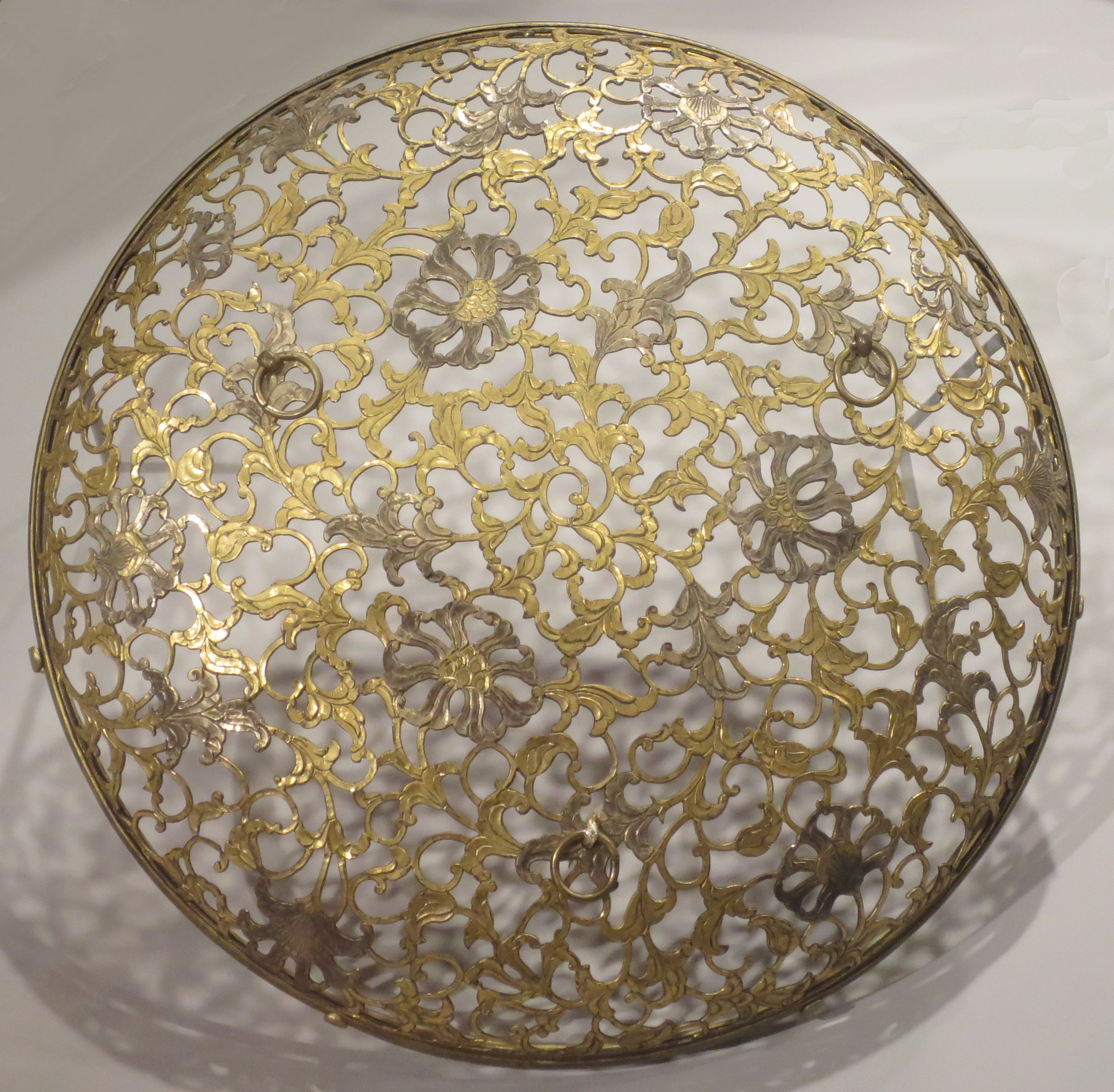
Panier de cérémonie à décor de fleurs hosoge[64]. Bronze ajouré doré et argenté. XIIe siècle. Honolulu Museum of Art.
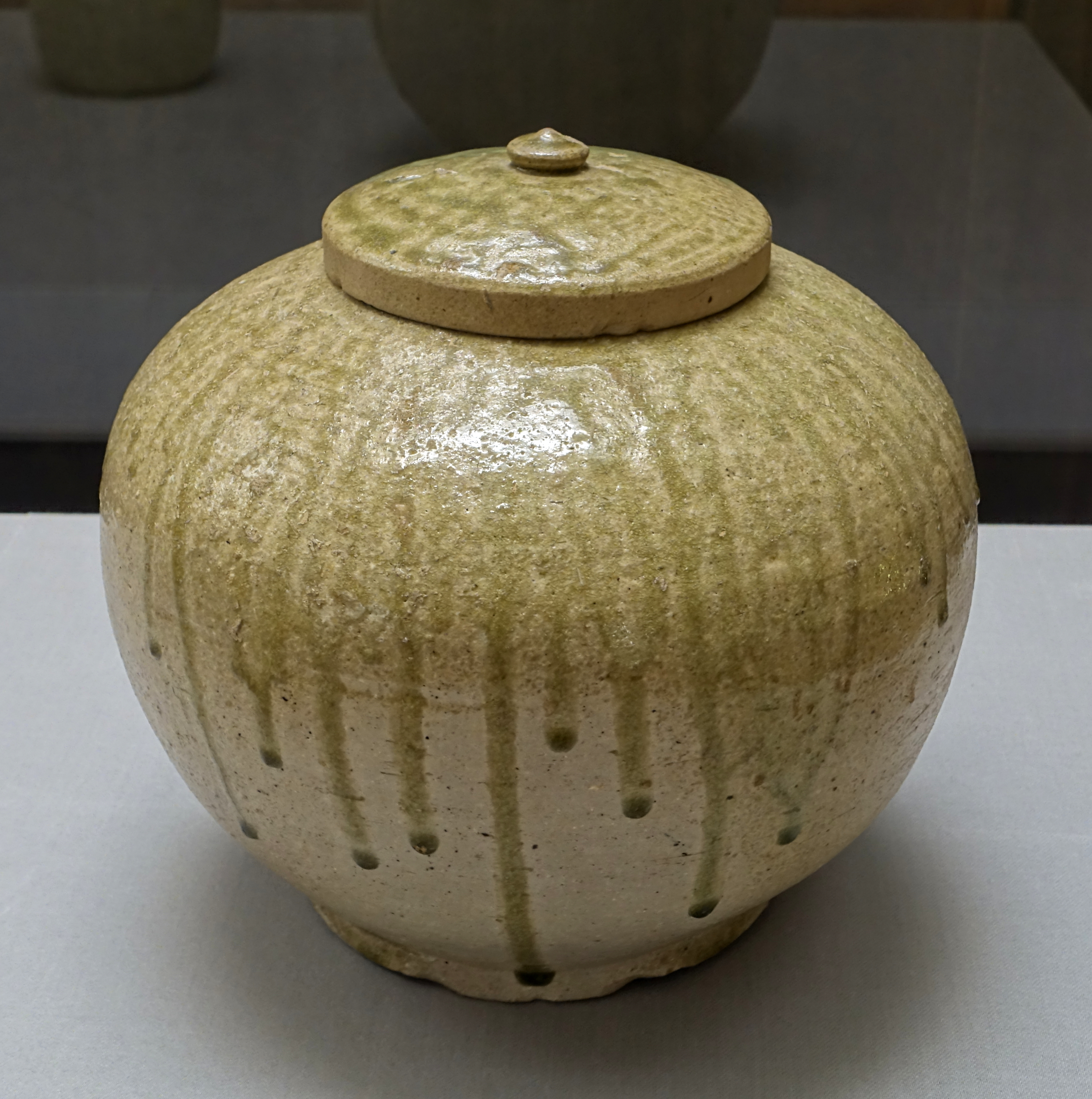
Jarre à couvercle. Grès de Sanage (Nagoya), à glaçure de cendre[65]. Xe siècle. Musée national de Tokyo.
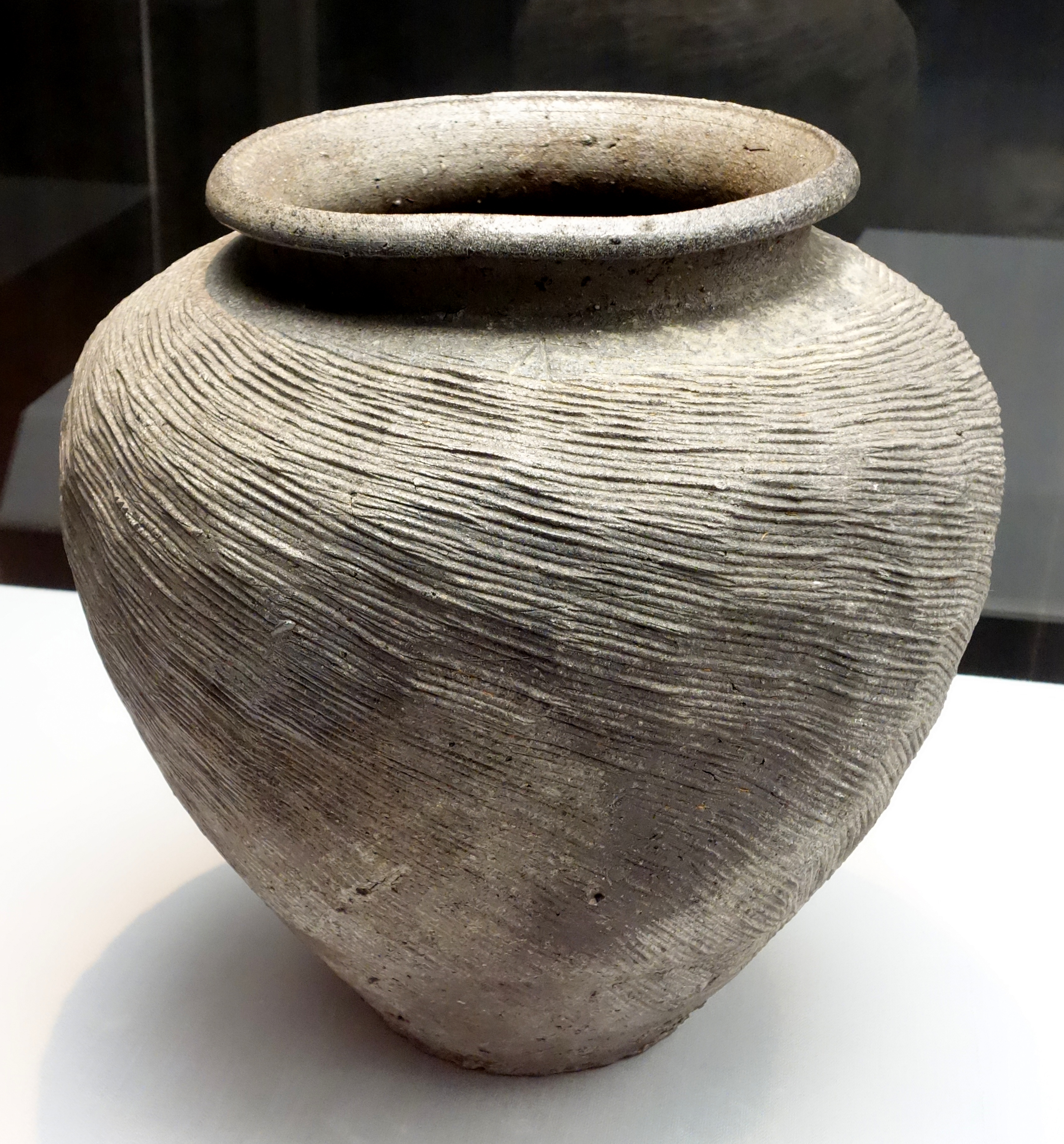
Jarre, décor au peigne. Grès de Suzu (en). XIIe siècle. Fouille, Myoko-shi (Niigata). Musée national de Tokyo.
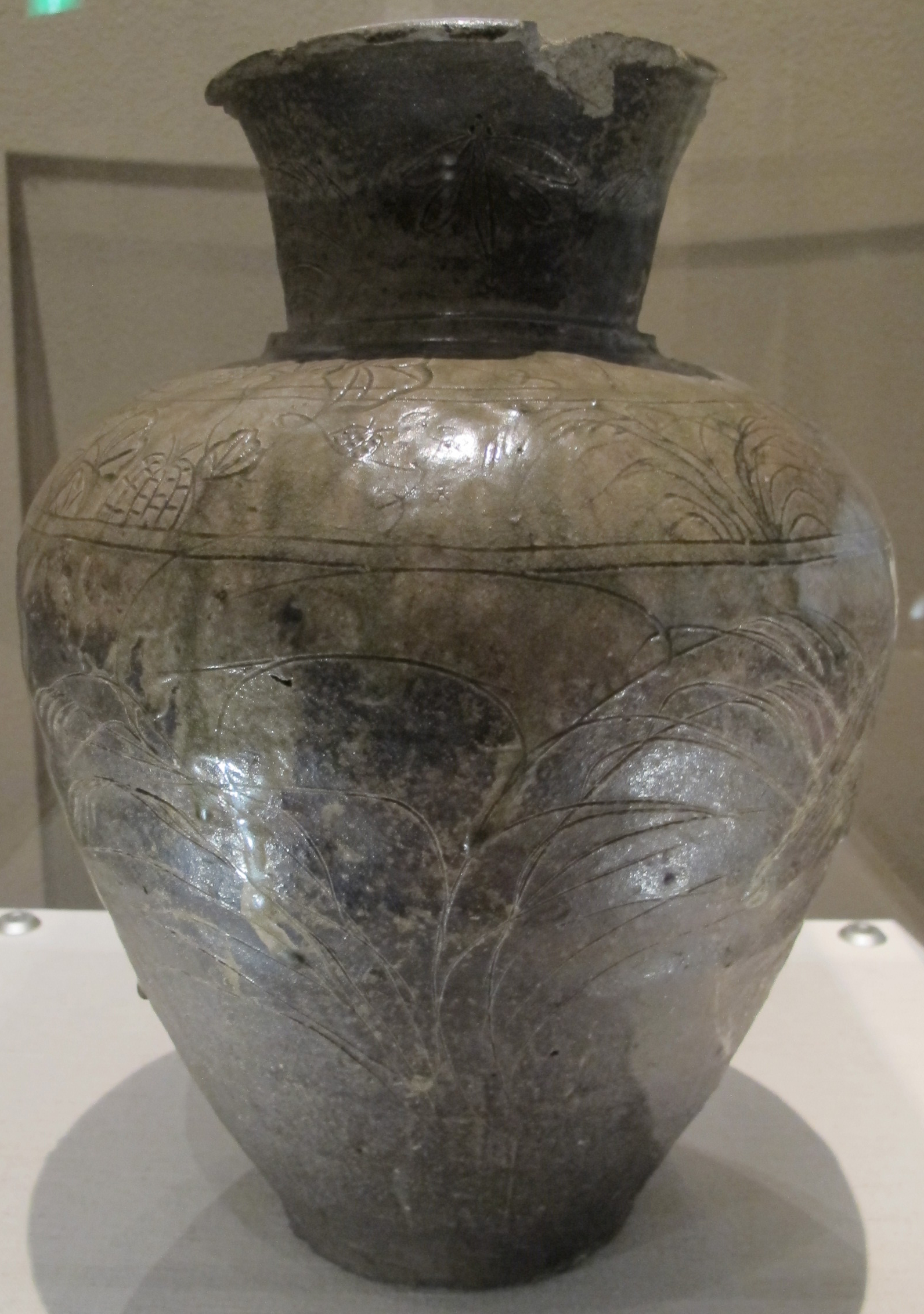
Jarre. Grès, couverte appliquée de cendre de bois, décor incisé de plantes d'automne. Fours d'Atsumi (Aichi), XIIe siècle. Musée national de Tokyo.
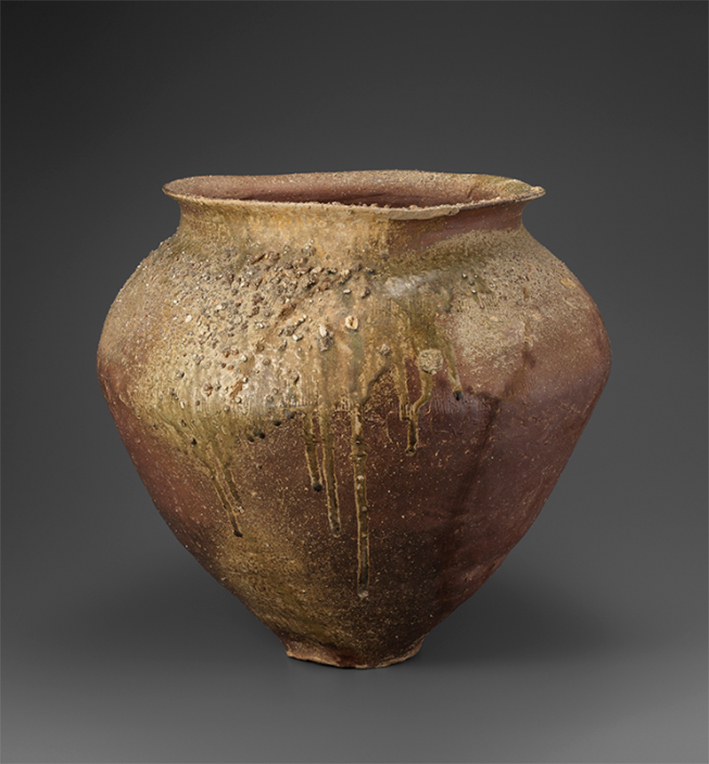
Jarre à large ouverture, kame. Couverte accidentelle. Fours de Tokoname, XIIe siècle. H. 49,8 cm. Musée d'Art Idemitsu.

Certaines techniques de laque existaient bien à l'époque de Nara, comme la laque sèche, par exemple, qui permettait de réaliser des sculptures. Dans le milieu de l'élite religieuse ou aristocratique, la laque permet des innovations dans le décor protecteur des objets. La technique, proprement japonaise, du maki-e introduit la poudre d'or (ou d'argent) dans les composants de la peinture, où la laque sert à fixer et à recouvrir cette matière lumineuse.
De nombreux intérieurs de temples bouddhiques et objets rituels ont été décorés avec de la laque d'or, et avec incrustations de nacre, raden (en), comme le Muryōjuin disparu. Le Konjiki-dō (salle d'or) et le kyōzō (entrepôt des Écritures) du Chūson-ji permettent de s'en faire une idée. Plusieurs coffrets de cette époque ont été conservés. Tous présentent des motifs originaux, bien différents de ce qui se faisait sur le continent : détails naturalistes et une tendance à la spontanéité, caractéristiques qui se confirmeront par la suite dans l'art japonais.

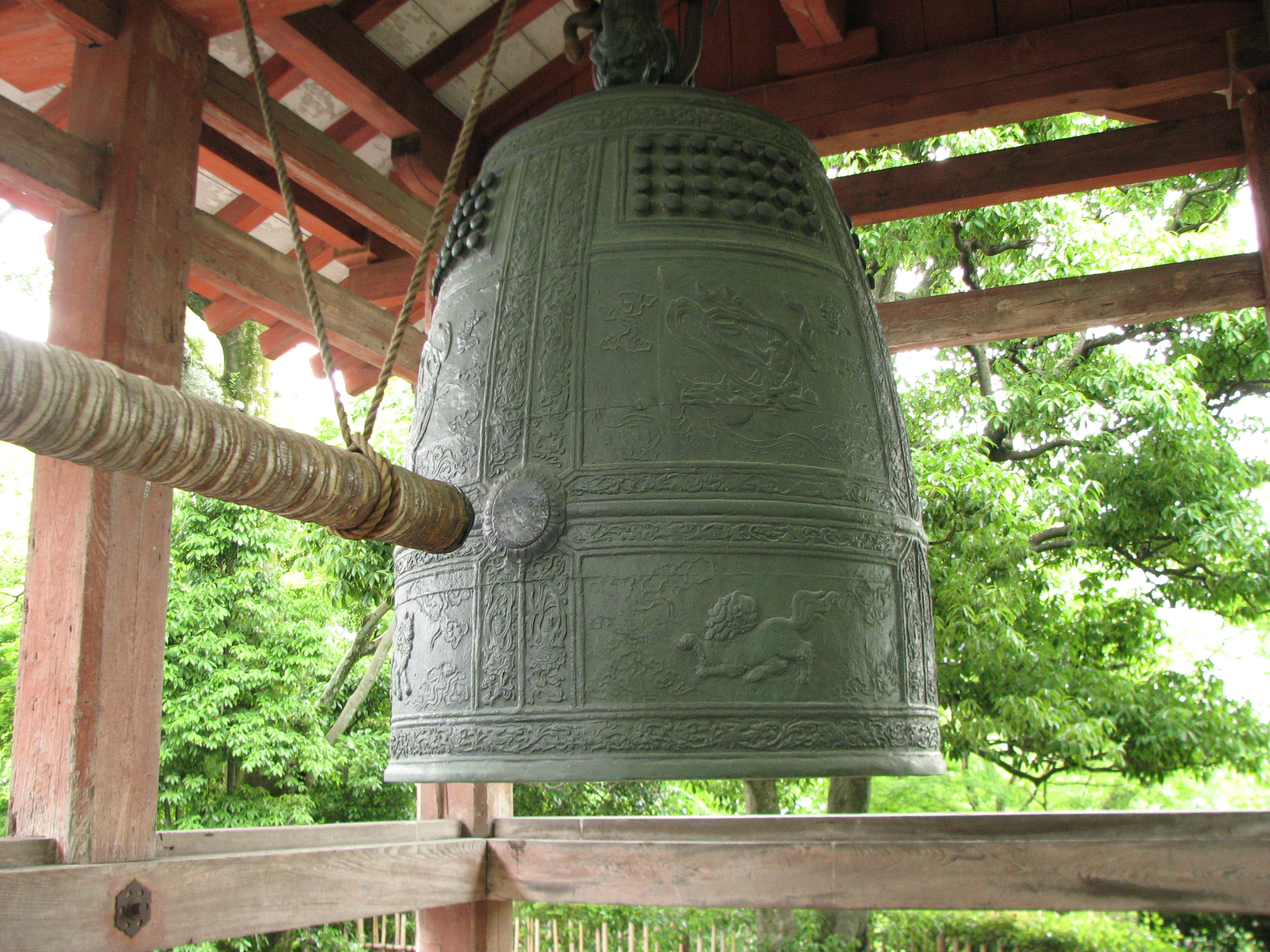
Cloche (bonshō), Byōdō-in, XIIe siècle. H. 2 m. Poids : 7 tonnes.

On retrouve ces motifs naturalistes sur les miroirs, qui abandonnent les motifs symboliques, souvent taoïstes, d'origine chinoise pour de simples couples d'oiseaux et plantes aquatiques ou arbres en fleurs. Ces miroirs, à l'époque des Fujiwara, seront offerts au Bouddha pour racheter des fautes ou voir ses désirs exaucés.
Les objets d'arts conservés sont peu nombreux et concernent essentiellement les objets des célébrations du bouddhisme ésotérique : vajra (foudres diamant), roues de la Loi bouddhique, clochettes de l'Éveil, clochette au « joyau qui exauce les désirs », nyoi-hōju. La cloche de bronze (XIIe siècle) du Byodo-in présente, à son sommet, un dragon coiffant sa crinière. Sur la surface du corps de la cloche sont figurés des phénix et des êtres célestes dansants (apsara), et sur la base, les motifs hosoge (fleurs) et karakusa (plantes) entourent des figures de lions. L'original se trouve au musée Hoshokan du Byodo-in. Des similitudes avec les cloches coréennes d'époque Goryeo ont été relevées.
La tradition locale des terres cuites rougeâtres (hajiki), dans laquelle on avait produit les haniwa à l'époque des kofun, se poursuit ensuite. Par ailleurs, l'assimilation de la tradition coréenne du grès sueki qui est apparue à la même époque Kofun s'est poursuivie aux époques de Nara et de Heian pour les ustensiles de la vie quotidienne ; ce sont des grès gris, qui présentent, éventuellement, des coulées de glaçure naturelles en raison de cendres de bois apportées par le feu. Mais la vogue pour la culture chinoise à l'époque de Nara favorise aussi la création japonaise de produits similaires à la céramique chinoise des Tang : glaçures plombifères à deux ou trois couleurs (sancai chinois). Ces glaçures disparaissent à la fin du VIIIe siècle, tandis que les glaçures monochromes vertes subsistent. C'est en effet la mode du grès céladon chinois (Tang) et coréen (de l'époque Goryeo, 918-1392), et ces monochromes verts s'en rapprochent un peu. C'est aussi la vogue des porcelaines blanches importées. Certains potiers japonais utilisent alors une mixture de cendres et d'argile liquide étalée au pinceau, ou un revêtement vert (aoshi) (provinces d'Owari, puis de Mino, fin IXe siècle). Un simple revêtement de cendre de bois sur céramique blanche, shirashi, apparait dans la première moitié du IXe siècle. Il produit des coulées imprévisibles qui deviennent une spécialité des fours de Sanage. Leur pâte est plus fine que celle des sueki ; les formes varient, inspirées par la Chine et l'Inde. D'abord réservés aux rituels et à l'aristocratie, ils parviennent à un usage domestique au Xe siècle. Les grès à couverte de cendre de bois se développent au XIIe siècle, avec des motifs incisés réalistes de fleurs, d'insectes et d'oiseaux, parfois destinés à être enterrés dans les « tumulus à sûtra ». La rencontre de la matière incontrôlée produisant ces coulures et des motifs végétaux, comme les plantes d'automne, signale l'émergence d'un style de céramique typiquement japonais.

#### Histoire du Japon
- Danielle Elisseeff, Histoire du Japon : entre Chine et Pacifique/, Éditions du Rocher, 2001, 231 p., 24 x 15 x 2 cm (ISBN 978-2-268-04096-7), p. 59-81
- Francine Hérail (dir.), Guillaume Carré, Jean Esmain, François Macé et Pierre Souyri, Histoire du Japon : Des origines à nos jours, Paris, Editions Hermann, 2009, 1413 p. (ISBN 978-2-7056-6640-8)
- Francine Hérail, Histoire du Japon : Des origines à la fin de l'époque Meiji, Paris, Publications orientalistes de France, 1986
- Pierre-François Souyri, Nouvelle Histoire du Japon, Paris, Perrin, 2010, 627 p. (ISBN 978-2-262-02246-4)
- Laurent Nespoulous et Pierre-François Souyri, Le Japon : Des chasseurs-cueilleurs à Heian, -36 000 à l'an mille, Paris, Belin, coll. « Mondes anciens », 2023
- (en) William Wayne Farris, Japan to 1600 : A Social and Economic History, Honolulu, University of Hawai‘i Press, 2009, 248 p. (ISBN 978-0-8248-3379-4, lire en ligne)
- (en) Karl F. Friday (dir.), Japan Emerging : Premodern History to 1850, New York et Londres, Routledge, 2012, 478 p. (ISBN 978-0-8133-4483-6)
- (en) Karl F. Friday (dir.), Routledge Handbook of Premodern Japanese History, New York et Londres, Routledge, 2017

#### Art du Japon
- Miyeko Murase (trad. de l'anglais), L'Art du Japon, Paris, Éditions LGF - Livre de Poche, coll. « La Pochothèque », 1996, 414 p., 19 cm. (ISBN 2-253-13054-0), p. 43-67
- Christine Shimizu, L'Art japonais, Paris, Flammarion, coll. « Vieux Fonds Art », 1998, 495 p., 28 x 24 x 3 cm env. (ISBN 2-08-012251-7), et Shimizu, Christine, L'Art japonais, Flammarion, coll. « Tout l'art, Histoire », 2001, 2014, 448 p., 21 x 18 x 2 cm env. (ISBN 978-2-08-013701-2, 978-2-0812-0787-5 et 2-08-013701-8)
- Christine Shimizu, Urushi : Les laques du Japon, Fribourg, Flammarion, 1988, 297 p., 34 cm. (ISBN 2-08-012088-3)
- Christine Shimizu, Le grès japonais, Paris, Massin, 2001, 172 p. (ISBN 2-7072-0426-9)
- Gilles Béguin, L'art bouddhique, Paris, CNRS éditions, 2009, 415 p. (ISBN 978-2-271-06812-5)Le Japon de l'époque de Heian fait l'objet d'une partie,  p. 359-368.

#### Culture, littérature
- Jean-Jacques Origas (dir.), Dictionnaire de littérature japonaise, Paris, Presses universitaires de France, coll. « Quadrige », 2000
- (en) Richard Bowring, The Religious Traditions of Japan : 500-1600, Cambridge, Cambridge University Press, 2005
- (en) Haruo Shirane, Tomi Suzuki et David Lurie (dir.), The Cambridge History of Japanese Literature, Cambridge, Cambridge Univeristy Press, 2016

#### Période de Heian
- (en) Mikael S. Adolphson, Edward Kamens et Stacie Matsumoto (dir.), Heian Japan, Centers and Peripheries : Centers and Peripheries, Honolulu, University of Hawai'i Press, 2007, 450 p. (ISBN 978-0-8248-3013-7, lire en ligne)
- Rose Hempel (trad. de l'allemand par Madeleine Mattys-Solvel), L'âge d'or du Japon : l'époque Heian, 794-1192, Paris, Presses universitaires de France, 1983 (1re éd. 1983), 253 p., 29 cm (ISBN 2-13-037961-3)
- Francine Hérail, La cour du Japon à l'époque de Heian : aux Xe et XIe siècles, Paris, Hachette, 1995, 267 p. (ISBN 2-01-235147-6)
- Francine Hérail, La cour et l'administration du Japon à l'époque de Heian, Genève, Droz, 2006, 798 p.
- (en) Cameron G. Hurst, « The Heian Period », dans William M. Tsutsui (dir.), A Companion to Japanese History, Malden, Blackwell Pub., 2007 (ISBN 978-1-4051-1690-9), p. 30-46
- (en) Donald H. Shively et William H. McCullough, The Cambridge History of Japan : Volume 2 : Heian Japan, Cambridge, Cambridge University Press, 1999, 754 p. (ISBN 0-521-22353-9)